# Шахи

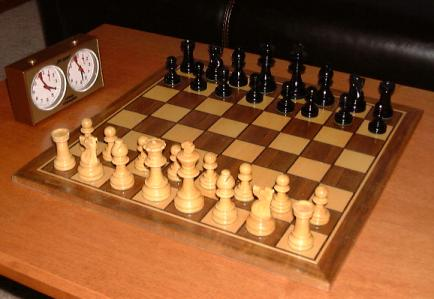
Типовий шаховий набір і годинник

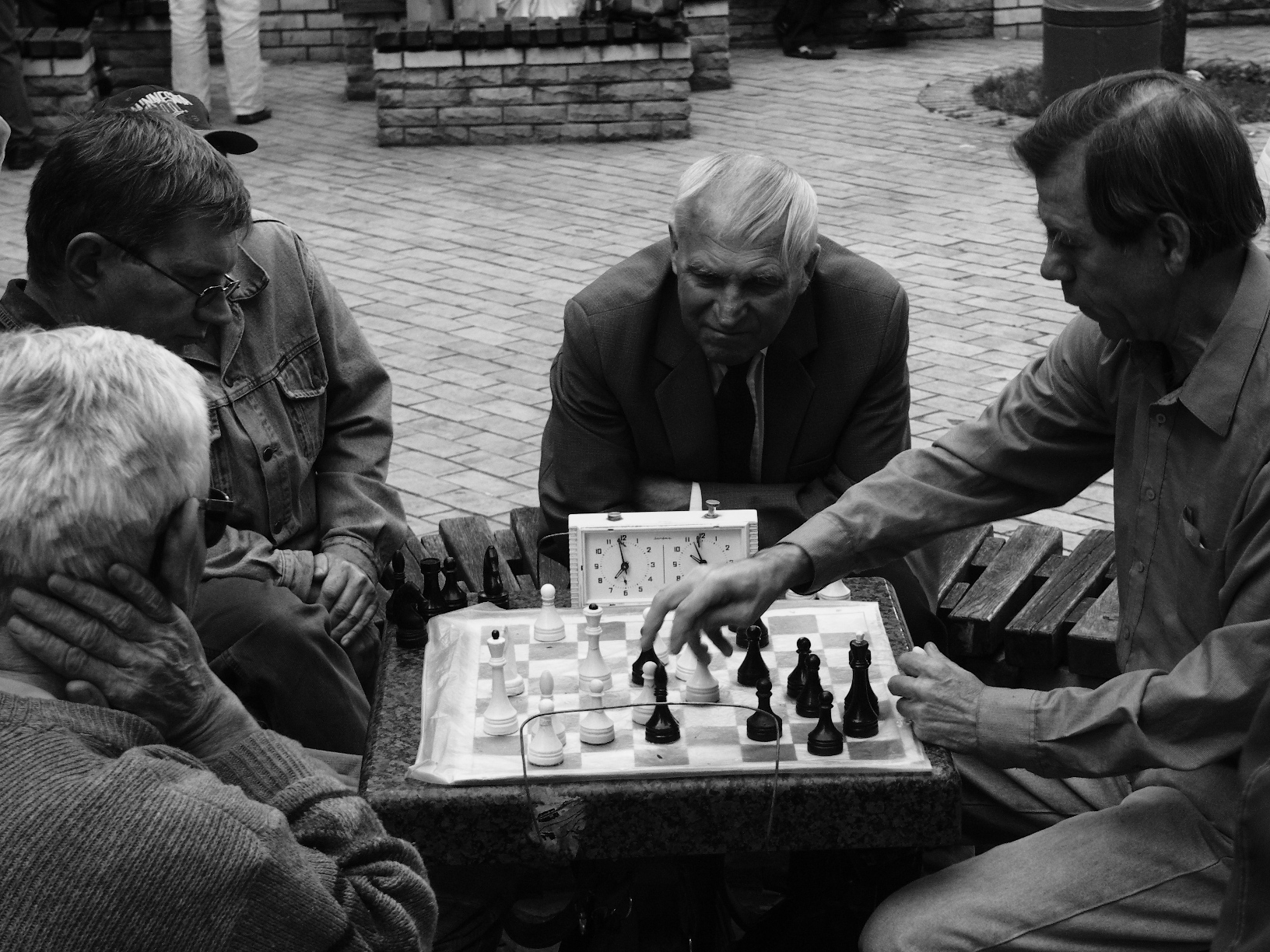
Гра в шахи у парку Києва з використанням шахового годинника (2006)

Ша́хи —  інтелектуальна гра на спеціальній дошці (шахівниці), яку поділено на 64 світлі й темні клітини (поля). Кожен з гравців (їх два) має 16 шахових фігур: вісім пішаків, дві тури, двох коней, двох слонів, ферзя та короля. Фігури білого і чорного кольорів — один з гравців грає білими фігурами, другий — чорними.
В офіційних змаганнях час на обдумування регламентований: для цього використовують спеціальний годинник. «Класика» передбачає доволі великий ліміт часу кожному гравцеві (наприклад, 1,5 години на 40 ходів, потім ще 30 хвилин на певну кількість ходів тощо). Коли на партію виділяється менша кількість часу, то таку партію називають рапід (наприклад, 0,5 год. на партію чи 15 хв. на партію кожному гравцеві). Бліц — це партія тривалістю традиційно 5 хвилин. Останніми десятиліттями використовують практику додавання певної кількості секунд (інкремент) за кожний зроблений хід. Відповідно, бліц грають із регламентом 2+5, 3+3 тощо. Перша цифра тут — хвилини, які кожен з гравців має на всю партію, друга — секунди за кожний зроблений хід. Партія з найменшою кількістю часу — 1 хв. кожному гравцю на всю партію — називають "куля". Гра без годинника — це так звані «легкі партії». Зазвичай так грають аматори — їх мільйони в усьому світі. 
Походить від стародавньої індійської гри чатуранґа, яка, крім того, є ймовірним предком східних стратегічних ігор сянці, чангі і сьоґі. На відміну від східних ігор, початкове розташування фігур є асиметричним щодо вертикальної осі. Шахи потрапили до Європи в 9 столітті внаслідок завоювань Омеядів в Іспанії. У сучасному вигляді шахи сформувались наприкінці 15 століття, остаточно правила стандартизовано в 19 столітті.
Будучи найпоширенішою настольною грою сучасності, поєднує в собі елементи мистецтва (уяви), науки (логічно-точний розрахунок) і спорту.
Кожен гравець починає гру, маючи 16 фігур: одного короля, одного ферзя, дві тури, двох коней, двох слонів, а також вісім пішаків. Кожен з шести типів фігур рухається по-різному, найсильнішою фігурою є ферзь, а найслабшою — пішак. Однак пішак, який досяг восьмої горизонталі (поля перетворення), за бажанням гравця може перетворитися на будь-яку фігуру свого кольору (крім короля). Мета гри — поставити мат королю суперника, тобто оголосити шах, від якого ніяким способом не можна захиститися. Для досягнення мети гравці задумують свої плани, обирають стиль гри, який відповідає їхньому досвіду та розумінню гри. 
Дебют — початкова стадія гри. Міттельшпіль — середина гри. Ендшпіль — кінцева стадія. Позиційна гра передбачає поступове покращення своєї позиції, обмеження можливостей суперника. Тактичні операції — комбінаційна гра, жертви з метою оголосити мат чи отримати матеріальну перевагу. Зазвичай спочатку ініціативою володіють «білі», які починають партію. Завдання «чорних» — нейтралізувати ініціативу суперника, «зрівняти» гру, перехопити ініціативу. Перемогти у грі можна не лише поставивши мат, а й досягши вирішальної матеріальної переваги — тоді гравець «складає зброю» — здається. Програш також фіксується, якщо гравець не встиг зробити потрібної кількості ходів протягом наданого часу. Якщо жодна зі сторін неспроможна досягти перемоги або ж сторони з спортивних міркувань ухиляються від боротьби, тоді фіксується нічия (правилами передбачено випадки, коли гра може закінчитися внічию: пат, «вічний шах», на дошці недостатньо матеріалу, щоб поставити мат тощо).
Перший офіційний чемпіон світу з шахів, Вільгельм Стейніц, завоював свій титул 1886 року. Починаючи з 1948 року, чемпіонат світу відбувається під егідою Міжнародної шахової федерації (ФІДЕ). ФІДЕ також присуджує звання, що фіксують рівень кваліфікації гравців (для отримання звання треба виконати відповідну встановлену норму в змаганнях): майстер ФІДЕ, міжнародний майстер, міжнародний гросмейстер. Багато національних шахових організацій мають власні системи титулів. ФІДЕ організовує також чемпіонати світу серед жінок, чемпіонати світу серед юніорів, серед ветеранів, чемпіонати світу з рапіду і бліцу, а також шахові олімпіади — популярні змагання серед національних команд. ФІДЕ є членом Міжнародного олімпійського комітету, що можна розглядати як визнання шахів видом спорту. Кілька національних спортивних організацій (наприклад, іспанська Consejo Superior de Deportes) також визнають шахи видом спорту. Шахи були включені в програму Азійських ігор 2006 і 2010 років. Існують також чемпіонат світу з шахів за листуванням і чемпіонат світу з комп'ютерних шахів. Можливість грати онлайн відкрила аматорські та професійні змагання для широкої різноманітної групи гравців. Окрім практичної гри, існує жанр шахової композиції — складання етюдів і задач. Шахові композитори (проблемісти) намагаються втілити красиві ідеї, які в практичній грі часто залишаються непоміченими або завуальованими. Проводяться конкурси зі складання етюдів і задач та, відповідно, їх розв'язання.
Починаючи з другої половини 20-го століття, запрограмовані на гру в шахи комп'ютери грають зі зростаючим успіхом, за силою гри набагато обійшовши найсильніших гравців серед людей. Перемагати майстрів і гросмейстерів шахові програми почали в середині 1970-х років. Починаючи з 1990-х років, комп'ютерний аналіз робить значний внесок у теорію шахів, особливо в ендшпілі. Комп'ютер IBM Deep Blue став першою програмою, яка здолала чинного чемпіона світу з шахів у матчі — Гаррі Каспарова 1997 року. Сучасні шахові програми (наприклад, Alpha Zero) набагато перевершують навіть найсильніших гросмейстерів, тому люди з цими програмами вже не грають. Програми грають між собою. Поява сильних шахових рушіїв, які працюють на портативних пристроях, спричиняє занепокоєння щодо читерства (використання підказок під час гри) на турнірах. Зазвичай викриття гравця-читера тягне за собою його дискваліфікацію.
Існує багато варіантів шахів з різними правилами, фігурами, шахівницями. В один з них, "Шахи Фішера", грають за звичайними правилами шахів, але починають з однієї з 960 можливих стартових позицій (пішаки в кожної з сторін стоять на другій горизонталі, як і у звичайних шахах, а ось фігури — інакше, їхнє розташування визначає комп'ютер випадковим чином; але розташування фігур у гравців є симетричним). Шахи Фішера набули широкої популярності, а також певного визнання з боку ФІДЕ. З цього різновиду шахів проводять чемпіонати світу.
Шахи мають виховне значення: сприяють розвитку концентрації уваги, вміння долати труднощі та планувати власні дії, логічно мислити. Оскільки у грі в шахи виявляються особливості людської особистості, їх використовують як модель для наукових досліджень у психології та педагогіці. Їх використовують також для моделювання систем штучного інтелекту.

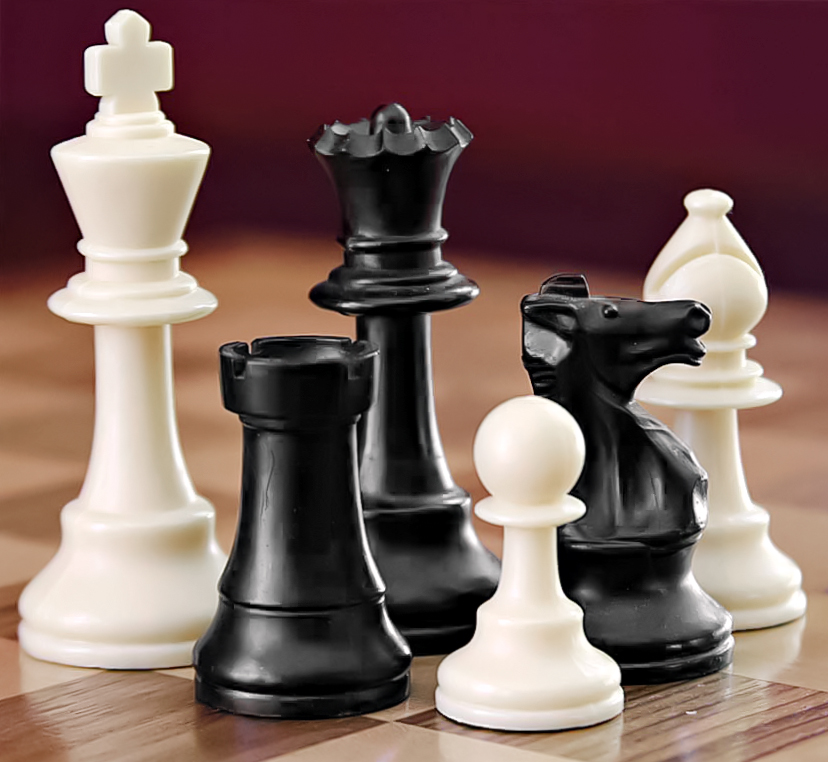
Зліва направо: білий король, чорні тура і ферзь, білий пішак, чорний кінь і білий слон

## Правила
Правила гри в шахи встановлює Міжнародна шахова федерація ФІДЕ (Fédération Internationale des Échecs). Правила, які публікують національні керівні органи, неафілійовані шахові організації, комерційні видавці тощо, можуть різнитися. Востаннє ФІДЕ переглядала правила у 2017 році.
|   | a | b | c | d | e | f | g | h |   |
| 8 | a8 чорна тура · b8 чорний кінь · c8 чорний слон · d8 чорний ферзь · e8 чорний король · f8 чорний слон · g8 чорний кінь · h8 чорна тура · a7 чорний пішак · b7 чорний пішак · c7 чорний пішак · d7 чорний пішак · e7 чорний пішак · f7 чорний пішак · g7 чорний пішак · h7 чорний пішак · a2 білий пішак · b2 білий пішак · c2 білий пішак · d2 білий пішак · e2 білий пішак · f2 білий пішак · g2 білий пішак · h2 білий пішак · a1 біла тура · b1 білий кінь · c1 білий слон · d1 білий ферзь · e1 білий король · f1 білий слон · g1 білий кінь · h1 біла тура | a8 чорна тура · b8 чорний кінь · c8 чорний слон · d8 чорний ферзь · e8 чорний король · f8 чорний слон · g8 чорний кінь · h8 чорна тура · a7 чорний пішак · b7 чорний пішак · c7 чорний пішак · d7 чорний пішак · e7 чорний пішак · f7 чорний пішак · g7 чорний пішак · h7 чорний пішак · a2 білий пішак · b2 білий пішак · c2 білий пішак · d2 білий пішак · e2 білий пішак · f2 білий пішак · g2 білий пішак · h2 білий пішак · a1 біла тура · b1 білий кінь · c1 білий слон · d1 білий ферзь · e1 білий король · f1 білий слон · g1 білий кінь · h1 біла тура | a8 чорна тура · b8 чорний кінь · c8 чорний слон · d8 чорний ферзь · e8 чорний король · f8 чорний слон · g8 чорний кінь · h8 чорна тура · a7 чорний пішак · b7 чорний пішак · c7 чорний пішак · d7 чорний пішак · e7 чорний пішак · f7 чорний пішак · g7 чорний пішак · h7 чорний пішак · a2 білий пішак · b2 білий пішак · c2 білий пішак · d2 білий пішак · e2 білий пішак · f2 білий пішак · g2 білий пішак · h2 білий пішак · a1 біла тура · b1 білий кінь · c1 білий слон · d1 білий ферзь · e1 білий король · f1 білий слон · g1 білий кінь · h1 біла тура | a8 чорна тура · b8 чорний кінь · c8 чорний слон · d8 чорний ферзь · e8 чорний король · f8 чорний слон · g8 чорний кінь · h8 чорна тура · a7 чорний пішак · b7 чорний пішак · c7 чорний пішак · d7 чорний пішак · e7 чорний пішак · f7 чорний пішак · g7 чорний пішак · h7 чорний пішак · a2 білий пішак · b2 білий пішак · c2 білий пішак · d2 білий пішак · e2 білий пішак · f2 білий пішак · g2 білий пішак · h2 білий пішак · a1 біла тура · b1 білий кінь · c1 білий слон · d1 білий ферзь · e1 білий король · f1 білий слон · g1 білий кінь · h1 біла тура | a8 чорна тура · b8 чорний кінь · c8 чорний слон · d8 чорний ферзь · e8 чорний король · f8 чорний слон · g8 чорний кінь · h8 чорна тура · a7 чорний пішак · b7 чорний пішак · c7 чорний пішак · d7 чорний пішак · e7 чорний пішак · f7 чорний пішак · g7 чорний пішак · h7 чорний пішак · a2 білий пішак · b2 білий пішак · c2 білий пішак · d2 білий пішак · e2 білий пішак · f2 білий пішак · g2 білий пішак · h2 білий пішак · a1 біла тура · b1 білий кінь · c1 білий слон · d1 білий ферзь · e1 білий король · f1 білий слон · g1 білий кінь · h1 біла тура | a8 чорна тура · b8 чорний кінь · c8 чорний слон · d8 чорний ферзь · e8 чорний король · f8 чорний слон · g8 чорний кінь · h8 чорна тура · a7 чорний пішак · b7 чорний пішак · c7 чорний пішак · d7 чорний пішак · e7 чорний пішак · f7 чорний пішак · g7 чорний пішак · h7 чорний пішак · a2 білий пішак · b2 білий пішак · c2 білий пішак · d2 білий пішак · e2 білий пішак · f2 білий пішак · g2 білий пішак · h2 білий пішак · a1 біла тура · b1 білий кінь · c1 білий слон · d1 білий ферзь · e1 білий король · f1 білий слон · g1 білий кінь · h1 біла тура | a8 чорна тура · b8 чорний кінь · c8 чорний слон · d8 чорний ферзь · e8 чорний король · f8 чорний слон · g8 чорний кінь · h8 чорна тура · a7 чорний пішак · b7 чорний пішак · c7 чорний пішак · d7 чорний пішак · e7 чорний пішак · f7 чорний пішак · g7 чорний пішак · h7 чорний пішак · a2 білий пішак · b2 білий пішак · c2 білий пішак · d2 білий пішак · e2 білий пішак · f2 білий пішак · g2 білий пішак · h2 білий пішак · a1 біла тура · b1 білий кінь · c1 білий слон · d1 білий ферзь · e1 білий король · f1 білий слон · g1 білий кінь · h1 біла тура | a8 чорна тура · b8 чорний кінь · c8 чорний слон · d8 чорний ферзь · e8 чорний король · f8 чорний слон · g8 чорний кінь · h8 чорна тура · a7 чорний пішак · b7 чорний пішак · c7 чорний пішак · d7 чорний пішак · e7 чорний пішак · f7 чорний пішак · g7 чорний пішак · h7 чорний пішак · a2 білий пішак · b2 білий пішак · c2 білий пішак · d2 білий пішак · e2 білий пішак · f2 білий пішак · g2 білий пішак · h2 білий пішак · a1 біла тура · b1 білий кінь · c1 білий слон · d1 білий ферзь · e1 білий король · f1 білий слон · g1 білий кінь · h1 біла тура | 8 |
| 7 | a8 чорна тура · b8 чорний кінь · c8 чорний слон · d8 чорний ферзь · e8 чорний король · f8 чорний слон · g8 чорний кінь · h8 чорна тура · a7 чорний пішак · b7 чорний пішак · c7 чорний пішак · d7 чорний пішак · e7 чорний пішак · f7 чорний пішак · g7 чорний пішак · h7 чорний пішак · a2 білий пішак · b2 білий пішак · c2 білий пішак · d2 білий пішак · e2 білий пішак · f2 білий пішак · g2 білий пішак · h2 білий пішак · a1 біла тура · b1 білий кінь · c1 білий слон · d1 білий ферзь · e1 білий король · f1 білий слон · g1 білий кінь · h1 біла тура | a8 чорна тура · b8 чорний кінь · c8 чорний слон · d8 чорний ферзь · e8 чорний король · f8 чорний слон · g8 чорний кінь · h8 чорна тура · a7 чорний пішак · b7 чорний пішак · c7 чорний пішак · d7 чорний пішак · e7 чорний пішак · f7 чорний пішак · g7 чорний пішак · h7 чорний пішак · a2 білий пішак · b2 білий пішак · c2 білий пішак · d2 білий пішак · e2 білий пішак · f2 білий пішак · g2 білий пішак · h2 білий пішак · a1 біла тура · b1 білий кінь · c1 білий слон · d1 білий ферзь · e1 білий король · f1 білий слон · g1 білий кінь · h1 біла тура | a8 чорна тура · b8 чорний кінь · c8 чорний слон · d8 чорний ферзь · e8 чорний король · f8 чорний слон · g8 чорний кінь · h8 чорна тура · a7 чорний пішак · b7 чорний пішак · c7 чорний пішак · d7 чорний пішак · e7 чорний пішак · f7 чорний пішак · g7 чорний пішак · h7 чорний пішак · a2 білий пішак · b2 білий пішак · c2 білий пішак · d2 білий пішак · e2 білий пішак · f2 білий пішак · g2 білий пішак · h2 білий пішак · a1 біла тура · b1 білий кінь · c1 білий слон · d1 білий ферзь · e1 білий король · f1 білий слон · g1 білий кінь · h1 біла тура | a8 чорна тура · b8 чорний кінь · c8 чорний слон · d8 чорний ферзь · e8 чорний король · f8 чорний слон · g8 чорний кінь · h8 чорна тура · a7 чорний пішак · b7 чорний пішак · c7 чорний пішак · d7 чорний пішак · e7 чорний пішак · f7 чорний пішак · g7 чорний пішак · h7 чорний пішак · a2 білий пішак · b2 білий пішак · c2 білий пішак · d2 білий пішак · e2 білий пішак · f2 білий пішак · g2 білий пішак · h2 білий пішак · a1 біла тура · b1 білий кінь · c1 білий слон · d1 білий ферзь · e1 білий король · f1 білий слон · g1 білий кінь · h1 біла тура | a8 чорна тура · b8 чорний кінь · c8 чорний слон · d8 чорний ферзь · e8 чорний король · f8 чорний слон · g8 чорний кінь · h8 чорна тура · a7 чорний пішак · b7 чорний пішак · c7 чорний пішак · d7 чорний пішак · e7 чорний пішак · f7 чорний пішак · g7 чорний пішак · h7 чорний пішак · a2 білий пішак · b2 білий пішак · c2 білий пішак · d2 білий пішак · e2 білий пішак · f2 білий пішак · g2 білий пішак · h2 білий пішак · a1 біла тура · b1 білий кінь · c1 білий слон · d1 білий ферзь · e1 білий король · f1 білий слон · g1 білий кінь · h1 біла тура | a8 чорна тура · b8 чорний кінь · c8 чорний слон · d8 чорний ферзь · e8 чорний король · f8 чорний слон · g8 чорний кінь · h8 чорна тура · a7 чорний пішак · b7 чорний пішак · c7 чорний пішак · d7 чорний пішак · e7 чорний пішак · f7 чорний пішак · g7 чорний пішак · h7 чорний пішак · a2 білий пішак · b2 білий пішак · c2 білий пішак · d2 білий пішак · e2 білий пішак · f2 білий пішак · g2 білий пішак · h2 білий пішак · a1 біла тура · b1 білий кінь · c1 білий слон · d1 білий ферзь · e1 білий король · f1 білий слон · g1 білий кінь · h1 біла тура | a8 чорна тура · b8 чорний кінь · c8 чорний слон · d8 чорний ферзь · e8 чорний король · f8 чорний слон · g8 чорний кінь · h8 чорна тура · a7 чорний пішак · b7 чорний пішак · c7 чорний пішак · d7 чорний пішак · e7 чорний пішак · f7 чорний пішак · g7 чорний пішак · h7 чорний пішак · a2 білий пішак · b2 білий пішак · c2 білий пішак · d2 білий пішак · e2 білий пішак · f2 білий пішак · g2 білий пішак · h2 білий пішак · a1 біла тура · b1 білий кінь · c1 білий слон · d1 білий ферзь · e1 білий король · f1 білий слон · g1 білий кінь · h1 біла тура | a8 чорна тура · b8 чорний кінь · c8 чорний слон · d8 чорний ферзь · e8 чорний король · f8 чорний слон · g8 чорний кінь · h8 чорна тура · a7 чорний пішак · b7 чорний пішак · c7 чорний пішак · d7 чорний пішак · e7 чорний пішак · f7 чорний пішак · g7 чорний пішак · h7 чорний пішак · a2 білий пішак · b2 білий пішак · c2 білий пішак · d2 білий пішак · e2 білий пішак · f2 білий пішак · g2 білий пішак · h2 білий пішак · a1 біла тура · b1 білий кінь · c1 білий слон · d1 білий ферзь · e1 білий король · f1 білий слон · g1 білий кінь · h1 біла тура | 7 |
| 6 | a8 чорна тура · b8 чорний кінь · c8 чорний слон · d8 чорний ферзь · e8 чорний король · f8 чорний слон · g8 чорний кінь · h8 чорна тура · a7 чорний пішак · b7 чорний пішак · c7 чорний пішак · d7 чорний пішак · e7 чорний пішак · f7 чорний пішак · g7 чорний пішак · h7 чорний пішак · a2 білий пішак · b2 білий пішак · c2 білий пішак · d2 білий пішак · e2 білий пішак · f2 білий пішак · g2 білий пішак · h2 білий пішак · a1 біла тура · b1 білий кінь · c1 білий слон · d1 білий ферзь · e1 білий король · f1 білий слон · g1 білий кінь · h1 біла тура | a8 чорна тура · b8 чорний кінь · c8 чорний слон · d8 чорний ферзь · e8 чорний король · f8 чорний слон · g8 чорний кінь · h8 чорна тура · a7 чорний пішак · b7 чорний пішак · c7 чорний пішак · d7 чорний пішак · e7 чорний пішак · f7 чорний пішак · g7 чорний пішак · h7 чорний пішак · a2 білий пішак · b2 білий пішак · c2 білий пішак · d2 білий пішак · e2 білий пішак · f2 білий пішак · g2 білий пішак · h2 білий пішак · a1 біла тура · b1 білий кінь · c1 білий слон · d1 білий ферзь · e1 білий король · f1 білий слон · g1 білий кінь · h1 біла тура | a8 чорна тура · b8 чорний кінь · c8 чорний слон · d8 чорний ферзь · e8 чорний король · f8 чорний слон · g8 чорний кінь · h8 чорна тура · a7 чорний пішак · b7 чорний пішак · c7 чорний пішак · d7 чорний пішак · e7 чорний пішак · f7 чорний пішак · g7 чорний пішак · h7 чорний пішак · a2 білий пішак · b2 білий пішак · c2 білий пішак · d2 білий пішак · e2 білий пішак · f2 білий пішак · g2 білий пішак · h2 білий пішак · a1 біла тура · b1 білий кінь · c1 білий слон · d1 білий ферзь · e1 білий король · f1 білий слон · g1 білий кінь · h1 біла тура | a8 чорна тура · b8 чорний кінь · c8 чорний слон · d8 чорний ферзь · e8 чорний король · f8 чорний слон · g8 чорний кінь · h8 чорна тура · a7 чорний пішак · b7 чорний пішак · c7 чорний пішак · d7 чорний пішак · e7 чорний пішак · f7 чорний пішак · g7 чорний пішак · h7 чорний пішак · a2 білий пішак · b2 білий пішак · c2 білий пішак · d2 білий пішак · e2 білий пішак · f2 білий пішак · g2 білий пішак · h2 білий пішак · a1 біла тура · b1 білий кінь · c1 білий слон · d1 білий ферзь · e1 білий король · f1 білий слон · g1 білий кінь · h1 біла тура | a8 чорна тура · b8 чорний кінь · c8 чорний слон · d8 чорний ферзь · e8 чорний король · f8 чорний слон · g8 чорний кінь · h8 чорна тура · a7 чорний пішак · b7 чорний пішак · c7 чорний пішак · d7 чорний пішак · e7 чорний пішак · f7 чорний пішак · g7 чорний пішак · h7 чорний пішак · a2 білий пішак · b2 білий пішак · c2 білий пішак · d2 білий пішак · e2 білий пішак · f2 білий пішак · g2 білий пішак · h2 білий пішак · a1 біла тура · b1 білий кінь · c1 білий слон · d1 білий ферзь · e1 білий король · f1 білий слон · g1 білий кінь · h1 біла тура | a8 чорна тура · b8 чорний кінь · c8 чорний слон · d8 чорний ферзь · e8 чорний король · f8 чорний слон · g8 чорний кінь · h8 чорна тура · a7 чорний пішак · b7 чорний пішак · c7 чорний пішак · d7 чорний пішак · e7 чорний пішак · f7 чорний пішак · g7 чорний пішак · h7 чорний пішак · a2 білий пішак · b2 білий пішак · c2 білий пішак · d2 білий пішак · e2 білий пішак · f2 білий пішак · g2 білий пішак · h2 білий пішак · a1 біла тура · b1 білий кінь · c1 білий слон · d1 білий ферзь · e1 білий король · f1 білий слон · g1 білий кінь · h1 біла тура | a8 чорна тура · b8 чорний кінь · c8 чорний слон · d8 чорний ферзь · e8 чорний король · f8 чорний слон · g8 чорний кінь · h8 чорна тура · a7 чорний пішак · b7 чорний пішак · c7 чорний пішак · d7 чорний пішак · e7 чорний пішак · f7 чорний пішак · g7 чорний пішак · h7 чорний пішак · a2 білий пішак · b2 білий пішак · c2 білий пішак · d2 білий пішак · e2 білий пішак · f2 білий пішак · g2 білий пішак · h2 білий пішак · a1 біла тура · b1 білий кінь · c1 білий слон · d1 білий ферзь · e1 білий король · f1 білий слон · g1 білий кінь · h1 біла тура | a8 чорна тура · b8 чорний кінь · c8 чорний слон · d8 чорний ферзь · e8 чорний король · f8 чорний слон · g8 чорний кінь · h8 чорна тура · a7 чорний пішак · b7 чорний пішак · c7 чорний пішак · d7 чорний пішак · e7 чорний пішак · f7 чорний пішак · g7 чорний пішак · h7 чорний пішак · a2 білий пішак · b2 білий пішак · c2 білий пішак · d2 білий пішак · e2 білий пішак · f2 білий пішак · g2 білий пішак · h2 білий пішак · a1 біла тура · b1 білий кінь · c1 білий слон · d1 білий ферзь · e1 білий король · f1 білий слон · g1 білий кінь · h1 біла тура | 6 |
| 5 | a8 чорна тура · b8 чорний кінь · c8 чорний слон · d8 чорний ферзь · e8 чорний король · f8 чорний слон · g8 чорний кінь · h8 чорна тура · a7 чорний пішак · b7 чорний пішак · c7 чорний пішак · d7 чорний пішак · e7 чорний пішак · f7 чорний пішак · g7 чорний пішак · h7 чорний пішак · a2 білий пішак · b2 білий пішак · c2 білий пішак · d2 білий пішак · e2 білий пішак · f2 білий пішак · g2 білий пішак · h2 білий пішак · a1 біла тура · b1 білий кінь · c1 білий слон · d1 білий ферзь · e1 білий король · f1 білий слон · g1 білий кінь · h1 біла тура | a8 чорна тура · b8 чорний кінь · c8 чорний слон · d8 чорний ферзь · e8 чорний король · f8 чорний слон · g8 чорний кінь · h8 чорна тура · a7 чорний пішак · b7 чорний пішак · c7 чорний пішак · d7 чорний пішак · e7 чорний пішак · f7 чорний пішак · g7 чорний пішак · h7 чорний пішак · a2 білий пішак · b2 білий пішак · c2 білий пішак · d2 білий пішак · e2 білий пішак · f2 білий пішак · g2 білий пішак · h2 білий пішак · a1 біла тура · b1 білий кінь · c1 білий слон · d1 білий ферзь · e1 білий король · f1 білий слон · g1 білий кінь · h1 біла тура | a8 чорна тура · b8 чорний кінь · c8 чорний слон · d8 чорний ферзь · e8 чорний король · f8 чорний слон · g8 чорний кінь · h8 чорна тура · a7 чорний пішак · b7 чорний пішак · c7 чорний пішак · d7 чорний пішак · e7 чорний пішак · f7 чорний пішак · g7 чорний пішак · h7 чорний пішак · a2 білий пішак · b2 білий пішак · c2 білий пішак · d2 білий пішак · e2 білий пішак · f2 білий пішак · g2 білий пішак · h2 білий пішак · a1 біла тура · b1 білий кінь · c1 білий слон · d1 білий ферзь · e1 білий король · f1 білий слон · g1 білий кінь · h1 біла тура | a8 чорна тура · b8 чорний кінь · c8 чорний слон · d8 чорний ферзь · e8 чорний король · f8 чорний слон · g8 чорний кінь · h8 чорна тура · a7 чорний пішак · b7 чорний пішак · c7 чорний пішак · d7 чорний пішак · e7 чорний пішак · f7 чорний пішак · g7 чорний пішак · h7 чорний пішак · a2 білий пішак · b2 білий пішак · c2 білий пішак · d2 білий пішак · e2 білий пішак · f2 білий пішак · g2 білий пішак · h2 білий пішак · a1 біла тура · b1 білий кінь · c1 білий слон · d1 білий ферзь · e1 білий король · f1 білий слон · g1 білий кінь · h1 біла тура | a8 чорна тура · b8 чорний кінь · c8 чорний слон · d8 чорний ферзь · e8 чорний король · f8 чорний слон · g8 чорний кінь · h8 чорна тура · a7 чорний пішак · b7 чорний пішак · c7 чорний пішак · d7 чорний пішак · e7 чорний пішак · f7 чорний пішак · g7 чорний пішак · h7 чорний пішак · a2 білий пішак · b2 білий пішак · c2 білий пішак · d2 білий пішак · e2 білий пішак · f2 білий пішак · g2 білий пішак · h2 білий пішак · a1 біла тура · b1 білий кінь · c1 білий слон · d1 білий ферзь · e1 білий король · f1 білий слон · g1 білий кінь · h1 біла тура | a8 чорна тура · b8 чорний кінь · c8 чорний слон · d8 чорний ферзь · e8 чорний король · f8 чорний слон · g8 чорний кінь · h8 чорна тура · a7 чорний пішак · b7 чорний пішак · c7 чорний пішак · d7 чорний пішак · e7 чорний пішак · f7 чорний пішак · g7 чорний пішак · h7 чорний пішак · a2 білий пішак · b2 білий пішак · c2 білий пішак · d2 білий пішак · e2 білий пішак · f2 білий пішак · g2 білий пішак · h2 білий пішак · a1 біла тура · b1 білий кінь · c1 білий слон · d1 білий ферзь · e1 білий король · f1 білий слон · g1 білий кінь · h1 біла тура | a8 чорна тура · b8 чорний кінь · c8 чорний слон · d8 чорний ферзь · e8 чорний король · f8 чорний слон · g8 чорний кінь · h8 чорна тура · a7 чорний пішак · b7 чорний пішак · c7 чорний пішак · d7 чорний пішак · e7 чорний пішак · f7 чорний пішак · g7 чорний пішак · h7 чорний пішак · a2 білий пішак · b2 білий пішак · c2 білий пішак · d2 білий пішак · e2 білий пішак · f2 білий пішак · g2 білий пішак · h2 білий пішак · a1 біла тура · b1 білий кінь · c1 білий слон · d1 білий ферзь · e1 білий король · f1 білий слон · g1 білий кінь · h1 біла тура | a8 чорна тура · b8 чорний кінь · c8 чорний слон · d8 чорний ферзь · e8 чорний король · f8 чорний слон · g8 чорний кінь · h8 чорна тура · a7 чорний пішак · b7 чорний пішак · c7 чорний пішак · d7 чорний пішак · e7 чорний пішак · f7 чорний пішак · g7 чорний пішак · h7 чорний пішак · a2 білий пішак · b2 білий пішак · c2 білий пішак · d2 білий пішак · e2 білий пішак · f2 білий пішак · g2 білий пішак · h2 білий пішак · a1 біла тура · b1 білий кінь · c1 білий слон · d1 білий ферзь · e1 білий король · f1 білий слон · g1 білий кінь · h1 біла тура | 5 |
| 4 | a8 чорна тура · b8 чорний кінь · c8 чорний слон · d8 чорний ферзь · e8 чорний король · f8 чорний слон · g8 чорний кінь · h8 чорна тура · a7 чорний пішак · b7 чорний пішак · c7 чорний пішак · d7 чорний пішак · e7 чорний пішак · f7 чорний пішак · g7 чорний пішак · h7 чорний пішак · a2 білий пішак · b2 білий пішак · c2 білий пішак · d2 білий пішак · e2 білий пішак · f2 білий пішак · g2 білий пішак · h2 білий пішак · a1 біла тура · b1 білий кінь · c1 білий слон · d1 білий ферзь · e1 білий король · f1 білий слон · g1 білий кінь · h1 біла тура | a8 чорна тура · b8 чорний кінь · c8 чорний слон · d8 чорний ферзь · e8 чорний король · f8 чорний слон · g8 чорний кінь · h8 чорна тура · a7 чорний пішак · b7 чорний пішак · c7 чорний пішак · d7 чорний пішак · e7 чорний пішак · f7 чорний пішак · g7 чорний пішак · h7 чорний пішак · a2 білий пішак · b2 білий пішак · c2 білий пішак · d2 білий пішак · e2 білий пішак · f2 білий пішак · g2 білий пішак · h2 білий пішак · a1 біла тура · b1 білий кінь · c1 білий слон · d1 білий ферзь · e1 білий король · f1 білий слон · g1 білий кінь · h1 біла тура | a8 чорна тура · b8 чорний кінь · c8 чорний слон · d8 чорний ферзь · e8 чорний король · f8 чорний слон · g8 чорний кінь · h8 чорна тура · a7 чорний пішак · b7 чорний пішак · c7 чорний пішак · d7 чорний пішак · e7 чорний пішак · f7 чорний пішак · g7 чорний пішак · h7 чорний пішак · a2 білий пішак · b2 білий пішак · c2 білий пішак · d2 білий пішак · e2 білий пішак · f2 білий пішак · g2 білий пішак · h2 білий пішак · a1 біла тура · b1 білий кінь · c1 білий слон · d1 білий ферзь · e1 білий король · f1 білий слон · g1 білий кінь · h1 біла тура | a8 чорна тура · b8 чорний кінь · c8 чорний слон · d8 чорний ферзь · e8 чорний король · f8 чорний слон · g8 чорний кінь · h8 чорна тура · a7 чорний пішак · b7 чорний пішак · c7 чорний пішак · d7 чорний пішак · e7 чорний пішак · f7 чорний пішак · g7 чорний пішак · h7 чорний пішак · a2 білий пішак · b2 білий пішак · c2 білий пішак · d2 білий пішак · e2 білий пішак · f2 білий пішак · g2 білий пішак · h2 білий пішак · a1 біла тура · b1 білий кінь · c1 білий слон · d1 білий ферзь · e1 білий король · f1 білий слон · g1 білий кінь · h1 біла тура | a8 чорна тура · b8 чорний кінь · c8 чорний слон · d8 чорний ферзь · e8 чорний король · f8 чорний слон · g8 чорний кінь · h8 чорна тура · a7 чорний пішак · b7 чорний пішак · c7 чорний пішак · d7 чорний пішак · e7 чорний пішак · f7 чорний пішак · g7 чорний пішак · h7 чорний пішак · a2 білий пішак · b2 білий пішак · c2 білий пішак · d2 білий пішак · e2 білий пішак · f2 білий пішак · g2 білий пішак · h2 білий пішак · a1 біла тура · b1 білий кінь · c1 білий слон · d1 білий ферзь · e1 білий король · f1 білий слон · g1 білий кінь · h1 біла тура | a8 чорна тура · b8 чорний кінь · c8 чорний слон · d8 чорний ферзь · e8 чорний король · f8 чорний слон · g8 чорний кінь · h8 чорна тура · a7 чорний пішак · b7 чорний пішак · c7 чорний пішак · d7 чорний пішак · e7 чорний пішак · f7 чорний пішак · g7 чорний пішак · h7 чорний пішак · a2 білий пішак · b2 білий пішак · c2 білий пішак · d2 білий пішак · e2 білий пішак · f2 білий пішак · g2 білий пішак · h2 білий пішак · a1 біла тура · b1 білий кінь · c1 білий слон · d1 білий ферзь · e1 білий король · f1 білий слон · g1 білий кінь · h1 біла тура | a8 чорна тура · b8 чорний кінь · c8 чорний слон · d8 чорний ферзь · e8 чорний король · f8 чорний слон · g8 чорний кінь · h8 чорна тура · a7 чорний пішак · b7 чорний пішак · c7 чорний пішак · d7 чорний пішак · e7 чорний пішак · f7 чорний пішак · g7 чорний пішак · h7 чорний пішак · a2 білий пішак · b2 білий пішак · c2 білий пішак · d2 білий пішак · e2 білий пішак · f2 білий пішак · g2 білий пішак · h2 білий пішак · a1 біла тура · b1 білий кінь · c1 білий слон · d1 білий ферзь · e1 білий король · f1 білий слон · g1 білий кінь · h1 біла тура | a8 чорна тура · b8 чорний кінь · c8 чорний слон · d8 чорний ферзь · e8 чорний король · f8 чорний слон · g8 чорний кінь · h8 чорна тура · a7 чорний пішак · b7 чорний пішак · c7 чорний пішак · d7 чорний пішак · e7 чорний пішак · f7 чорний пішак · g7 чорний пішак · h7 чорний пішак · a2 білий пішак · b2 білий пішак · c2 білий пішак · d2 білий пішак · e2 білий пішак · f2 білий пішак · g2 білий пішак · h2 білий пішак · a1 біла тура · b1 білий кінь · c1 білий слон · d1 білий ферзь · e1 білий король · f1 білий слон · g1 білий кінь · h1 біла тура | 4 |
| 3 | a8 чорна тура · b8 чорний кінь · c8 чорний слон · d8 чорний ферзь · e8 чорний король · f8 чорний слон · g8 чорний кінь · h8 чорна тура · a7 чорний пішак · b7 чорний пішак · c7 чорний пішак · d7 чорний пішак · e7 чорний пішак · f7 чорний пішак · g7 чорний пішак · h7 чорний пішак · a2 білий пішак · b2 білий пішак · c2 білий пішак · d2 білий пішак · e2 білий пішак · f2 білий пішак · g2 білий пішак · h2 білий пішак · a1 біла тура · b1 білий кінь · c1 білий слон · d1 білий ферзь · e1 білий король · f1 білий слон · g1 білий кінь · h1 біла тура | a8 чорна тура · b8 чорний кінь · c8 чорний слон · d8 чорний ферзь · e8 чорний король · f8 чорний слон · g8 чорний кінь · h8 чорна тура · a7 чорний пішак · b7 чорний пішак · c7 чорний пішак · d7 чорний пішак · e7 чорний пішак · f7 чорний пішак · g7 чорний пішак · h7 чорний пішак · a2 білий пішак · b2 білий пішак · c2 білий пішак · d2 білий пішак · e2 білий пішак · f2 білий пішак · g2 білий пішак · h2 білий пішак · a1 біла тура · b1 білий кінь · c1 білий слон · d1 білий ферзь · e1 білий король · f1 білий слон · g1 білий кінь · h1 біла тура | a8 чорна тура · b8 чорний кінь · c8 чорний слон · d8 чорний ферзь · e8 чорний король · f8 чорний слон · g8 чорний кінь · h8 чорна тура · a7 чорний пішак · b7 чорний пішак · c7 чорний пішак · d7 чорний пішак · e7 чорний пішак · f7 чорний пішак · g7 чорний пішак · h7 чорний пішак · a2 білий пішак · b2 білий пішак · c2 білий пішак · d2 білий пішак · e2 білий пішак · f2 білий пішак · g2 білий пішак · h2 білий пішак · a1 біла тура · b1 білий кінь · c1 білий слон · d1 білий ферзь · e1 білий король · f1 білий слон · g1 білий кінь · h1 біла тура | a8 чорна тура · b8 чорний кінь · c8 чорний слон · d8 чорний ферзь · e8 чорний король · f8 чорний слон · g8 чорний кінь · h8 чорна тура · a7 чорний пішак · b7 чорний пішак · c7 чорний пішак · d7 чорний пішак · e7 чорний пішак · f7 чорний пішак · g7 чорний пішак · h7 чорний пішак · a2 білий пішак · b2 білий пішак · c2 білий пішак · d2 білий пішак · e2 білий пішак · f2 білий пішак · g2 білий пішак · h2 білий пішак · a1 біла тура · b1 білий кінь · c1 білий слон · d1 білий ферзь · e1 білий король · f1 білий слон · g1 білий кінь · h1 біла тура | a8 чорна тура · b8 чорний кінь · c8 чорний слон · d8 чорний ферзь · e8 чорний король · f8 чорний слон · g8 чорний кінь · h8 чорна тура · a7 чорний пішак · b7 чорний пішак · c7 чорний пішак · d7 чорний пішак · e7 чорний пішак · f7 чорний пішак · g7 чорний пішак · h7 чорний пішак · a2 білий пішак · b2 білий пішак · c2 білий пішак · d2 білий пішак · e2 білий пішак · f2 білий пішак · g2 білий пішак · h2 білий пішак · a1 біла тура · b1 білий кінь · c1 білий слон · d1 білий ферзь · e1 білий король · f1 білий слон · g1 білий кінь · h1 біла тура | a8 чорна тура · b8 чорний кінь · c8 чорний слон · d8 чорний ферзь · e8 чорний король · f8 чорний слон · g8 чорний кінь · h8 чорна тура · a7 чорний пішак · b7 чорний пішак · c7 чорний пішак · d7 чорний пішак · e7 чорний пішак · f7 чорний пішак · g7 чорний пішак · h7 чорний пішак · a2 білий пішак · b2 білий пішак · c2 білий пішак · d2 білий пішак · e2 білий пішак · f2 білий пішак · g2 білий пішак · h2 білий пішак · a1 біла тура · b1 білий кінь · c1 білий слон · d1 білий ферзь · e1 білий король · f1 білий слон · g1 білий кінь · h1 біла тура | a8 чорна тура · b8 чорний кінь · c8 чорний слон · d8 чорний ферзь · e8 чорний король · f8 чорний слон · g8 чорний кінь · h8 чорна тура · a7 чорний пішак · b7 чорний пішак · c7 чорний пішак · d7 чорний пішак · e7 чорний пішак · f7 чорний пішак · g7 чорний пішак · h7 чорний пішак · a2 білий пішак · b2 білий пішак · c2 білий пішак · d2 білий пішак · e2 білий пішак · f2 білий пішак · g2 білий пішак · h2 білий пішак · a1 біла тура · b1 білий кінь · c1 білий слон · d1 білий ферзь · e1 білий король · f1 білий слон · g1 білий кінь · h1 біла тура | a8 чорна тура · b8 чорний кінь · c8 чорний слон · d8 чорний ферзь · e8 чорний король · f8 чорний слон · g8 чорний кінь · h8 чорна тура · a7 чорний пішак · b7 чорний пішак · c7 чорний пішак · d7 чорний пішак · e7 чорний пішак · f7 чорний пішак · g7 чорний пішак · h7 чорний пішак · a2 білий пішак · b2 білий пішак · c2 білий пішак · d2 білий пішак · e2 білий пішак · f2 білий пішак · g2 білий пішак · h2 білий пішак · a1 біла тура · b1 білий кінь · c1 білий слон · d1 білий ферзь · e1 білий король · f1 білий слон · g1 білий кінь · h1 біла тура | 3 |
| 2 | a8 чорна тура · b8 чорний кінь · c8 чорний слон · d8 чорний ферзь · e8 чорний король · f8 чорний слон · g8 чорний кінь · h8 чорна тура · a7 чорний пішак · b7 чорний пішак · c7 чорний пішак · d7 чорний пішак · e7 чорний пішак · f7 чорний пішак · g7 чорний пішак · h7 чорний пішак · a2 білий пішак · b2 білий пішак · c2 білий пішак · d2 білий пішак · e2 білий пішак · f2 білий пішак · g2 білий пішак · h2 білий пішак · a1 біла тура · b1 білий кінь · c1 білий слон · d1 білий ферзь · e1 білий король · f1 білий слон · g1 білий кінь · h1 біла тура | a8 чорна тура · b8 чорний кінь · c8 чорний слон · d8 чорний ферзь · e8 чорний король · f8 чорний слон · g8 чорний кінь · h8 чорна тура · a7 чорний пішак · b7 чорний пішак · c7 чорний пішак · d7 чорний пішак · e7 чорний пішак · f7 чорний пішак · g7 чорний пішак · h7 чорний пішак · a2 білий пішак · b2 білий пішак · c2 білий пішак · d2 білий пішак · e2 білий пішак · f2 білий пішак · g2 білий пішак · h2 білий пішак · a1 біла тура · b1 білий кінь · c1 білий слон · d1 білий ферзь · e1 білий король · f1 білий слон · g1 білий кінь · h1 біла тура | a8 чорна тура · b8 чорний кінь · c8 чорний слон · d8 чорний ферзь · e8 чорний король · f8 чорний слон · g8 чорний кінь · h8 чорна тура · a7 чорний пішак · b7 чорний пішак · c7 чорний пішак · d7 чорний пішак · e7 чорний пішак · f7 чорний пішак · g7 чорний пішак · h7 чорний пішак · a2 білий пішак · b2 білий пішак · c2 білий пішак · d2 білий пішак · e2 білий пішак · f2 білий пішак · g2 білий пішак · h2 білий пішак · a1 біла тура · b1 білий кінь · c1 білий слон · d1 білий ферзь · e1 білий король · f1 білий слон · g1 білий кінь · h1 біла тура | a8 чорна тура · b8 чорний кінь · c8 чорний слон · d8 чорний ферзь · e8 чорний король · f8 чорний слон · g8 чорний кінь · h8 чорна тура · a7 чорний пішак · b7 чорний пішак · c7 чорний пішак · d7 чорний пішак · e7 чорний пішак · f7 чорний пішак · g7 чорний пішак · h7 чорний пішак · a2 білий пішак · b2 білий пішак · c2 білий пішак · d2 білий пішак · e2 білий пішак · f2 білий пішак · g2 білий пішак · h2 білий пішак · a1 біла тура · b1 білий кінь · c1 білий слон · d1 білий ферзь · e1 білий король · f1 білий слон · g1 білий кінь · h1 біла тура | a8 чорна тура · b8 чорний кінь · c8 чорний слон · d8 чорний ферзь · e8 чорний король · f8 чорний слон · g8 чорний кінь · h8 чорна тура · a7 чорний пішак · b7 чорний пішак · c7 чорний пішак · d7 чорний пішак · e7 чорний пішак · f7 чорний пішак · g7 чорний пішак · h7 чорний пішак · a2 білий пішак · b2 білий пішак · c2 білий пішак · d2 білий пішак · e2 білий пішак · f2 білий пішак · g2 білий пішак · h2 білий пішак · a1 біла тура · b1 білий кінь · c1 білий слон · d1 білий ферзь · e1 білий король · f1 білий слон · g1 білий кінь · h1 біла тура | a8 чорна тура · b8 чорний кінь · c8 чорний слон · d8 чорний ферзь · e8 чорний король · f8 чорний слон · g8 чорний кінь · h8 чорна тура · a7 чорний пішак · b7 чорний пішак · c7 чорний пішак · d7 чорний пішак · e7 чорний пішак · f7 чорний пішак · g7 чорний пішак · h7 чорний пішак · a2 білий пішак · b2 білий пішак · c2 білий пішак · d2 білий пішак · e2 білий пішак · f2 білий пішак · g2 білий пішак · h2 білий пішак · a1 біла тура · b1 білий кінь · c1 білий слон · d1 білий ферзь · e1 білий король · f1 білий слон · g1 білий кінь · h1 біла тура | a8 чорна тура · b8 чорний кінь · c8 чорний слон · d8 чорний ферзь · e8 чорний король · f8 чорний слон · g8 чорний кінь · h8 чорна тура · a7 чорний пішак · b7 чорний пішак · c7 чорний пішак · d7 чорний пішак · e7 чорний пішак · f7 чорний пішак · g7 чорний пішак · h7 чорний пішак · a2 білий пішак · b2 білий пішак · c2 білий пішак · d2 білий пішак · e2 білий пішак · f2 білий пішак · g2 білий пішак · h2 білий пішак · a1 біла тура · b1 білий кінь · c1 білий слон · d1 білий ферзь · e1 білий король · f1 білий слон · g1 білий кінь · h1 біла тура | a8 чорна тура · b8 чорний кінь · c8 чорний слон · d8 чорний ферзь · e8 чорний король · f8 чорний слон · g8 чорний кінь · h8 чорна тура · a7 чорний пішак · b7 чорний пішак · c7 чорний пішак · d7 чорний пішак · e7 чорний пішак · f7 чорний пішак · g7 чорний пішак · h7 чорний пішак · a2 білий пішак · b2 білий пішак · c2 білий пішак · d2 білий пішак · e2 білий пішак · f2 білий пішак · g2 білий пішак · h2 білий пішак · a1 біла тура · b1 білий кінь · c1 білий слон · d1 білий ферзь · e1 білий король · f1 білий слон · g1 білий кінь · h1 біла тура | 2 |
| 1 | a8 чорна тура · b8 чорний кінь · c8 чорний слон · d8 чорний ферзь · e8 чорний король · f8 чорний слон · g8 чорний кінь · h8 чорна тура · a7 чорний пішак · b7 чорний пішак · c7 чорний пішак · d7 чорний пішак · e7 чорний пішак · f7 чорний пішак · g7 чорний пішак · h7 чорний пішак · a2 білий пішак · b2 білий пішак · c2 білий пішак · d2 білий пішак · e2 білий пішак · f2 білий пішак · g2 білий пішак · h2 білий пішак · a1 біла тура · b1 білий кінь · c1 білий слон · d1 білий ферзь · e1 білий король · f1 білий слон · g1 білий кінь · h1 біла тура | a8 чорна тура · b8 чорний кінь · c8 чорний слон · d8 чорний ферзь · e8 чорний король · f8 чорний слон · g8 чорний кінь · h8 чорна тура · a7 чорний пішак · b7 чорний пішак · c7 чорний пішак · d7 чорний пішак · e7 чорний пішак · f7 чорний пішак · g7 чорний пішак · h7 чорний пішак · a2 білий пішак · b2 білий пішак · c2 білий пішак · d2 білий пішак · e2 білий пішак · f2 білий пішак · g2 білий пішак · h2 білий пішак · a1 біла тура · b1 білий кінь · c1 білий слон · d1 білий ферзь · e1 білий король · f1 білий слон · g1 білий кінь · h1 біла тура | a8 чорна тура · b8 чорний кінь · c8 чорний слон · d8 чорний ферзь · e8 чорний король · f8 чорний слон · g8 чорний кінь · h8 чорна тура · a7 чорний пішак · b7 чорний пішак · c7 чорний пішак · d7 чорний пішак · e7 чорний пішак · f7 чорний пішак · g7 чорний пішак · h7 чорний пішак · a2 білий пішак · b2 білий пішак · c2 білий пішак · d2 білий пішак · e2 білий пішак · f2 білий пішак · g2 білий пішак · h2 білий пішак · a1 біла тура · b1 білий кінь · c1 білий слон · d1 білий ферзь · e1 білий король · f1 білий слон · g1 білий кінь · h1 біла тура | a8 чорна тура · b8 чорний кінь · c8 чорний слон · d8 чорний ферзь · e8 чорний король · f8 чорний слон · g8 чорний кінь · h8 чорна тура · a7 чорний пішак · b7 чорний пішак · c7 чорний пішак · d7 чорний пішак · e7 чорний пішак · f7 чорний пішак · g7 чорний пішак · h7 чорний пішак · a2 білий пішак · b2 білий пішак · c2 білий пішак · d2 білий пішак · e2 білий пішак · f2 білий пішак · g2 білий пішак · h2 білий пішак · a1 біла тура · b1 білий кінь · c1 білий слон · d1 білий ферзь · e1 білий король · f1 білий слон · g1 білий кінь · h1 біла тура | a8 чорна тура · b8 чорний кінь · c8 чорний слон · d8 чорний ферзь · e8 чорний король · f8 чорний слон · g8 чорний кінь · h8 чорна тура · a7 чорний пішак · b7 чорний пішак · c7 чорний пішак · d7 чорний пішак · e7 чорний пішак · f7 чорний пішак · g7 чорний пішак · h7 чорний пішак · a2 білий пішак · b2 білий пішак · c2 білий пішак · d2 білий пішак · e2 білий пішак · f2 білий пішак · g2 білий пішак · h2 білий пішак · a1 біла тура · b1 білий кінь · c1 білий слон · d1 білий ферзь · e1 білий король · f1 білий слон · g1 білий кінь · h1 біла тура | a8 чорна тура · b8 чорний кінь · c8 чорний слон · d8 чорний ферзь · e8 чорний король · f8 чорний слон · g8 чорний кінь · h8 чорна тура · a7 чорний пішак · b7 чорний пішак · c7 чорний пішак · d7 чорний пішак · e7 чорний пішак · f7 чорний пішак · g7 чорний пішак · h7 чорний пішак · a2 білий пішак · b2 білий пішак · c2 білий пішак · d2 білий пішак · e2 білий пішак · f2 білий пішак · g2 білий пішак · h2 білий пішак · a1 біла тура · b1 білий кінь · c1 білий слон · d1 білий ферзь · e1 білий король · f1 білий слон · g1 білий кінь · h1 біла тура | a8 чорна тура · b8 чорний кінь · c8 чорний слон · d8 чорний ферзь · e8 чорний король · f8 чорний слон · g8 чорний кінь · h8 чорна тура · a7 чорний пішак · b7 чорний пішак · c7 чорний пішак · d7 чорний пішак · e7 чорний пішак · f7 чорний пішак · g7 чорний пішак · h7 чорний пішак · a2 білий пішак · b2 білий пішак · c2 білий пішак · d2 білий пішак · e2 білий пішак · f2 білий пішак · g2 білий пішак · h2 білий пішак · a1 біла тура · b1 білий кінь · c1 білий слон · d1 білий ферзь · e1 білий король · f1 білий слон · g1 білий кінь · h1 біла тура | a8 чорна тура · b8 чорний кінь · c8 чорний слон · d8 чорний ферзь · e8 чорний король · f8 чорний слон · g8 чорний кінь · h8 чорна тура · a7 чорний пішак · b7 чорний пішак · c7 чорний пішак · d7 чорний пішак · e7 чорний пішак · f7 чорний пішак · g7 чорний пішак · h7 чорний пішак · a2 білий пішак · b2 білий пішак · c2 білий пішак · d2 білий пішак · e2 білий пішак · f2 білий пішак · g2 білий пішак · h2 білий пішак · a1 біла тура · b1 білий кінь · c1 білий слон · d1 білий ферзь · e1 білий король · f1 білий слон · g1 білий кінь · h1 біла тура | 1 |
|   | a | b | c | d | e | f | g | h |   |

### Загальні положення
Гра у шахи ведеться двома гравцями за дошкою, що має 64 клітини чорного та білого кольору, фігурами білого та чорного кольорів. Шахова дошка зазвичай називається шахівниця. Шахівницю розміщують так, що її перша горизонталь перебуває біля гравця, що грає білими. При цьому крайнє праве кутове поле h1 має бути білим. Кожен з гравців має 16 шахових фігур: вісім пішаків, дві тури, двох коней, двох слонів, ферзя та короля. Гравці роблять ходи по черзі. Під час кожного ходу гравець може перемістити лише одну фігуру. Винятком є рокіровка — спільний хід турою та королем. Гру розпочинає той з гравців, що грає фігурами білого кольору. При переміщенні своєї фігури на клітину зайняту фігурою суперника, він знімає фігуру суперника з дошки. Такий хід називають «взяття».

### Правила пересування фігур
- Пішак — пересувається лише вперед по вертикалі. Перший хід пішака — білого з другої, а чорного з сьомої горизонталі — можна зробити одразу на дві клітини, перестрибнувши через третю або шосту горизонталь. З усіх інших горизонталей пішак може пересуватися лише на одну клітину вперед. Крім цього пішак може взяти будь-яку фігуру супротивника, що перебуває попереду нього на відстані однієї клітини по діагоналі. Якщо білий пішак досягнув восьмої горизонталі, або чорний — першої то він може перетворитися на будь-яку фігуру (окрім короля) того ж кольору, що й пішак.
- Тура (вежа, колісниця) — пересувається на будь-яку кількість клітин по вертикалі, або горизонталі.
- Кінь — єдина фігура у грі, яка може перестрибувати через інші фігури — свої та суперника. Хід конем схожий на літеру «Г». Кінь пересувається на одну клітинку по вертикалі та дві по горизонталі, або навпаки — на дві по вертикалі, та одну по горизонталі у будь-якому напрямку.
- Слон (офіцер, єпископ)— пересувається на будь-яку кількість клітин по діагоналі.
- Король — ходить на одну клітину по вертикалі, горизонталі або діагоналі або на дві, якщо це рокіровка.
- Ферзь (Королева) — пересувається на будь-яку кількість клітин по вертикалі, горизонталі або діагоналі.

|   | a | b | c | d | e | f | g | h |   |
| 8 | e6 чорний хрестик · f6 чорний хрестик · g6 чорний хрестик · e5 чорний хрестик · f5 білий король · g5 чорний хрестик · e4 чорний хрестик · f4 чорний хрестик · g4 чорний хрестик | e6 чорний хрестик · f6 чорний хрестик · g6 чорний хрестик · e5 чорний хрестик · f5 білий король · g5 чорний хрестик · e4 чорний хрестик · f4 чорний хрестик · g4 чорний хрестик | e6 чорний хрестик · f6 чорний хрестик · g6 чорний хрестик · e5 чорний хрестик · f5 білий король · g5 чорний хрестик · e4 чорний хрестик · f4 чорний хрестик · g4 чорний хрестик | e6 чорний хрестик · f6 чорний хрестик · g6 чорний хрестик · e5 чорний хрестик · f5 білий король · g5 чорний хрестик · e4 чорний хрестик · f4 чорний хрестик · g4 чорний хрестик | e6 чорний хрестик · f6 чорний хрестик · g6 чорний хрестик · e5 чорний хрестик · f5 білий король · g5 чорний хрестик · e4 чорний хрестик · f4 чорний хрестик · g4 чорний хрестик | e6 чорний хрестик · f6 чорний хрестик · g6 чорний хрестик · e5 чорний хрестик · f5 білий король · g5 чорний хрестик · e4 чорний хрестик · f4 чорний хрестик · g4 чорний хрестик | e6 чорний хрестик · f6 чорний хрестик · g6 чорний хрестик · e5 чорний хрестик · f5 білий король · g5 чорний хрестик · e4 чорний хрестик · f4 чорний хрестик · g4 чорний хрестик | e6 чорний хрестик · f6 чорний хрестик · g6 чорний хрестик · e5 чорний хрестик · f5 білий король · g5 чорний хрестик · e4 чорний хрестик · f4 чорний хрестик · g4 чорний хрестик | 8 |
| 7 | e6 чорний хрестик · f6 чорний хрестик · g6 чорний хрестик · e5 чорний хрестик · f5 білий король · g5 чорний хрестик · e4 чорний хрестик · f4 чорний хрестик · g4 чорний хрестик | e6 чорний хрестик · f6 чорний хрестик · g6 чорний хрестик · e5 чорний хрестик · f5 білий король · g5 чорний хрестик · e4 чорний хрестик · f4 чорний хрестик · g4 чорний хрестик | e6 чорний хрестик · f6 чорний хрестик · g6 чорний хрестик · e5 чорний хрестик · f5 білий король · g5 чорний хрестик · e4 чорний хрестик · f4 чорний хрестик · g4 чорний хрестик | e6 чорний хрестик · f6 чорний хрестик · g6 чорний хрестик · e5 чорний хрестик · f5 білий король · g5 чорний хрестик · e4 чорний хрестик · f4 чорний хрестик · g4 чорний хрестик | e6 чорний хрестик · f6 чорний хрестик · g6 чорний хрестик · e5 чорний хрестик · f5 білий король · g5 чорний хрестик · e4 чорний хрестик · f4 чорний хрестик · g4 чорний хрестик | e6 чорний хрестик · f6 чорний хрестик · g6 чорний хрестик · e5 чорний хрестик · f5 білий король · g5 чорний хрестик · e4 чорний хрестик · f4 чорний хрестик · g4 чорний хрестик | e6 чорний хрестик · f6 чорний хрестик · g6 чорний хрестик · e5 чорний хрестик · f5 білий король · g5 чорний хрестик · e4 чорний хрестик · f4 чорний хрестик · g4 чорний хрестик | e6 чорний хрестик · f6 чорний хрестик · g6 чорний хрестик · e5 чорний хрестик · f5 білий король · g5 чорний хрестик · e4 чорний хрестик · f4 чорний хрестик · g4 чорний хрестик | 7 |
| 6 | e6 чорний хрестик · f6 чорний хрестик · g6 чорний хрестик · e5 чорний хрестик · f5 білий король · g5 чорний хрестик · e4 чорний хрестик · f4 чорний хрестик · g4 чорний хрестик | e6 чорний хрестик · f6 чорний хрестик · g6 чорний хрестик · e5 чорний хрестик · f5 білий король · g5 чорний хрестик · e4 чорний хрестик · f4 чорний хрестик · g4 чорний хрестик | e6 чорний хрестик · f6 чорний хрестик · g6 чорний хрестик · e5 чорний хрестик · f5 білий король · g5 чорний хрестик · e4 чорний хрестик · f4 чорний хрестик · g4 чорний хрестик | e6 чорний хрестик · f6 чорний хрестик · g6 чорний хрестик · e5 чорний хрестик · f5 білий король · g5 чорний хрестик · e4 чорний хрестик · f4 чорний хрестик · g4 чорний хрестик | e6 чорний хрестик · f6 чорний хрестик · g6 чорний хрестик · e5 чорний хрестик · f5 білий король · g5 чорний хрестик · e4 чорний хрестик · f4 чорний хрестик · g4 чорний хрестик | e6 чорний хрестик · f6 чорний хрестик · g6 чорний хрестик · e5 чорний хрестик · f5 білий король · g5 чорний хрестик · e4 чорний хрестик · f4 чорний хрестик · g4 чорний хрестик | e6 чорний хрестик · f6 чорний хрестик · g6 чорний хрестик · e5 чорний хрестик · f5 білий король · g5 чорний хрестик · e4 чорний хрестик · f4 чорний хрестик · g4 чорний хрестик | e6 чорний хрестик · f6 чорний хрестик · g6 чорний хрестик · e5 чорний хрестик · f5 білий король · g5 чорний хрестик · e4 чорний хрестик · f4 чорний хрестик · g4 чорний хрестик | 6 |
| 5 | e6 чорний хрестик · f6 чорний хрестик · g6 чорний хрестик · e5 чорний хрестик · f5 білий король · g5 чорний хрестик · e4 чорний хрестик · f4 чорний хрестик · g4 чорний хрестик | e6 чорний хрестик · f6 чорний хрестик · g6 чорний хрестик · e5 чорний хрестик · f5 білий король · g5 чорний хрестик · e4 чорний хрестик · f4 чорний хрестик · g4 чорний хрестик | e6 чорний хрестик · f6 чорний хрестик · g6 чорний хрестик · e5 чорний хрестик · f5 білий король · g5 чорний хрестик · e4 чорний хрестик · f4 чорний хрестик · g4 чорний хрестик | e6 чорний хрестик · f6 чорний хрестик · g6 чорний хрестик · e5 чорний хрестик · f5 білий король · g5 чорний хрестик · e4 чорний хрестик · f4 чорний хрестик · g4 чорний хрестик | e6 чорний хрестик · f6 чорний хрестик · g6 чорний хрестик · e5 чорний хрестик · f5 білий король · g5 чорний хрестик · e4 чорний хрестик · f4 чорний хрестик · g4 чорний хрестик | e6 чорний хрестик · f6 чорний хрестик · g6 чорний хрестик · e5 чорний хрестик · f5 білий король · g5 чорний хрестик · e4 чорний хрестик · f4 чорний хрестик · g4 чорний хрестик | e6 чорний хрестик · f6 чорний хрестик · g6 чорний хрестик · e5 чорний хрестик · f5 білий король · g5 чорний хрестик · e4 чорний хрестик · f4 чорний хрестик · g4 чорний хрестик | e6 чорний хрестик · f6 чорний хрестик · g6 чорний хрестик · e5 чорний хрестик · f5 білий король · g5 чорний хрестик · e4 чорний хрестик · f4 чорний хрестик · g4 чорний хрестик | 5 |
| 4 | e6 чорний хрестик · f6 чорний хрестик · g6 чорний хрестик · e5 чорний хрестик · f5 білий король · g5 чорний хрестик · e4 чорний хрестик · f4 чорний хрестик · g4 чорний хрестик | e6 чорний хрестик · f6 чорний хрестик · g6 чорний хрестик · e5 чорний хрестик · f5 білий король · g5 чорний хрестик · e4 чорний хрестик · f4 чорний хрестик · g4 чорний хрестик | e6 чорний хрестик · f6 чорний хрестик · g6 чорний хрестик · e5 чорний хрестик · f5 білий король · g5 чорний хрестик · e4 чорний хрестик · f4 чорний хрестик · g4 чорний хрестик | e6 чорний хрестик · f6 чорний хрестик · g6 чорний хрестик · e5 чорний хрестик · f5 білий король · g5 чорний хрестик · e4 чорний хрестик · f4 чорний хрестик · g4 чорний хрестик | e6 чорний хрестик · f6 чорний хрестик · g6 чорний хрестик · e5 чорний хрестик · f5 білий король · g5 чорний хрестик · e4 чорний хрестик · f4 чорний хрестик · g4 чорний хрестик | e6 чорний хрестик · f6 чорний хрестик · g6 чорний хрестик · e5 чорний хрестик · f5 білий король · g5 чорний хрестик · e4 чорний хрестик · f4 чорний хрестик · g4 чорний хрестик | e6 чорний хрестик · f6 чорний хрестик · g6 чорний хрестик · e5 чорний хрестик · f5 білий король · g5 чорний хрестик · e4 чорний хрестик · f4 чорний хрестик · g4 чорний хрестик | e6 чорний хрестик · f6 чорний хрестик · g6 чорний хрестик · e5 чорний хрестик · f5 білий король · g5 чорний хрестик · e4 чорний хрестик · f4 чорний хрестик · g4 чорний хрестик | 4 |
| 3 | e6 чорний хрестик · f6 чорний хрестик · g6 чорний хрестик · e5 чорний хрестик · f5 білий король · g5 чорний хрестик · e4 чорний хрестик · f4 чорний хрестик · g4 чорний хрестик | e6 чорний хрестик · f6 чорний хрестик · g6 чорний хрестик · e5 чорний хрестик · f5 білий король · g5 чорний хрестик · e4 чорний хрестик · f4 чорний хрестик · g4 чорний хрестик | e6 чорний хрестик · f6 чорний хрестик · g6 чорний хрестик · e5 чорний хрестик · f5 білий король · g5 чорний хрестик · e4 чорний хрестик · f4 чорний хрестик · g4 чорний хрестик | e6 чорний хрестик · f6 чорний хрестик · g6 чорний хрестик · e5 чорний хрестик · f5 білий король · g5 чорний хрестик · e4 чорний хрестик · f4 чорний хрестик · g4 чорний хрестик | e6 чорний хрестик · f6 чорний хрестик · g6 чорний хрестик · e5 чорний хрестик · f5 білий король · g5 чорний хрестик · e4 чорний хрестик · f4 чорний хрестик · g4 чорний хрестик | e6 чорний хрестик · f6 чорний хрестик · g6 чорний хрестик · e5 чорний хрестик · f5 білий король · g5 чорний хрестик · e4 чорний хрестик · f4 чорний хрестик · g4 чорний хрестик | e6 чорний хрестик · f6 чорний хрестик · g6 чорний хрестик · e5 чорний хрестик · f5 білий король · g5 чорний хрестик · e4 чорний хрестик · f4 чорний хрестик · g4 чорний хрестик | e6 чорний хрестик · f6 чорний хрестик · g6 чорний хрестик · e5 чорний хрестик · f5 білий король · g5 чорний хрестик · e4 чорний хрестик · f4 чорний хрестик · g4 чорний хрестик | 3 |
| 2 | e6 чорний хрестик · f6 чорний хрестик · g6 чорний хрестик · e5 чорний хрестик · f5 білий король · g5 чорний хрестик · e4 чорний хрестик · f4 чорний хрестик · g4 чорний хрестик | e6 чорний хрестик · f6 чорний хрестик · g6 чорний хрестик · e5 чорний хрестик · f5 білий король · g5 чорний хрестик · e4 чорний хрестик · f4 чорний хрестик · g4 чорний хрестик | e6 чорний хрестик · f6 чорний хрестик · g6 чорний хрестик · e5 чорний хрестик · f5 білий король · g5 чорний хрестик · e4 чорний хрестик · f4 чорний хрестик · g4 чорний хрестик | e6 чорний хрестик · f6 чорний хрестик · g6 чорний хрестик · e5 чорний хрестик · f5 білий король · g5 чорний хрестик · e4 чорний хрестик · f4 чорний хрестик · g4 чорний хрестик | e6 чорний хрестик · f6 чорний хрестик · g6 чорний хрестик · e5 чорний хрестик · f5 білий король · g5 чорний хрестик · e4 чорний хрестик · f4 чорний хрестик · g4 чорний хрестик | e6 чорний хрестик · f6 чорний хрестик · g6 чорний хрестик · e5 чорний хрестик · f5 білий король · g5 чорний хрестик · e4 чорний хрестик · f4 чорний хрестик · g4 чорний хрестик | e6 чорний хрестик · f6 чорний хрестик · g6 чорний хрестик · e5 чорний хрестик · f5 білий король · g5 чорний хрестик · e4 чорний хрестик · f4 чорний хрестик · g4 чорний хрестик | e6 чорний хрестик · f6 чорний хрестик · g6 чорний хрестик · e5 чорний хрестик · f5 білий король · g5 чорний хрестик · e4 чорний хрестик · f4 чорний хрестик · g4 чорний хрестик | 2 |
| 1 | e6 чорний хрестик · f6 чорний хрестик · g6 чорний хрестик · e5 чорний хрестик · f5 білий король · g5 чорний хрестик · e4 чорний хрестик · f4 чорний хрестик · g4 чорний хрестик | e6 чорний хрестик · f6 чорний хрестик · g6 чорний хрестик · e5 чорний хрестик · f5 білий король · g5 чорний хрестик · e4 чорний хрестик · f4 чорний хрестик · g4 чорний хрестик | e6 чорний хрестик · f6 чорний хрестик · g6 чорний хрестик · e5 чорний хрестик · f5 білий король · g5 чорний хрестик · e4 чорний хрестик · f4 чорний хрестик · g4 чорний хрестик | e6 чорний хрестик · f6 чорний хрестик · g6 чорний хрестик · e5 чорний хрестик · f5 білий король · g5 чорний хрестик · e4 чорний хрестик · f4 чорний хрестик · g4 чорний хрестик | e6 чорний хрестик · f6 чорний хрестик · g6 чорний хрестик · e5 чорний хрестик · f5 білий король · g5 чорний хрестик · e4 чорний хрестик · f4 чорний хрестик · g4 чорний хрестик | e6 чорний хрестик · f6 чорний хрестик · g6 чорний хрестик · e5 чорний хрестик · f5 білий король · g5 чорний хрестик · e4 чорний хрестик · f4 чорний хрестик · g4 чорний хрестик | e6 чорний хрестик · f6 чорний хрестик · g6 чорний хрестик · e5 чорний хрестик · f5 білий король · g5 чорний хрестик · e4 чорний хрестик · f4 чорний хрестик · g4 чорний хрестик | e6 чорний хрестик · f6 чорний хрестик · g6 чорний хрестик · e5 чорний хрестик · f5 білий король · g5 чорний хрестик · e4 чорний хрестик · f4 чорний хрестик · g4 чорний хрестик | 1 |
|   | a | b | c | d | e | f | g | h |   |

|   | a | b | c | d | e | f | g | h |   |
| 8 | d8 чорний хрестик · d7 чорний хрестик · d6 чорний хрестик · a5 чорний хрестик · b5 чорний хрестик · c5 чорний хрестик · d5 біла тура · e5 чорний хрестик · f5 чорний хрестик · g5 чорний хрестик · h5 чорний хрестик · d4 чорний хрестик · d3 чорний хрестик · d2 чорний хрестик · d1 чорний хрестик | d8 чорний хрестик · d7 чорний хрестик · d6 чорний хрестик · a5 чорний хрестик · b5 чорний хрестик · c5 чорний хрестик · d5 біла тура · e5 чорний хрестик · f5 чорний хрестик · g5 чорний хрестик · h5 чорний хрестик · d4 чорний хрестик · d3 чорний хрестик · d2 чорний хрестик · d1 чорний хрестик | d8 чорний хрестик · d7 чорний хрестик · d6 чорний хрестик · a5 чорний хрестик · b5 чорний хрестик · c5 чорний хрестик · d5 біла тура · e5 чорний хрестик · f5 чорний хрестик · g5 чорний хрестик · h5 чорний хрестик · d4 чорний хрестик · d3 чорний хрестик · d2 чорний хрестик · d1 чорний хрестик | d8 чорний хрестик · d7 чорний хрестик · d6 чорний хрестик · a5 чорний хрестик · b5 чорний хрестик · c5 чорний хрестик · d5 біла тура · e5 чорний хрестик · f5 чорний хрестик · g5 чорний хрестик · h5 чорний хрестик · d4 чорний хрестик · d3 чорний хрестик · d2 чорний хрестик · d1 чорний хрестик | d8 чорний хрестик · d7 чорний хрестик · d6 чорний хрестик · a5 чорний хрестик · b5 чорний хрестик · c5 чорний хрестик · d5 біла тура · e5 чорний хрестик · f5 чорний хрестик · g5 чорний хрестик · h5 чорний хрестик · d4 чорний хрестик · d3 чорний хрестик · d2 чорний хрестик · d1 чорний хрестик | d8 чорний хрестик · d7 чорний хрестик · d6 чорний хрестик · a5 чорний хрестик · b5 чорний хрестик · c5 чорний хрестик · d5 біла тура · e5 чорний хрестик · f5 чорний хрестик · g5 чорний хрестик · h5 чорний хрестик · d4 чорний хрестик · d3 чорний хрестик · d2 чорний хрестик · d1 чорний хрестик | d8 чорний хрестик · d7 чорний хрестик · d6 чорний хрестик · a5 чорний хрестик · b5 чорний хрестик · c5 чорний хрестик · d5 біла тура · e5 чорний хрестик · f5 чорний хрестик · g5 чорний хрестик · h5 чорний хрестик · d4 чорний хрестик · d3 чорний хрестик · d2 чорний хрестик · d1 чорний хрестик | d8 чорний хрестик · d7 чорний хрестик · d6 чорний хрестик · a5 чорний хрестик · b5 чорний хрестик · c5 чорний хрестик · d5 біла тура · e5 чорний хрестик · f5 чорний хрестик · g5 чорний хрестик · h5 чорний хрестик · d4 чорний хрестик · d3 чорний хрестик · d2 чорний хрестик · d1 чорний хрестик | 8 |
| 7 | d8 чорний хрестик · d7 чорний хрестик · d6 чорний хрестик · a5 чорний хрестик · b5 чорний хрестик · c5 чорний хрестик · d5 біла тура · e5 чорний хрестик · f5 чорний хрестик · g5 чорний хрестик · h5 чорний хрестик · d4 чорний хрестик · d3 чорний хрестик · d2 чорний хрестик · d1 чорний хрестик | d8 чорний хрестик · d7 чорний хрестик · d6 чорний хрестик · a5 чорний хрестик · b5 чорний хрестик · c5 чорний хрестик · d5 біла тура · e5 чорний хрестик · f5 чорний хрестик · g5 чорний хрестик · h5 чорний хрестик · d4 чорний хрестик · d3 чорний хрестик · d2 чорний хрестик · d1 чорний хрестик | d8 чорний хрестик · d7 чорний хрестик · d6 чорний хрестик · a5 чорний хрестик · b5 чорний хрестик · c5 чорний хрестик · d5 біла тура · e5 чорний хрестик · f5 чорний хрестик · g5 чорний хрестик · h5 чорний хрестик · d4 чорний хрестик · d3 чорний хрестик · d2 чорний хрестик · d1 чорний хрестик | d8 чорний хрестик · d7 чорний хрестик · d6 чорний хрестик · a5 чорний хрестик · b5 чорний хрестик · c5 чорний хрестик · d5 біла тура · e5 чорний хрестик · f5 чорний хрестик · g5 чорний хрестик · h5 чорний хрестик · d4 чорний хрестик · d3 чорний хрестик · d2 чорний хрестик · d1 чорний хрестик | d8 чорний хрестик · d7 чорний хрестик · d6 чорний хрестик · a5 чорний хрестик · b5 чорний хрестик · c5 чорний хрестик · d5 біла тура · e5 чорний хрестик · f5 чорний хрестик · g5 чорний хрестик · h5 чорний хрестик · d4 чорний хрестик · d3 чорний хрестик · d2 чорний хрестик · d1 чорний хрестик | d8 чорний хрестик · d7 чорний хрестик · d6 чорний хрестик · a5 чорний хрестик · b5 чорний хрестик · c5 чорний хрестик · d5 біла тура · e5 чорний хрестик · f5 чорний хрестик · g5 чорний хрестик · h5 чорний хрестик · d4 чорний хрестик · d3 чорний хрестик · d2 чорний хрестик · d1 чорний хрестик | d8 чорний хрестик · d7 чорний хрестик · d6 чорний хрестик · a5 чорний хрестик · b5 чорний хрестик · c5 чорний хрестик · d5 біла тура · e5 чорний хрестик · f5 чорний хрестик · g5 чорний хрестик · h5 чорний хрестик · d4 чорний хрестик · d3 чорний хрестик · d2 чорний хрестик · d1 чорний хрестик | d8 чорний хрестик · d7 чорний хрестик · d6 чорний хрестик · a5 чорний хрестик · b5 чорний хрестик · c5 чорний хрестик · d5 біла тура · e5 чорний хрестик · f5 чорний хрестик · g5 чорний хрестик · h5 чорний хрестик · d4 чорний хрестик · d3 чорний хрестик · d2 чорний хрестик · d1 чорний хрестик | 7 |
| 6 | d8 чорний хрестик · d7 чорний хрестик · d6 чорний хрестик · a5 чорний хрестик · b5 чорний хрестик · c5 чорний хрестик · d5 біла тура · e5 чорний хрестик · f5 чорний хрестик · g5 чорний хрестик · h5 чорний хрестик · d4 чорний хрестик · d3 чорний хрестик · d2 чорний хрестик · d1 чорний хрестик | d8 чорний хрестик · d7 чорний хрестик · d6 чорний хрестик · a5 чорний хрестик · b5 чорний хрестик · c5 чорний хрестик · d5 біла тура · e5 чорний хрестик · f5 чорний хрестик · g5 чорний хрестик · h5 чорний хрестик · d4 чорний хрестик · d3 чорний хрестик · d2 чорний хрестик · d1 чорний хрестик | d8 чорний хрестик · d7 чорний хрестик · d6 чорний хрестик · a5 чорний хрестик · b5 чорний хрестик · c5 чорний хрестик · d5 біла тура · e5 чорний хрестик · f5 чорний хрестик · g5 чорний хрестик · h5 чорний хрестик · d4 чорний хрестик · d3 чорний хрестик · d2 чорний хрестик · d1 чорний хрестик | d8 чорний хрестик · d7 чорний хрестик · d6 чорний хрестик · a5 чорний хрестик · b5 чорний хрестик · c5 чорний хрестик · d5 біла тура · e5 чорний хрестик · f5 чорний хрестик · g5 чорний хрестик · h5 чорний хрестик · d4 чорний хрестик · d3 чорний хрестик · d2 чорний хрестик · d1 чорний хрестик | d8 чорний хрестик · d7 чорний хрестик · d6 чорний хрестик · a5 чорний хрестик · b5 чорний хрестик · c5 чорний хрестик · d5 біла тура · e5 чорний хрестик · f5 чорний хрестик · g5 чорний хрестик · h5 чорний хрестик · d4 чорний хрестик · d3 чорний хрестик · d2 чорний хрестик · d1 чорний хрестик | d8 чорний хрестик · d7 чорний хрестик · d6 чорний хрестик · a5 чорний хрестик · b5 чорний хрестик · c5 чорний хрестик · d5 біла тура · e5 чорний хрестик · f5 чорний хрестик · g5 чорний хрестик · h5 чорний хрестик · d4 чорний хрестик · d3 чорний хрестик · d2 чорний хрестик · d1 чорний хрестик | d8 чорний хрестик · d7 чорний хрестик · d6 чорний хрестик · a5 чорний хрестик · b5 чорний хрестик · c5 чорний хрестик · d5 біла тура · e5 чорний хрестик · f5 чорний хрестик · g5 чорний хрестик · h5 чорний хрестик · d4 чорний хрестик · d3 чорний хрестик · d2 чорний хрестик · d1 чорний хрестик | d8 чорний хрестик · d7 чорний хрестик · d6 чорний хрестик · a5 чорний хрестик · b5 чорний хрестик · c5 чорний хрестик · d5 біла тура · e5 чорний хрестик · f5 чорний хрестик · g5 чорний хрестик · h5 чорний хрестик · d4 чорний хрестик · d3 чорний хрестик · d2 чорний хрестик · d1 чорний хрестик | 6 |
| 5 | d8 чорний хрестик · d7 чорний хрестик · d6 чорний хрестик · a5 чорний хрестик · b5 чорний хрестик · c5 чорний хрестик · d5 біла тура · e5 чорний хрестик · f5 чорний хрестик · g5 чорний хрестик · h5 чорний хрестик · d4 чорний хрестик · d3 чорний хрестик · d2 чорний хрестик · d1 чорний хрестик | d8 чорний хрестик · d7 чорний хрестик · d6 чорний хрестик · a5 чорний хрестик · b5 чорний хрестик · c5 чорний хрестик · d5 біла тура · e5 чорний хрестик · f5 чорний хрестик · g5 чорний хрестик · h5 чорний хрестик · d4 чорний хрестик · d3 чорний хрестик · d2 чорний хрестик · d1 чорний хрестик | d8 чорний хрестик · d7 чорний хрестик · d6 чорний хрестик · a5 чорний хрестик · b5 чорний хрестик · c5 чорний хрестик · d5 біла тура · e5 чорний хрестик · f5 чорний хрестик · g5 чорний хрестик · h5 чорний хрестик · d4 чорний хрестик · d3 чорний хрестик · d2 чорний хрестик · d1 чорний хрестик | d8 чорний хрестик · d7 чорний хрестик · d6 чорний хрестик · a5 чорний хрестик · b5 чорний хрестик · c5 чорний хрестик · d5 біла тура · e5 чорний хрестик · f5 чорний хрестик · g5 чорний хрестик · h5 чорний хрестик · d4 чорний хрестик · d3 чорний хрестик · d2 чорний хрестик · d1 чорний хрестик | d8 чорний хрестик · d7 чорний хрестик · d6 чорний хрестик · a5 чорний хрестик · b5 чорний хрестик · c5 чорний хрестик · d5 біла тура · e5 чорний хрестик · f5 чорний хрестик · g5 чорний хрестик · h5 чорний хрестик · d4 чорний хрестик · d3 чорний хрестик · d2 чорний хрестик · d1 чорний хрестик | d8 чорний хрестик · d7 чорний хрестик · d6 чорний хрестик · a5 чорний хрестик · b5 чорний хрестик · c5 чорний хрестик · d5 біла тура · e5 чорний хрестик · f5 чорний хрестик · g5 чорний хрестик · h5 чорний хрестик · d4 чорний хрестик · d3 чорний хрестик · d2 чорний хрестик · d1 чорний хрестик | d8 чорний хрестик · d7 чорний хрестик · d6 чорний хрестик · a5 чорний хрестик · b5 чорний хрестик · c5 чорний хрестик · d5 біла тура · e5 чорний хрестик · f5 чорний хрестик · g5 чорний хрестик · h5 чорний хрестик · d4 чорний хрестик · d3 чорний хрестик · d2 чорний хрестик · d1 чорний хрестик | d8 чорний хрестик · d7 чорний хрестик · d6 чорний хрестик · a5 чорний хрестик · b5 чорний хрестик · c5 чорний хрестик · d5 біла тура · e5 чорний хрестик · f5 чорний хрестик · g5 чорний хрестик · h5 чорний хрестик · d4 чорний хрестик · d3 чорний хрестик · d2 чорний хрестик · d1 чорний хрестик | 5 |
| 4 | d8 чорний хрестик · d7 чорний хрестик · d6 чорний хрестик · a5 чорний хрестик · b5 чорний хрестик · c5 чорний хрестик · d5 біла тура · e5 чорний хрестик · f5 чорний хрестик · g5 чорний хрестик · h5 чорний хрестик · d4 чорний хрестик · d3 чорний хрестик · d2 чорний хрестик · d1 чорний хрестик | d8 чорний хрестик · d7 чорний хрестик · d6 чорний хрестик · a5 чорний хрестик · b5 чорний хрестик · c5 чорний хрестик · d5 біла тура · e5 чорний хрестик · f5 чорний хрестик · g5 чорний хрестик · h5 чорний хрестик · d4 чорний хрестик · d3 чорний хрестик · d2 чорний хрестик · d1 чорний хрестик | d8 чорний хрестик · d7 чорний хрестик · d6 чорний хрестик · a5 чорний хрестик · b5 чорний хрестик · c5 чорний хрестик · d5 біла тура · e5 чорний хрестик · f5 чорний хрестик · g5 чорний хрестик · h5 чорний хрестик · d4 чорний хрестик · d3 чорний хрестик · d2 чорний хрестик · d1 чорний хрестик | d8 чорний хрестик · d7 чорний хрестик · d6 чорний хрестик · a5 чорний хрестик · b5 чорний хрестик · c5 чорний хрестик · d5 біла тура · e5 чорний хрестик · f5 чорний хрестик · g5 чорний хрестик · h5 чорний хрестик · d4 чорний хрестик · d3 чорний хрестик · d2 чорний хрестик · d1 чорний хрестик | d8 чорний хрестик · d7 чорний хрестик · d6 чорний хрестик · a5 чорний хрестик · b5 чорний хрестик · c5 чорний хрестик · d5 біла тура · e5 чорний хрестик · f5 чорний хрестик · g5 чорний хрестик · h5 чорний хрестик · d4 чорний хрестик · d3 чорний хрестик · d2 чорний хрестик · d1 чорний хрестик | d8 чорний хрестик · d7 чорний хрестик · d6 чорний хрестик · a5 чорний хрестик · b5 чорний хрестик · c5 чорний хрестик · d5 біла тура · e5 чорний хрестик · f5 чорний хрестик · g5 чорний хрестик · h5 чорний хрестик · d4 чорний хрестик · d3 чорний хрестик · d2 чорний хрестик · d1 чорний хрестик | d8 чорний хрестик · d7 чорний хрестик · d6 чорний хрестик · a5 чорний хрестик · b5 чорний хрестик · c5 чорний хрестик · d5 біла тура · e5 чорний хрестик · f5 чорний хрестик · g5 чорний хрестик · h5 чорний хрестик · d4 чорний хрестик · d3 чорний хрестик · d2 чорний хрестик · d1 чорний хрестик | d8 чорний хрестик · d7 чорний хрестик · d6 чорний хрестик · a5 чорний хрестик · b5 чорний хрестик · c5 чорний хрестик · d5 біла тура · e5 чорний хрестик · f5 чорний хрестик · g5 чорний хрестик · h5 чорний хрестик · d4 чорний хрестик · d3 чорний хрестик · d2 чорний хрестик · d1 чорний хрестик | 4 |
| 3 | d8 чорний хрестик · d7 чорний хрестик · d6 чорний хрестик · a5 чорний хрестик · b5 чорний хрестик · c5 чорний хрестик · d5 біла тура · e5 чорний хрестик · f5 чорний хрестик · g5 чорний хрестик · h5 чорний хрестик · d4 чорний хрестик · d3 чорний хрестик · d2 чорний хрестик · d1 чорний хрестик | d8 чорний хрестик · d7 чорний хрестик · d6 чорний хрестик · a5 чорний хрестик · b5 чорний хрестик · c5 чорний хрестик · d5 біла тура · e5 чорний хрестик · f5 чорний хрестик · g5 чорний хрестик · h5 чорний хрестик · d4 чорний хрестик · d3 чорний хрестик · d2 чорний хрестик · d1 чорний хрестик | d8 чорний хрестик · d7 чорний хрестик · d6 чорний хрестик · a5 чорний хрестик · b5 чорний хрестик · c5 чорний хрестик · d5 біла тура · e5 чорний хрестик · f5 чорний хрестик · g5 чорний хрестик · h5 чорний хрестик · d4 чорний хрестик · d3 чорний хрестик · d2 чорний хрестик · d1 чорний хрестик | d8 чорний хрестик · d7 чорний хрестик · d6 чорний хрестик · a5 чорний хрестик · b5 чорний хрестик · c5 чорний хрестик · d5 біла тура · e5 чорний хрестик · f5 чорний хрестик · g5 чорний хрестик · h5 чорний хрестик · d4 чорний хрестик · d3 чорний хрестик · d2 чорний хрестик · d1 чорний хрестик | d8 чорний хрестик · d7 чорний хрестик · d6 чорний хрестик · a5 чорний хрестик · b5 чорний хрестик · c5 чорний хрестик · d5 біла тура · e5 чорний хрестик · f5 чорний хрестик · g5 чорний хрестик · h5 чорний хрестик · d4 чорний хрестик · d3 чорний хрестик · d2 чорний хрестик · d1 чорний хрестик | d8 чорний хрестик · d7 чорний хрестик · d6 чорний хрестик · a5 чорний хрестик · b5 чорний хрестик · c5 чорний хрестик · d5 біла тура · e5 чорний хрестик · f5 чорний хрестик · g5 чорний хрестик · h5 чорний хрестик · d4 чорний хрестик · d3 чорний хрестик · d2 чорний хрестик · d1 чорний хрестик | d8 чорний хрестик · d7 чорний хрестик · d6 чорний хрестик · a5 чорний хрестик · b5 чорний хрестик · c5 чорний хрестик · d5 біла тура · e5 чорний хрестик · f5 чорний хрестик · g5 чорний хрестик · h5 чорний хрестик · d4 чорний хрестик · d3 чорний хрестик · d2 чорний хрестик · d1 чорний хрестик | d8 чорний хрестик · d7 чорний хрестик · d6 чорний хрестик · a5 чорний хрестик · b5 чорний хрестик · c5 чорний хрестик · d5 біла тура · e5 чорний хрестик · f5 чорний хрестик · g5 чорний хрестик · h5 чорний хрестик · d4 чорний хрестик · d3 чорний хрестик · d2 чорний хрестик · d1 чорний хрестик | 3 |
| 2 | d8 чорний хрестик · d7 чорний хрестик · d6 чорний хрестик · a5 чорний хрестик · b5 чорний хрестик · c5 чорний хрестик · d5 біла тура · e5 чорний хрестик · f5 чорний хрестик · g5 чорний хрестик · h5 чорний хрестик · d4 чорний хрестик · d3 чорний хрестик · d2 чорний хрестик · d1 чорний хрестик | d8 чорний хрестик · d7 чорний хрестик · d6 чорний хрестик · a5 чорний хрестик · b5 чорний хрестик · c5 чорний хрестик · d5 біла тура · e5 чорний хрестик · f5 чорний хрестик · g5 чорний хрестик · h5 чорний хрестик · d4 чорний хрестик · d3 чорний хрестик · d2 чорний хрестик · d1 чорний хрестик | d8 чорний хрестик · d7 чорний хрестик · d6 чорний хрестик · a5 чорний хрестик · b5 чорний хрестик · c5 чорний хрестик · d5 біла тура · e5 чорний хрестик · f5 чорний хрестик · g5 чорний хрестик · h5 чорний хрестик · d4 чорний хрестик · d3 чорний хрестик · d2 чорний хрестик · d1 чорний хрестик | d8 чорний хрестик · d7 чорний хрестик · d6 чорний хрестик · a5 чорний хрестик · b5 чорний хрестик · c5 чорний хрестик · d5 біла тура · e5 чорний хрестик · f5 чорний хрестик · g5 чорний хрестик · h5 чорний хрестик · d4 чорний хрестик · d3 чорний хрестик · d2 чорний хрестик · d1 чорний хрестик | d8 чорний хрестик · d7 чорний хрестик · d6 чорний хрестик · a5 чорний хрестик · b5 чорний хрестик · c5 чорний хрестик · d5 біла тура · e5 чорний хрестик · f5 чорний хрестик · g5 чорний хрестик · h5 чорний хрестик · d4 чорний хрестик · d3 чорний хрестик · d2 чорний хрестик · d1 чорний хрестик | d8 чорний хрестик · d7 чорний хрестик · d6 чорний хрестик · a5 чорний хрестик · b5 чорний хрестик · c5 чорний хрестик · d5 біла тура · e5 чорний хрестик · f5 чорний хрестик · g5 чорний хрестик · h5 чорний хрестик · d4 чорний хрестик · d3 чорний хрестик · d2 чорний хрестик · d1 чорний хрестик | d8 чорний хрестик · d7 чорний хрестик · d6 чорний хрестик · a5 чорний хрестик · b5 чорний хрестик · c5 чорний хрестик · d5 біла тура · e5 чорний хрестик · f5 чорний хрестик · g5 чорний хрестик · h5 чорний хрестик · d4 чорний хрестик · d3 чорний хрестик · d2 чорний хрестик · d1 чорний хрестик | d8 чорний хрестик · d7 чорний хрестик · d6 чорний хрестик · a5 чорний хрестик · b5 чорний хрестик · c5 чорний хрестик · d5 біла тура · e5 чорний хрестик · f5 чорний хрестик · g5 чорний хрестик · h5 чорний хрестик · d4 чорний хрестик · d3 чорний хрестик · d2 чорний хрестик · d1 чорний хрестик | 2 |
| 1 | d8 чорний хрестик · d7 чорний хрестик · d6 чорний хрестик · a5 чорний хрестик · b5 чорний хрестик · c5 чорний хрестик · d5 біла тура · e5 чорний хрестик · f5 чорний хрестик · g5 чорний хрестик · h5 чорний хрестик · d4 чорний хрестик · d3 чорний хрестик · d2 чорний хрестик · d1 чорний хрестик | d8 чорний хрестик · d7 чорний хрестик · d6 чорний хрестик · a5 чорний хрестик · b5 чорний хрестик · c5 чорний хрестик · d5 біла тура · e5 чорний хрестик · f5 чорний хрестик · g5 чорний хрестик · h5 чорний хрестик · d4 чорний хрестик · d3 чорний хрестик · d2 чорний хрестик · d1 чорний хрестик | d8 чорний хрестик · d7 чорний хрестик · d6 чорний хрестик · a5 чорний хрестик · b5 чорний хрестик · c5 чорний хрестик · d5 біла тура · e5 чорний хрестик · f5 чорний хрестик · g5 чорний хрестик · h5 чорний хрестик · d4 чорний хрестик · d3 чорний хрестик · d2 чорний хрестик · d1 чорний хрестик | d8 чорний хрестик · d7 чорний хрестик · d6 чорний хрестик · a5 чорний хрестик · b5 чорний хрестик · c5 чорний хрестик · d5 біла тура · e5 чорний хрестик · f5 чорний хрестик · g5 чорний хрестик · h5 чорний хрестик · d4 чорний хрестик · d3 чорний хрестик · d2 чорний хрестик · d1 чорний хрестик | d8 чорний хрестик · d7 чорний хрестик · d6 чорний хрестик · a5 чорний хрестик · b5 чорний хрестик · c5 чорний хрестик · d5 біла тура · e5 чорний хрестик · f5 чорний хрестик · g5 чорний хрестик · h5 чорний хрестик · d4 чорний хрестик · d3 чорний хрестик · d2 чорний хрестик · d1 чорний хрестик | d8 чорний хрестик · d7 чорний хрестик · d6 чорний хрестик · a5 чорний хрестик · b5 чорний хрестик · c5 чорний хрестик · d5 біла тура · e5 чорний хрестик · f5 чорний хрестик · g5 чорний хрестик · h5 чорний хрестик · d4 чорний хрестик · d3 чорний хрестик · d2 чорний хрестик · d1 чорний хрестик | d8 чорний хрестик · d7 чорний хрестик · d6 чорний хрестик · a5 чорний хрестик · b5 чорний хрестик · c5 чорний хрестик · d5 біла тура · e5 чорний хрестик · f5 чорний хрестик · g5 чорний хрестик · h5 чорний хрестик · d4 чорний хрестик · d3 чорний хрестик · d2 чорний хрестик · d1 чорний хрестик | d8 чорний хрестик · d7 чорний хрестик · d6 чорний хрестик · a5 чорний хрестик · b5 чорний хрестик · c5 чорний хрестик · d5 біла тура · e5 чорний хрестик · f5 чорний хрестик · g5 чорний хрестик · h5 чорний хрестик · d4 чорний хрестик · d3 чорний хрестик · d2 чорний хрестик · d1 чорний хрестик | 1 |
|   | a | b | c | d | e | f | g | h |   |

|   | a | b | c | d | e | f | g | h |   |
| 8 | a8 чорний хрестик · g8 чорний хрестик · b7 чорний хрестик · f7 чорний хрестик · c6 чорний хрестик · e6 чорний хрестик · d5 білий слон · c4 чорний хрестик · e4 чорний хрестик · b3 чорний хрестик · f3 чорний хрестик · a2 чорний хрестик · g2 чорний хрестик · h1 чорний хрестик | a8 чорний хрестик · g8 чорний хрестик · b7 чорний хрестик · f7 чорний хрестик · c6 чорний хрестик · e6 чорний хрестик · d5 білий слон · c4 чорний хрестик · e4 чорний хрестик · b3 чорний хрестик · f3 чорний хрестик · a2 чорний хрестик · g2 чорний хрестик · h1 чорний хрестик | a8 чорний хрестик · g8 чорний хрестик · b7 чорний хрестик · f7 чорний хрестик · c6 чорний хрестик · e6 чорний хрестик · d5 білий слон · c4 чорний хрестик · e4 чорний хрестик · b3 чорний хрестик · f3 чорний хрестик · a2 чорний хрестик · g2 чорний хрестик · h1 чорний хрестик | a8 чорний хрестик · g8 чорний хрестик · b7 чорний хрестик · f7 чорний хрестик · c6 чорний хрестик · e6 чорний хрестик · d5 білий слон · c4 чорний хрестик · e4 чорний хрестик · b3 чорний хрестик · f3 чорний хрестик · a2 чорний хрестик · g2 чорний хрестик · h1 чорний хрестик | a8 чорний хрестик · g8 чорний хрестик · b7 чорний хрестик · f7 чорний хрестик · c6 чорний хрестик · e6 чорний хрестик · d5 білий слон · c4 чорний хрестик · e4 чорний хрестик · b3 чорний хрестик · f3 чорний хрестик · a2 чорний хрестик · g2 чорний хрестик · h1 чорний хрестик | a8 чорний хрестик · g8 чорний хрестик · b7 чорний хрестик · f7 чорний хрестик · c6 чорний хрестик · e6 чорний хрестик · d5 білий слон · c4 чорний хрестик · e4 чорний хрестик · b3 чорний хрестик · f3 чорний хрестик · a2 чорний хрестик · g2 чорний хрестик · h1 чорний хрестик | a8 чорний хрестик · g8 чорний хрестик · b7 чорний хрестик · f7 чорний хрестик · c6 чорний хрестик · e6 чорний хрестик · d5 білий слон · c4 чорний хрестик · e4 чорний хрестик · b3 чорний хрестик · f3 чорний хрестик · a2 чорний хрестик · g2 чорний хрестик · h1 чорний хрестик | a8 чорний хрестик · g8 чорний хрестик · b7 чорний хрестик · f7 чорний хрестик · c6 чорний хрестик · e6 чорний хрестик · d5 білий слон · c4 чорний хрестик · e4 чорний хрестик · b3 чорний хрестик · f3 чорний хрестик · a2 чорний хрестик · g2 чорний хрестик · h1 чорний хрестик | 8 |
| 7 | a8 чорний хрестик · g8 чорний хрестик · b7 чорний хрестик · f7 чорний хрестик · c6 чорний хрестик · e6 чорний хрестик · d5 білий слон · c4 чорний хрестик · e4 чорний хрестик · b3 чорний хрестик · f3 чорний хрестик · a2 чорний хрестик · g2 чорний хрестик · h1 чорний хрестик | a8 чорний хрестик · g8 чорний хрестик · b7 чорний хрестик · f7 чорний хрестик · c6 чорний хрестик · e6 чорний хрестик · d5 білий слон · c4 чорний хрестик · e4 чорний хрестик · b3 чорний хрестик · f3 чорний хрестик · a2 чорний хрестик · g2 чорний хрестик · h1 чорний хрестик | a8 чорний хрестик · g8 чорний хрестик · b7 чорний хрестик · f7 чорний хрестик · c6 чорний хрестик · e6 чорний хрестик · d5 білий слон · c4 чорний хрестик · e4 чорний хрестик · b3 чорний хрестик · f3 чорний хрестик · a2 чорний хрестик · g2 чорний хрестик · h1 чорний хрестик | a8 чорний хрестик · g8 чорний хрестик · b7 чорний хрестик · f7 чорний хрестик · c6 чорний хрестик · e6 чорний хрестик · d5 білий слон · c4 чорний хрестик · e4 чорний хрестик · b3 чорний хрестик · f3 чорний хрестик · a2 чорний хрестик · g2 чорний хрестик · h1 чорний хрестик | a8 чорний хрестик · g8 чорний хрестик · b7 чорний хрестик · f7 чорний хрестик · c6 чорний хрестик · e6 чорний хрестик · d5 білий слон · c4 чорний хрестик · e4 чорний хрестик · b3 чорний хрестик · f3 чорний хрестик · a2 чорний хрестик · g2 чорний хрестик · h1 чорний хрестик | a8 чорний хрестик · g8 чорний хрестик · b7 чорний хрестик · f7 чорний хрестик · c6 чорний хрестик · e6 чорний хрестик · d5 білий слон · c4 чорний хрестик · e4 чорний хрестик · b3 чорний хрестик · f3 чорний хрестик · a2 чорний хрестик · g2 чорний хрестик · h1 чорний хрестик | a8 чорний хрестик · g8 чорний хрестик · b7 чорний хрестик · f7 чорний хрестик · c6 чорний хрестик · e6 чорний хрестик · d5 білий слон · c4 чорний хрестик · e4 чорний хрестик · b3 чорний хрестик · f3 чорний хрестик · a2 чорний хрестик · g2 чорний хрестик · h1 чорний хрестик | a8 чорний хрестик · g8 чорний хрестик · b7 чорний хрестик · f7 чорний хрестик · c6 чорний хрестик · e6 чорний хрестик · d5 білий слон · c4 чорний хрестик · e4 чорний хрестик · b3 чорний хрестик · f3 чорний хрестик · a2 чорний хрестик · g2 чорний хрестик · h1 чорний хрестик | 7 |
| 6 | a8 чорний хрестик · g8 чорний хрестик · b7 чорний хрестик · f7 чорний хрестик · c6 чорний хрестик · e6 чорний хрестик · d5 білий слон · c4 чорний хрестик · e4 чорний хрестик · b3 чорний хрестик · f3 чорний хрестик · a2 чорний хрестик · g2 чорний хрестик · h1 чорний хрестик | a8 чорний хрестик · g8 чорний хрестик · b7 чорний хрестик · f7 чорний хрестик · c6 чорний хрестик · e6 чорний хрестик · d5 білий слон · c4 чорний хрестик · e4 чорний хрестик · b3 чорний хрестик · f3 чорний хрестик · a2 чорний хрестик · g2 чорний хрестик · h1 чорний хрестик | a8 чорний хрестик · g8 чорний хрестик · b7 чорний хрестик · f7 чорний хрестик · c6 чорний хрестик · e6 чорний хрестик · d5 білий слон · c4 чорний хрестик · e4 чорний хрестик · b3 чорний хрестик · f3 чорний хрестик · a2 чорний хрестик · g2 чорний хрестик · h1 чорний хрестик | a8 чорний хрестик · g8 чорний хрестик · b7 чорний хрестик · f7 чорний хрестик · c6 чорний хрестик · e6 чорний хрестик · d5 білий слон · c4 чорний хрестик · e4 чорний хрестик · b3 чорний хрестик · f3 чорний хрестик · a2 чорний хрестик · g2 чорний хрестик · h1 чорний хрестик | a8 чорний хрестик · g8 чорний хрестик · b7 чорний хрестик · f7 чорний хрестик · c6 чорний хрестик · e6 чорний хрестик · d5 білий слон · c4 чорний хрестик · e4 чорний хрестик · b3 чорний хрестик · f3 чорний хрестик · a2 чорний хрестик · g2 чорний хрестик · h1 чорний хрестик | a8 чорний хрестик · g8 чорний хрестик · b7 чорний хрестик · f7 чорний хрестик · c6 чорний хрестик · e6 чорний хрестик · d5 білий слон · c4 чорний хрестик · e4 чорний хрестик · b3 чорний хрестик · f3 чорний хрестик · a2 чорний хрестик · g2 чорний хрестик · h1 чорний хрестик | a8 чорний хрестик · g8 чорний хрестик · b7 чорний хрестик · f7 чорний хрестик · c6 чорний хрестик · e6 чорний хрестик · d5 білий слон · c4 чорний хрестик · e4 чорний хрестик · b3 чорний хрестик · f3 чорний хрестик · a2 чорний хрестик · g2 чорний хрестик · h1 чорний хрестик | a8 чорний хрестик · g8 чорний хрестик · b7 чорний хрестик · f7 чорний хрестик · c6 чорний хрестик · e6 чорний хрестик · d5 білий слон · c4 чорний хрестик · e4 чорний хрестик · b3 чорний хрестик · f3 чорний хрестик · a2 чорний хрестик · g2 чорний хрестик · h1 чорний хрестик | 6 |
| 5 | a8 чорний хрестик · g8 чорний хрестик · b7 чорний хрестик · f7 чорний хрестик · c6 чорний хрестик · e6 чорний хрестик · d5 білий слон · c4 чорний хрестик · e4 чорний хрестик · b3 чорний хрестик · f3 чорний хрестик · a2 чорний хрестик · g2 чорний хрестик · h1 чорний хрестик | a8 чорний хрестик · g8 чорний хрестик · b7 чорний хрестик · f7 чорний хрестик · c6 чорний хрестик · e6 чорний хрестик · d5 білий слон · c4 чорний хрестик · e4 чорний хрестик · b3 чорний хрестик · f3 чорний хрестик · a2 чорний хрестик · g2 чорний хрестик · h1 чорний хрестик | a8 чорний хрестик · g8 чорний хрестик · b7 чорний хрестик · f7 чорний хрестик · c6 чорний хрестик · e6 чорний хрестик · d5 білий слон · c4 чорний хрестик · e4 чорний хрестик · b3 чорний хрестик · f3 чорний хрестик · a2 чорний хрестик · g2 чорний хрестик · h1 чорний хрестик | a8 чорний хрестик · g8 чорний хрестик · b7 чорний хрестик · f7 чорний хрестик · c6 чорний хрестик · e6 чорний хрестик · d5 білий слон · c4 чорний хрестик · e4 чорний хрестик · b3 чорний хрестик · f3 чорний хрестик · a2 чорний хрестик · g2 чорний хрестик · h1 чорний хрестик | a8 чорний хрестик · g8 чорний хрестик · b7 чорний хрестик · f7 чорний хрестик · c6 чорний хрестик · e6 чорний хрестик · d5 білий слон · c4 чорний хрестик · e4 чорний хрестик · b3 чорний хрестик · f3 чорний хрестик · a2 чорний хрестик · g2 чорний хрестик · h1 чорний хрестик | a8 чорний хрестик · g8 чорний хрестик · b7 чорний хрестик · f7 чорний хрестик · c6 чорний хрестик · e6 чорний хрестик · d5 білий слон · c4 чорний хрестик · e4 чорний хрестик · b3 чорний хрестик · f3 чорний хрестик · a2 чорний хрестик · g2 чорний хрестик · h1 чорний хрестик | a8 чорний хрестик · g8 чорний хрестик · b7 чорний хрестик · f7 чорний хрестик · c6 чорний хрестик · e6 чорний хрестик · d5 білий слон · c4 чорний хрестик · e4 чорний хрестик · b3 чорний хрестик · f3 чорний хрестик · a2 чорний хрестик · g2 чорний хрестик · h1 чорний хрестик | a8 чорний хрестик · g8 чорний хрестик · b7 чорний хрестик · f7 чорний хрестик · c6 чорний хрестик · e6 чорний хрестик · d5 білий слон · c4 чорний хрестик · e4 чорний хрестик · b3 чорний хрестик · f3 чорний хрестик · a2 чорний хрестик · g2 чорний хрестик · h1 чорний хрестик | 5 |
| 4 | a8 чорний хрестик · g8 чорний хрестик · b7 чорний хрестик · f7 чорний хрестик · c6 чорний хрестик · e6 чорний хрестик · d5 білий слон · c4 чорний хрестик · e4 чорний хрестик · b3 чорний хрестик · f3 чорний хрестик · a2 чорний хрестик · g2 чорний хрестик · h1 чорний хрестик | a8 чорний хрестик · g8 чорний хрестик · b7 чорний хрестик · f7 чорний хрестик · c6 чорний хрестик · e6 чорний хрестик · d5 білий слон · c4 чорний хрестик · e4 чорний хрестик · b3 чорний хрестик · f3 чорний хрестик · a2 чорний хрестик · g2 чорний хрестик · h1 чорний хрестик | a8 чорний хрестик · g8 чорний хрестик · b7 чорний хрестик · f7 чорний хрестик · c6 чорний хрестик · e6 чорний хрестик · d5 білий слон · c4 чорний хрестик · e4 чорний хрестик · b3 чорний хрестик · f3 чорний хрестик · a2 чорний хрестик · g2 чорний хрестик · h1 чорний хрестик | a8 чорний хрестик · g8 чорний хрестик · b7 чорний хрестик · f7 чорний хрестик · c6 чорний хрестик · e6 чорний хрестик · d5 білий слон · c4 чорний хрестик · e4 чорний хрестик · b3 чорний хрестик · f3 чорний хрестик · a2 чорний хрестик · g2 чорний хрестик · h1 чорний хрестик | a8 чорний хрестик · g8 чорний хрестик · b7 чорний хрестик · f7 чорний хрестик · c6 чорний хрестик · e6 чорний хрестик · d5 білий слон · c4 чорний хрестик · e4 чорний хрестик · b3 чорний хрестик · f3 чорний хрестик · a2 чорний хрестик · g2 чорний хрестик · h1 чорний хрестик | a8 чорний хрестик · g8 чорний хрестик · b7 чорний хрестик · f7 чорний хрестик · c6 чорний хрестик · e6 чорний хрестик · d5 білий слон · c4 чорний хрестик · e4 чорний хрестик · b3 чорний хрестик · f3 чорний хрестик · a2 чорний хрестик · g2 чорний хрестик · h1 чорний хрестик | a8 чорний хрестик · g8 чорний хрестик · b7 чорний хрестик · f7 чорний хрестик · c6 чорний хрестик · e6 чорний хрестик · d5 білий слон · c4 чорний хрестик · e4 чорний хрестик · b3 чорний хрестик · f3 чорний хрестик · a2 чорний хрестик · g2 чорний хрестик · h1 чорний хрестик | a8 чорний хрестик · g8 чорний хрестик · b7 чорний хрестик · f7 чорний хрестик · c6 чорний хрестик · e6 чорний хрестик · d5 білий слон · c4 чорний хрестик · e4 чорний хрестик · b3 чорний хрестик · f3 чорний хрестик · a2 чорний хрестик · g2 чорний хрестик · h1 чорний хрестик | 4 |
| 3 | a8 чорний хрестик · g8 чорний хрестик · b7 чорний хрестик · f7 чорний хрестик · c6 чорний хрестик · e6 чорний хрестик · d5 білий слон · c4 чорний хрестик · e4 чорний хрестик · b3 чорний хрестик · f3 чорний хрестик · a2 чорний хрестик · g2 чорний хрестик · h1 чорний хрестик | a8 чорний хрестик · g8 чорний хрестик · b7 чорний хрестик · f7 чорний хрестик · c6 чорний хрестик · e6 чорний хрестик · d5 білий слон · c4 чорний хрестик · e4 чорний хрестик · b3 чорний хрестик · f3 чорний хрестик · a2 чорний хрестик · g2 чорний хрестик · h1 чорний хрестик | a8 чорний хрестик · g8 чорний хрестик · b7 чорний хрестик · f7 чорний хрестик · c6 чорний хрестик · e6 чорний хрестик · d5 білий слон · c4 чорний хрестик · e4 чорний хрестик · b3 чорний хрестик · f3 чорний хрестик · a2 чорний хрестик · g2 чорний хрестик · h1 чорний хрестик | a8 чорний хрестик · g8 чорний хрестик · b7 чорний хрестик · f7 чорний хрестик · c6 чорний хрестик · e6 чорний хрестик · d5 білий слон · c4 чорний хрестик · e4 чорний хрестик · b3 чорний хрестик · f3 чорний хрестик · a2 чорний хрестик · g2 чорний хрестик · h1 чорний хрестик | a8 чорний хрестик · g8 чорний хрестик · b7 чорний хрестик · f7 чорний хрестик · c6 чорний хрестик · e6 чорний хрестик · d5 білий слон · c4 чорний хрестик · e4 чорний хрестик · b3 чорний хрестик · f3 чорний хрестик · a2 чорний хрестик · g2 чорний хрестик · h1 чорний хрестик | a8 чорний хрестик · g8 чорний хрестик · b7 чорний хрестик · f7 чорний хрестик · c6 чорний хрестик · e6 чорний хрестик · d5 білий слон · c4 чорний хрестик · e4 чорний хрестик · b3 чорний хрестик · f3 чорний хрестик · a2 чорний хрестик · g2 чорний хрестик · h1 чорний хрестик | a8 чорний хрестик · g8 чорний хрестик · b7 чорний хрестик · f7 чорний хрестик · c6 чорний хрестик · e6 чорний хрестик · d5 білий слон · c4 чорний хрестик · e4 чорний хрестик · b3 чорний хрестик · f3 чорний хрестик · a2 чорний хрестик · g2 чорний хрестик · h1 чорний хрестик | a8 чорний хрестик · g8 чорний хрестик · b7 чорний хрестик · f7 чорний хрестик · c6 чорний хрестик · e6 чорний хрестик · d5 білий слон · c4 чорний хрестик · e4 чорний хрестик · b3 чорний хрестик · f3 чорний хрестик · a2 чорний хрестик · g2 чорний хрестик · h1 чорний хрестик | 3 |
| 2 | a8 чорний хрестик · g8 чорний хрестик · b7 чорний хрестик · f7 чорний хрестик · c6 чорний хрестик · e6 чорний хрестик · d5 білий слон · c4 чорний хрестик · e4 чорний хрестик · b3 чорний хрестик · f3 чорний хрестик · a2 чорний хрестик · g2 чорний хрестик · h1 чорний хрестик | a8 чорний хрестик · g8 чорний хрестик · b7 чорний хрестик · f7 чорний хрестик · c6 чорний хрестик · e6 чорний хрестик · d5 білий слон · c4 чорний хрестик · e4 чорний хрестик · b3 чорний хрестик · f3 чорний хрестик · a2 чорний хрестик · g2 чорний хрестик · h1 чорний хрестик | a8 чорний хрестик · g8 чорний хрестик · b7 чорний хрестик · f7 чорний хрестик · c6 чорний хрестик · e6 чорний хрестик · d5 білий слон · c4 чорний хрестик · e4 чорний хрестик · b3 чорний хрестик · f3 чорний хрестик · a2 чорний хрестик · g2 чорний хрестик · h1 чорний хрестик | a8 чорний хрестик · g8 чорний хрестик · b7 чорний хрестик · f7 чорний хрестик · c6 чорний хрестик · e6 чорний хрестик · d5 білий слон · c4 чорний хрестик · e4 чорний хрестик · b3 чорний хрестик · f3 чорний хрестик · a2 чорний хрестик · g2 чорний хрестик · h1 чорний хрестик | a8 чорний хрестик · g8 чорний хрестик · b7 чорний хрестик · f7 чорний хрестик · c6 чорний хрестик · e6 чорний хрестик · d5 білий слон · c4 чорний хрестик · e4 чорний хрестик · b3 чорний хрестик · f3 чорний хрестик · a2 чорний хрестик · g2 чорний хрестик · h1 чорний хрестик | a8 чорний хрестик · g8 чорний хрестик · b7 чорний хрестик · f7 чорний хрестик · c6 чорний хрестик · e6 чорний хрестик · d5 білий слон · c4 чорний хрестик · e4 чорний хрестик · b3 чорний хрестик · f3 чорний хрестик · a2 чорний хрестик · g2 чорний хрестик · h1 чорний хрестик | a8 чорний хрестик · g8 чорний хрестик · b7 чорний хрестик · f7 чорний хрестик · c6 чорний хрестик · e6 чорний хрестик · d5 білий слон · c4 чорний хрестик · e4 чорний хрестик · b3 чорний хрестик · f3 чорний хрестик · a2 чорний хрестик · g2 чорний хрестик · h1 чорний хрестик | a8 чорний хрестик · g8 чорний хрестик · b7 чорний хрестик · f7 чорний хрестик · c6 чорний хрестик · e6 чорний хрестик · d5 білий слон · c4 чорний хрестик · e4 чорний хрестик · b3 чорний хрестик · f3 чорний хрестик · a2 чорний хрестик · g2 чорний хрестик · h1 чорний хрестик | 2 |
| 1 | a8 чорний хрестик · g8 чорний хрестик · b7 чорний хрестик · f7 чорний хрестик · c6 чорний хрестик · e6 чорний хрестик · d5 білий слон · c4 чорний хрестик · e4 чорний хрестик · b3 чорний хрестик · f3 чорний хрестик · a2 чорний хрестик · g2 чорний хрестик · h1 чорний хрестик | a8 чорний хрестик · g8 чорний хрестик · b7 чорний хрестик · f7 чорний хрестик · c6 чорний хрестик · e6 чорний хрестик · d5 білий слон · c4 чорний хрестик · e4 чорний хрестик · b3 чорний хрестик · f3 чорний хрестик · a2 чорний хрестик · g2 чорний хрестик · h1 чорний хрестик | a8 чорний хрестик · g8 чорний хрестик · b7 чорний хрестик · f7 чорний хрестик · c6 чорний хрестик · e6 чорний хрестик · d5 білий слон · c4 чорний хрестик · e4 чорний хрестик · b3 чорний хрестик · f3 чорний хрестик · a2 чорний хрестик · g2 чорний хрестик · h1 чорний хрестик | a8 чорний хрестик · g8 чорний хрестик · b7 чорний хрестик · f7 чорний хрестик · c6 чорний хрестик · e6 чорний хрестик · d5 білий слон · c4 чорний хрестик · e4 чорний хрестик · b3 чорний хрестик · f3 чорний хрестик · a2 чорний хрестик · g2 чорний хрестик · h1 чорний хрестик | a8 чорний хрестик · g8 чорний хрестик · b7 чорний хрестик · f7 чорний хрестик · c6 чорний хрестик · e6 чорний хрестик · d5 білий слон · c4 чорний хрестик · e4 чорний хрестик · b3 чорний хрестик · f3 чорний хрестик · a2 чорний хрестик · g2 чорний хрестик · h1 чорний хрестик | a8 чорний хрестик · g8 чорний хрестик · b7 чорний хрестик · f7 чорний хрестик · c6 чорний хрестик · e6 чорний хрестик · d5 білий слон · c4 чорний хрестик · e4 чорний хрестик · b3 чорний хрестик · f3 чорний хрестик · a2 чорний хрестик · g2 чорний хрестик · h1 чорний хрестик | a8 чорний хрестик · g8 чорний хрестик · b7 чорний хрестик · f7 чорний хрестик · c6 чорний хрестик · e6 чорний хрестик · d5 білий слон · c4 чорний хрестик · e4 чорний хрестик · b3 чорний хрестик · f3 чорний хрестик · a2 чорний хрестик · g2 чорний хрестик · h1 чорний хрестик | a8 чорний хрестик · g8 чорний хрестик · b7 чорний хрестик · f7 чорний хрестик · c6 чорний хрестик · e6 чорний хрестик · d5 білий слон · c4 чорний хрестик · e4 чорний хрестик · b3 чорний хрестик · f3 чорний хрестик · a2 чорний хрестик · g2 чорний хрестик · h1 чорний хрестик | 1 |
|   | a | b | c | d | e | f | g | h |   |

|   | a | b | c | d | e | f | g | h |   |
| 8 | d8 чорний хрестик · h8 чорний хрестик · a7 чорний хрестик · d7 чорний хрестик · g7 чорний хрестик · b6 чорний хрестик · d6 чорний хрестик · f6 чорний хрестик · c5 чорний хрестик · d5 чорний хрестик · e5 чорний хрестик · a4 чорний хрестик · b4 чорний хрестик · c4 чорний хрестик · d4 білий ферзь · e4 чорний хрестик · f4 чорний хрестик · g4 чорний хрестик · h4 чорний хрестик · c3 чорний хрестик · d3 чорний хрестик · e3 чорний хрестик · b2 чорний хрестик · d2 чорний хрестик · f2 чорний хрестик · a1 чорний хрестик · d1 чорний хрестик · g1 чорний хрестик | d8 чорний хрестик · h8 чорний хрестик · a7 чорний хрестик · d7 чорний хрестик · g7 чорний хрестик · b6 чорний хрестик · d6 чорний хрестик · f6 чорний хрестик · c5 чорний хрестик · d5 чорний хрестик · e5 чорний хрестик · a4 чорний хрестик · b4 чорний хрестик · c4 чорний хрестик · d4 білий ферзь · e4 чорний хрестик · f4 чорний хрестик · g4 чорний хрестик · h4 чорний хрестик · c3 чорний хрестик · d3 чорний хрестик · e3 чорний хрестик · b2 чорний хрестик · d2 чорний хрестик · f2 чорний хрестик · a1 чорний хрестик · d1 чорний хрестик · g1 чорний хрестик | d8 чорний хрестик · h8 чорний хрестик · a7 чорний хрестик · d7 чорний хрестик · g7 чорний хрестик · b6 чорний хрестик · d6 чорний хрестик · f6 чорний хрестик · c5 чорний хрестик · d5 чорний хрестик · e5 чорний хрестик · a4 чорний хрестик · b4 чорний хрестик · c4 чорний хрестик · d4 білий ферзь · e4 чорний хрестик · f4 чорний хрестик · g4 чорний хрестик · h4 чорний хрестик · c3 чорний хрестик · d3 чорний хрестик · e3 чорний хрестик · b2 чорний хрестик · d2 чорний хрестик · f2 чорний хрестик · a1 чорний хрестик · d1 чорний хрестик · g1 чорний хрестик | d8 чорний хрестик · h8 чорний хрестик · a7 чорний хрестик · d7 чорний хрестик · g7 чорний хрестик · b6 чорний хрестик · d6 чорний хрестик · f6 чорний хрестик · c5 чорний хрестик · d5 чорний хрестик · e5 чорний хрестик · a4 чорний хрестик · b4 чорний хрестик · c4 чорний хрестик · d4 білий ферзь · e4 чорний хрестик · f4 чорний хрестик · g4 чорний хрестик · h4 чорний хрестик · c3 чорний хрестик · d3 чорний хрестик · e3 чорний хрестик · b2 чорний хрестик · d2 чорний хрестик · f2 чорний хрестик · a1 чорний хрестик · d1 чорний хрестик · g1 чорний хрестик | d8 чорний хрестик · h8 чорний хрестик · a7 чорний хрестик · d7 чорний хрестик · g7 чорний хрестик · b6 чорний хрестик · d6 чорний хрестик · f6 чорний хрестик · c5 чорний хрестик · d5 чорний хрестик · e5 чорний хрестик · a4 чорний хрестик · b4 чорний хрестик · c4 чорний хрестик · d4 білий ферзь · e4 чорний хрестик · f4 чорний хрестик · g4 чорний хрестик · h4 чорний хрестик · c3 чорний хрестик · d3 чорний хрестик · e3 чорний хрестик · b2 чорний хрестик · d2 чорний хрестик · f2 чорний хрестик · a1 чорний хрестик · d1 чорний хрестик · g1 чорний хрестик | d8 чорний хрестик · h8 чорний хрестик · a7 чорний хрестик · d7 чорний хрестик · g7 чорний хрестик · b6 чорний хрестик · d6 чорний хрестик · f6 чорний хрестик · c5 чорний хрестик · d5 чорний хрестик · e5 чорний хрестик · a4 чорний хрестик · b4 чорний хрестик · c4 чорний хрестик · d4 білий ферзь · e4 чорний хрестик · f4 чорний хрестик · g4 чорний хрестик · h4 чорний хрестик · c3 чорний хрестик · d3 чорний хрестик · e3 чорний хрестик · b2 чорний хрестик · d2 чорний хрестик · f2 чорний хрестик · a1 чорний хрестик · d1 чорний хрестик · g1 чорний хрестик | d8 чорний хрестик · h8 чорний хрестик · a7 чорний хрестик · d7 чорний хрестик · g7 чорний хрестик · b6 чорний хрестик · d6 чорний хрестик · f6 чорний хрестик · c5 чорний хрестик · d5 чорний хрестик · e5 чорний хрестик · a4 чорний хрестик · b4 чорний хрестик · c4 чорний хрестик · d4 білий ферзь · e4 чорний хрестик · f4 чорний хрестик · g4 чорний хрестик · h4 чорний хрестик · c3 чорний хрестик · d3 чорний хрестик · e3 чорний хрестик · b2 чорний хрестик · d2 чорний хрестик · f2 чорний хрестик · a1 чорний хрестик · d1 чорний хрестик · g1 чорний хрестик | d8 чорний хрестик · h8 чорний хрестик · a7 чорний хрестик · d7 чорний хрестик · g7 чорний хрестик · b6 чорний хрестик · d6 чорний хрестик · f6 чорний хрестик · c5 чорний хрестик · d5 чорний хрестик · e5 чорний хрестик · a4 чорний хрестик · b4 чорний хрестик · c4 чорний хрестик · d4 білий ферзь · e4 чорний хрестик · f4 чорний хрестик · g4 чорний хрестик · h4 чорний хрестик · c3 чорний хрестик · d3 чорний хрестик · e3 чорний хрестик · b2 чорний хрестик · d2 чорний хрестик · f2 чорний хрестик · a1 чорний хрестик · d1 чорний хрестик · g1 чорний хрестик | 8 |
| 7 | d8 чорний хрестик · h8 чорний хрестик · a7 чорний хрестик · d7 чорний хрестик · g7 чорний хрестик · b6 чорний хрестик · d6 чорний хрестик · f6 чорний хрестик · c5 чорний хрестик · d5 чорний хрестик · e5 чорний хрестик · a4 чорний хрестик · b4 чорний хрестик · c4 чорний хрестик · d4 білий ферзь · e4 чорний хрестик · f4 чорний хрестик · g4 чорний хрестик · h4 чорний хрестик · c3 чорний хрестик · d3 чорний хрестик · e3 чорний хрестик · b2 чорний хрестик · d2 чорний хрестик · f2 чорний хрестик · a1 чорний хрестик · d1 чорний хрестик · g1 чорний хрестик | d8 чорний хрестик · h8 чорний хрестик · a7 чорний хрестик · d7 чорний хрестик · g7 чорний хрестик · b6 чорний хрестик · d6 чорний хрестик · f6 чорний хрестик · c5 чорний хрестик · d5 чорний хрестик · e5 чорний хрестик · a4 чорний хрестик · b4 чорний хрестик · c4 чорний хрестик · d4 білий ферзь · e4 чорний хрестик · f4 чорний хрестик · g4 чорний хрестик · h4 чорний хрестик · c3 чорний хрестик · d3 чорний хрестик · e3 чорний хрестик · b2 чорний хрестик · d2 чорний хрестик · f2 чорний хрестик · a1 чорний хрестик · d1 чорний хрестик · g1 чорний хрестик | d8 чорний хрестик · h8 чорний хрестик · a7 чорний хрестик · d7 чорний хрестик · g7 чорний хрестик · b6 чорний хрестик · d6 чорний хрестик · f6 чорний хрестик · c5 чорний хрестик · d5 чорний хрестик · e5 чорний хрестик · a4 чорний хрестик · b4 чорний хрестик · c4 чорний хрестик · d4 білий ферзь · e4 чорний хрестик · f4 чорний хрестик · g4 чорний хрестик · h4 чорний хрестик · c3 чорний хрестик · d3 чорний хрестик · e3 чорний хрестик · b2 чорний хрестик · d2 чорний хрестик · f2 чорний хрестик · a1 чорний хрестик · d1 чорний хрестик · g1 чорний хрестик | d8 чорний хрестик · h8 чорний хрестик · a7 чорний хрестик · d7 чорний хрестик · g7 чорний хрестик · b6 чорний хрестик · d6 чорний хрестик · f6 чорний хрестик · c5 чорний хрестик · d5 чорний хрестик · e5 чорний хрестик · a4 чорний хрестик · b4 чорний хрестик · c4 чорний хрестик · d4 білий ферзь · e4 чорний хрестик · f4 чорний хрестик · g4 чорний хрестик · h4 чорний хрестик · c3 чорний хрестик · d3 чорний хрестик · e3 чорний хрестик · b2 чорний хрестик · d2 чорний хрестик · f2 чорний хрестик · a1 чорний хрестик · d1 чорний хрестик · g1 чорний хрестик | d8 чорний хрестик · h8 чорний хрестик · a7 чорний хрестик · d7 чорний хрестик · g7 чорний хрестик · b6 чорний хрестик · d6 чорний хрестик · f6 чорний хрестик · c5 чорний хрестик · d5 чорний хрестик · e5 чорний хрестик · a4 чорний хрестик · b4 чорний хрестик · c4 чорний хрестик · d4 білий ферзь · e4 чорний хрестик · f4 чорний хрестик · g4 чорний хрестик · h4 чорний хрестик · c3 чорний хрестик · d3 чорний хрестик · e3 чорний хрестик · b2 чорний хрестик · d2 чорний хрестик · f2 чорний хрестик · a1 чорний хрестик · d1 чорний хрестик · g1 чорний хрестик | d8 чорний хрестик · h8 чорний хрестик · a7 чорний хрестик · d7 чорний хрестик · g7 чорний хрестик · b6 чорний хрестик · d6 чорний хрестик · f6 чорний хрестик · c5 чорний хрестик · d5 чорний хрестик · e5 чорний хрестик · a4 чорний хрестик · b4 чорний хрестик · c4 чорний хрестик · d4 білий ферзь · e4 чорний хрестик · f4 чорний хрестик · g4 чорний хрестик · h4 чорний хрестик · c3 чорний хрестик · d3 чорний хрестик · e3 чорний хрестик · b2 чорний хрестик · d2 чорний хрестик · f2 чорний хрестик · a1 чорний хрестик · d1 чорний хрестик · g1 чорний хрестик | d8 чорний хрестик · h8 чорний хрестик · a7 чорний хрестик · d7 чорний хрестик · g7 чорний хрестик · b6 чорний хрестик · d6 чорний хрестик · f6 чорний хрестик · c5 чорний хрестик · d5 чорний хрестик · e5 чорний хрестик · a4 чорний хрестик · b4 чорний хрестик · c4 чорний хрестик · d4 білий ферзь · e4 чорний хрестик · f4 чорний хрестик · g4 чорний хрестик · h4 чорний хрестик · c3 чорний хрестик · d3 чорний хрестик · e3 чорний хрестик · b2 чорний хрестик · d2 чорний хрестик · f2 чорний хрестик · a1 чорний хрестик · d1 чорний хрестик · g1 чорний хрестик | d8 чорний хрестик · h8 чорний хрестик · a7 чорний хрестик · d7 чорний хрестик · g7 чорний хрестик · b6 чорний хрестик · d6 чорний хрестик · f6 чорний хрестик · c5 чорний хрестик · d5 чорний хрестик · e5 чорний хрестик · a4 чорний хрестик · b4 чорний хрестик · c4 чорний хрестик · d4 білий ферзь · e4 чорний хрестик · f4 чорний хрестик · g4 чорний хрестик · h4 чорний хрестик · c3 чорний хрестик · d3 чорний хрестик · e3 чорний хрестик · b2 чорний хрестик · d2 чорний хрестик · f2 чорний хрестик · a1 чорний хрестик · d1 чорний хрестик · g1 чорний хрестик | 7 |
| 6 | d8 чорний хрестик · h8 чорний хрестик · a7 чорний хрестик · d7 чорний хрестик · g7 чорний хрестик · b6 чорний хрестик · d6 чорний хрестик · f6 чорний хрестик · c5 чорний хрестик · d5 чорний хрестик · e5 чорний хрестик · a4 чорний хрестик · b4 чорний хрестик · c4 чорний хрестик · d4 білий ферзь · e4 чорний хрестик · f4 чорний хрестик · g4 чорний хрестик · h4 чорний хрестик · c3 чорний хрестик · d3 чорний хрестик · e3 чорний хрестик · b2 чорний хрестик · d2 чорний хрестик · f2 чорний хрестик · a1 чорний хрестик · d1 чорний хрестик · g1 чорний хрестик | d8 чорний хрестик · h8 чорний хрестик · a7 чорний хрестик · d7 чорний хрестик · g7 чорний хрестик · b6 чорний хрестик · d6 чорний хрестик · f6 чорний хрестик · c5 чорний хрестик · d5 чорний хрестик · e5 чорний хрестик · a4 чорний хрестик · b4 чорний хрестик · c4 чорний хрестик · d4 білий ферзь · e4 чорний хрестик · f4 чорний хрестик · g4 чорний хрестик · h4 чорний хрестик · c3 чорний хрестик · d3 чорний хрестик · e3 чорний хрестик · b2 чорний хрестик · d2 чорний хрестик · f2 чорний хрестик · a1 чорний хрестик · d1 чорний хрестик · g1 чорний хрестик | d8 чорний хрестик · h8 чорний хрестик · a7 чорний хрестик · d7 чорний хрестик · g7 чорний хрестик · b6 чорний хрестик · d6 чорний хрестик · f6 чорний хрестик · c5 чорний хрестик · d5 чорний хрестик · e5 чорний хрестик · a4 чорний хрестик · b4 чорний хрестик · c4 чорний хрестик · d4 білий ферзь · e4 чорний хрестик · f4 чорний хрестик · g4 чорний хрестик · h4 чорний хрестик · c3 чорний хрестик · d3 чорний хрестик · e3 чорний хрестик · b2 чорний хрестик · d2 чорний хрестик · f2 чорний хрестик · a1 чорний хрестик · d1 чорний хрестик · g1 чорний хрестик | d8 чорний хрестик · h8 чорний хрестик · a7 чорний хрестик · d7 чорний хрестик · g7 чорний хрестик · b6 чорний хрестик · d6 чорний хрестик · f6 чорний хрестик · c5 чорний хрестик · d5 чорний хрестик · e5 чорний хрестик · a4 чорний хрестик · b4 чорний хрестик · c4 чорний хрестик · d4 білий ферзь · e4 чорний хрестик · f4 чорний хрестик · g4 чорний хрестик · h4 чорний хрестик · c3 чорний хрестик · d3 чорний хрестик · e3 чорний хрестик · b2 чорний хрестик · d2 чорний хрестик · f2 чорний хрестик · a1 чорний хрестик · d1 чорний хрестик · g1 чорний хрестик | d8 чорний хрестик · h8 чорний хрестик · a7 чорний хрестик · d7 чорний хрестик · g7 чорний хрестик · b6 чорний хрестик · d6 чорний хрестик · f6 чорний хрестик · c5 чорний хрестик · d5 чорний хрестик · e5 чорний хрестик · a4 чорний хрестик · b4 чорний хрестик · c4 чорний хрестик · d4 білий ферзь · e4 чорний хрестик · f4 чорний хрестик · g4 чорний хрестик · h4 чорний хрестик · c3 чорний хрестик · d3 чорний хрестик · e3 чорний хрестик · b2 чорний хрестик · d2 чорний хрестик · f2 чорний хрестик · a1 чорний хрестик · d1 чорний хрестик · g1 чорний хрестик | d8 чорний хрестик · h8 чорний хрестик · a7 чорний хрестик · d7 чорний хрестик · g7 чорний хрестик · b6 чорний хрестик · d6 чорний хрестик · f6 чорний хрестик · c5 чорний хрестик · d5 чорний хрестик · e5 чорний хрестик · a4 чорний хрестик · b4 чорний хрестик · c4 чорний хрестик · d4 білий ферзь · e4 чорний хрестик · f4 чорний хрестик · g4 чорний хрестик · h4 чорний хрестик · c3 чорний хрестик · d3 чорний хрестик · e3 чорний хрестик · b2 чорний хрестик · d2 чорний хрестик · f2 чорний хрестик · a1 чорний хрестик · d1 чорний хрестик · g1 чорний хрестик | d8 чорний хрестик · h8 чорний хрестик · a7 чорний хрестик · d7 чорний хрестик · g7 чорний хрестик · b6 чорний хрестик · d6 чорний хрестик · f6 чорний хрестик · c5 чорний хрестик · d5 чорний хрестик · e5 чорний хрестик · a4 чорний хрестик · b4 чорний хрестик · c4 чорний хрестик · d4 білий ферзь · e4 чорний хрестик · f4 чорний хрестик · g4 чорний хрестик · h4 чорний хрестик · c3 чорний хрестик · d3 чорний хрестик · e3 чорний хрестик · b2 чорний хрестик · d2 чорний хрестик · f2 чорний хрестик · a1 чорний хрестик · d1 чорний хрестик · g1 чорний хрестик | d8 чорний хрестик · h8 чорний хрестик · a7 чорний хрестик · d7 чорний хрестик · g7 чорний хрестик · b6 чорний хрестик · d6 чорний хрестик · f6 чорний хрестик · c5 чорний хрестик · d5 чорний хрестик · e5 чорний хрестик · a4 чорний хрестик · b4 чорний хрестик · c4 чорний хрестик · d4 білий ферзь · e4 чорний хрестик · f4 чорний хрестик · g4 чорний хрестик · h4 чорний хрестик · c3 чорний хрестик · d3 чорний хрестик · e3 чорний хрестик · b2 чорний хрестик · d2 чорний хрестик · f2 чорний хрестик · a1 чорний хрестик · d1 чорний хрестик · g1 чорний хрестик | 6 |
| 5 | d8 чорний хрестик · h8 чорний хрестик · a7 чорний хрестик · d7 чорний хрестик · g7 чорний хрестик · b6 чорний хрестик · d6 чорний хрестик · f6 чорний хрестик · c5 чорний хрестик · d5 чорний хрестик · e5 чорний хрестик · a4 чорний хрестик · b4 чорний хрестик · c4 чорний хрестик · d4 білий ферзь · e4 чорний хрестик · f4 чорний хрестик · g4 чорний хрестик · h4 чорний хрестик · c3 чорний хрестик · d3 чорний хрестик · e3 чорний хрестик · b2 чорний хрестик · d2 чорний хрестик · f2 чорний хрестик · a1 чорний хрестик · d1 чорний хрестик · g1 чорний хрестик | d8 чорний хрестик · h8 чорний хрестик · a7 чорний хрестик · d7 чорний хрестик · g7 чорний хрестик · b6 чорний хрестик · d6 чорний хрестик · f6 чорний хрестик · c5 чорний хрестик · d5 чорний хрестик · e5 чорний хрестик · a4 чорний хрестик · b4 чорний хрестик · c4 чорний хрестик · d4 білий ферзь · e4 чорний хрестик · f4 чорний хрестик · g4 чорний хрестик · h4 чорний хрестик · c3 чорний хрестик · d3 чорний хрестик · e3 чорний хрестик · b2 чорний хрестик · d2 чорний хрестик · f2 чорний хрестик · a1 чорний хрестик · d1 чорний хрестик · g1 чорний хрестик | d8 чорний хрестик · h8 чорний хрестик · a7 чорний хрестик · d7 чорний хрестик · g7 чорний хрестик · b6 чорний хрестик · d6 чорний хрестик · f6 чорний хрестик · c5 чорний хрестик · d5 чорний хрестик · e5 чорний хрестик · a4 чорний хрестик · b4 чорний хрестик · c4 чорний хрестик · d4 білий ферзь · e4 чорний хрестик · f4 чорний хрестик · g4 чорний хрестик · h4 чорний хрестик · c3 чорний хрестик · d3 чорний хрестик · e3 чорний хрестик · b2 чорний хрестик · d2 чорний хрестик · f2 чорний хрестик · a1 чорний хрестик · d1 чорний хрестик · g1 чорний хрестик | d8 чорний хрестик · h8 чорний хрестик · a7 чорний хрестик · d7 чорний хрестик · g7 чорний хрестик · b6 чорний хрестик · d6 чорний хрестик · f6 чорний хрестик · c5 чорний хрестик · d5 чорний хрестик · e5 чорний хрестик · a4 чорний хрестик · b4 чорний хрестик · c4 чорний хрестик · d4 білий ферзь · e4 чорний хрестик · f4 чорний хрестик · g4 чорний хрестик · h4 чорний хрестик · c3 чорний хрестик · d3 чорний хрестик · e3 чорний хрестик · b2 чорний хрестик · d2 чорний хрестик · f2 чорний хрестик · a1 чорний хрестик · d1 чорний хрестик · g1 чорний хрестик | d8 чорний хрестик · h8 чорний хрестик · a7 чорний хрестик · d7 чорний хрестик · g7 чорний хрестик · b6 чорний хрестик · d6 чорний хрестик · f6 чорний хрестик · c5 чорний хрестик · d5 чорний хрестик · e5 чорний хрестик · a4 чорний хрестик · b4 чорний хрестик · c4 чорний хрестик · d4 білий ферзь · e4 чорний хрестик · f4 чорний хрестик · g4 чорний хрестик · h4 чорний хрестик · c3 чорний хрестик · d3 чорний хрестик · e3 чорний хрестик · b2 чорний хрестик · d2 чорний хрестик · f2 чорний хрестик · a1 чорний хрестик · d1 чорний хрестик · g1 чорний хрестик | d8 чорний хрестик · h8 чорний хрестик · a7 чорний хрестик · d7 чорний хрестик · g7 чорний хрестик · b6 чорний хрестик · d6 чорний хрестик · f6 чорний хрестик · c5 чорний хрестик · d5 чорний хрестик · e5 чорний хрестик · a4 чорний хрестик · b4 чорний хрестик · c4 чорний хрестик · d4 білий ферзь · e4 чорний хрестик · f4 чорний хрестик · g4 чорний хрестик · h4 чорний хрестик · c3 чорний хрестик · d3 чорний хрестик · e3 чорний хрестик · b2 чорний хрестик · d2 чорний хрестик · f2 чорний хрестик · a1 чорний хрестик · d1 чорний хрестик · g1 чорний хрестик | d8 чорний хрестик · h8 чорний хрестик · a7 чорний хрестик · d7 чорний хрестик · g7 чорний хрестик · b6 чорний хрестик · d6 чорний хрестик · f6 чорний хрестик · c5 чорний хрестик · d5 чорний хрестик · e5 чорний хрестик · a4 чорний хрестик · b4 чорний хрестик · c4 чорний хрестик · d4 білий ферзь · e4 чорний хрестик · f4 чорний хрестик · g4 чорний хрестик · h4 чорний хрестик · c3 чорний хрестик · d3 чорний хрестик · e3 чорний хрестик · b2 чорний хрестик · d2 чорний хрестик · f2 чорний хрестик · a1 чорний хрестик · d1 чорний хрестик · g1 чорний хрестик | d8 чорний хрестик · h8 чорний хрестик · a7 чорний хрестик · d7 чорний хрестик · g7 чорний хрестик · b6 чорний хрестик · d6 чорний хрестик · f6 чорний хрестик · c5 чорний хрестик · d5 чорний хрестик · e5 чорний хрестик · a4 чорний хрестик · b4 чорний хрестик · c4 чорний хрестик · d4 білий ферзь · e4 чорний хрестик · f4 чорний хрестик · g4 чорний хрестик · h4 чорний хрестик · c3 чорний хрестик · d3 чорний хрестик · e3 чорний хрестик · b2 чорний хрестик · d2 чорний хрестик · f2 чорний хрестик · a1 чорний хрестик · d1 чорний хрестик · g1 чорний хрестик | 5 |
| 4 | d8 чорний хрестик · h8 чорний хрестик · a7 чорний хрестик · d7 чорний хрестик · g7 чорний хрестик · b6 чорний хрестик · d6 чорний хрестик · f6 чорний хрестик · c5 чорний хрестик · d5 чорний хрестик · e5 чорний хрестик · a4 чорний хрестик · b4 чорний хрестик · c4 чорний хрестик · d4 білий ферзь · e4 чорний хрестик · f4 чорний хрестик · g4 чорний хрестик · h4 чорний хрестик · c3 чорний хрестик · d3 чорний хрестик · e3 чорний хрестик · b2 чорний хрестик · d2 чорний хрестик · f2 чорний хрестик · a1 чорний хрестик · d1 чорний хрестик · g1 чорний хрестик | d8 чорний хрестик · h8 чорний хрестик · a7 чорний хрестик · d7 чорний хрестик · g7 чорний хрестик · b6 чорний хрестик · d6 чорний хрестик · f6 чорний хрестик · c5 чорний хрестик · d5 чорний хрестик · e5 чорний хрестик · a4 чорний хрестик · b4 чорний хрестик · c4 чорний хрестик · d4 білий ферзь · e4 чорний хрестик · f4 чорний хрестик · g4 чорний хрестик · h4 чорний хрестик · c3 чорний хрестик · d3 чорний хрестик · e3 чорний хрестик · b2 чорний хрестик · d2 чорний хрестик · f2 чорний хрестик · a1 чорний хрестик · d1 чорний хрестик · g1 чорний хрестик | d8 чорний хрестик · h8 чорний хрестик · a7 чорний хрестик · d7 чорний хрестик · g7 чорний хрестик · b6 чорний хрестик · d6 чорний хрестик · f6 чорний хрестик · c5 чорний хрестик · d5 чорний хрестик · e5 чорний хрестик · a4 чорний хрестик · b4 чорний хрестик · c4 чорний хрестик · d4 білий ферзь · e4 чорний хрестик · f4 чорний хрестик · g4 чорний хрестик · h4 чорний хрестик · c3 чорний хрестик · d3 чорний хрестик · e3 чорний хрестик · b2 чорний хрестик · d2 чорний хрестик · f2 чорний хрестик · a1 чорний хрестик · d1 чорний хрестик · g1 чорний хрестик | d8 чорний хрестик · h8 чорний хрестик · a7 чорний хрестик · d7 чорний хрестик · g7 чорний хрестик · b6 чорний хрестик · d6 чорний хрестик · f6 чорний хрестик · c5 чорний хрестик · d5 чорний хрестик · e5 чорний хрестик · a4 чорний хрестик · b4 чорний хрестик · c4 чорний хрестик · d4 білий ферзь · e4 чорний хрестик · f4 чорний хрестик · g4 чорний хрестик · h4 чорний хрестик · c3 чорний хрестик · d3 чорний хрестик · e3 чорний хрестик · b2 чорний хрестик · d2 чорний хрестик · f2 чорний хрестик · a1 чорний хрестик · d1 чорний хрестик · g1 чорний хрестик | d8 чорний хрестик · h8 чорний хрестик · a7 чорний хрестик · d7 чорний хрестик · g7 чорний хрестик · b6 чорний хрестик · d6 чорний хрестик · f6 чорний хрестик · c5 чорний хрестик · d5 чорний хрестик · e5 чорний хрестик · a4 чорний хрестик · b4 чорний хрестик · c4 чорний хрестик · d4 білий ферзь · e4 чорний хрестик · f4 чорний хрестик · g4 чорний хрестик · h4 чорний хрестик · c3 чорний хрестик · d3 чорний хрестик · e3 чорний хрестик · b2 чорний хрестик · d2 чорний хрестик · f2 чорний хрестик · a1 чорний хрестик · d1 чорний хрестик · g1 чорний хрестик | d8 чорний хрестик · h8 чорний хрестик · a7 чорний хрестик · d7 чорний хрестик · g7 чорний хрестик · b6 чорний хрестик · d6 чорний хрестик · f6 чорний хрестик · c5 чорний хрестик · d5 чорний хрестик · e5 чорний хрестик · a4 чорний хрестик · b4 чорний хрестик · c4 чорний хрестик · d4 білий ферзь · e4 чорний хрестик · f4 чорний хрестик · g4 чорний хрестик · h4 чорний хрестик · c3 чорний хрестик · d3 чорний хрестик · e3 чорний хрестик · b2 чорний хрестик · d2 чорний хрестик · f2 чорний хрестик · a1 чорний хрестик · d1 чорний хрестик · g1 чорний хрестик | d8 чорний хрестик · h8 чорний хрестик · a7 чорний хрестик · d7 чорний хрестик · g7 чорний хрестик · b6 чорний хрестик · d6 чорний хрестик · f6 чорний хрестик · c5 чорний хрестик · d5 чорний хрестик · e5 чорний хрестик · a4 чорний хрестик · b4 чорний хрестик · c4 чорний хрестик · d4 білий ферзь · e4 чорний хрестик · f4 чорний хрестик · g4 чорний хрестик · h4 чорний хрестик · c3 чорний хрестик · d3 чорний хрестик · e3 чорний хрестик · b2 чорний хрестик · d2 чорний хрестик · f2 чорний хрестик · a1 чорний хрестик · d1 чорний хрестик · g1 чорний хрестик | d8 чорний хрестик · h8 чорний хрестик · a7 чорний хрестик · d7 чорний хрестик · g7 чорний хрестик · b6 чорний хрестик · d6 чорний хрестик · f6 чорний хрестик · c5 чорний хрестик · d5 чорний хрестик · e5 чорний хрестик · a4 чорний хрестик · b4 чорний хрестик · c4 чорний хрестик · d4 білий ферзь · e4 чорний хрестик · f4 чорний хрестик · g4 чорний хрестик · h4 чорний хрестик · c3 чорний хрестик · d3 чорний хрестик · e3 чорний хрестик · b2 чорний хрестик · d2 чорний хрестик · f2 чорний хрестик · a1 чорний хрестик · d1 чорний хрестик · g1 чорний хрестик | 4 |
| 3 | d8 чорний хрестик · h8 чорний хрестик · a7 чорний хрестик · d7 чорний хрестик · g7 чорний хрестик · b6 чорний хрестик · d6 чорний хрестик · f6 чорний хрестик · c5 чорний хрестик · d5 чорний хрестик · e5 чорний хрестик · a4 чорний хрестик · b4 чорний хрестик · c4 чорний хрестик · d4 білий ферзь · e4 чорний хрестик · f4 чорний хрестик · g4 чорний хрестик · h4 чорний хрестик · c3 чорний хрестик · d3 чорний хрестик · e3 чорний хрестик · b2 чорний хрестик · d2 чорний хрестик · f2 чорний хрестик · a1 чорний хрестик · d1 чорний хрестик · g1 чорний хрестик | d8 чорний хрестик · h8 чорний хрестик · a7 чорний хрестик · d7 чорний хрестик · g7 чорний хрестик · b6 чорний хрестик · d6 чорний хрестик · f6 чорний хрестик · c5 чорний хрестик · d5 чорний хрестик · e5 чорний хрестик · a4 чорний хрестик · b4 чорний хрестик · c4 чорний хрестик · d4 білий ферзь · e4 чорний хрестик · f4 чорний хрестик · g4 чорний хрестик · h4 чорний хрестик · c3 чорний хрестик · d3 чорний хрестик · e3 чорний хрестик · b2 чорний хрестик · d2 чорний хрестик · f2 чорний хрестик · a1 чорний хрестик · d1 чорний хрестик · g1 чорний хрестик | d8 чорний хрестик · h8 чорний хрестик · a7 чорний хрестик · d7 чорний хрестик · g7 чорний хрестик · b6 чорний хрестик · d6 чорний хрестик · f6 чорний хрестик · c5 чорний хрестик · d5 чорний хрестик · e5 чорний хрестик · a4 чорний хрестик · b4 чорний хрестик · c4 чорний хрестик · d4 білий ферзь · e4 чорний хрестик · f4 чорний хрестик · g4 чорний хрестик · h4 чорний хрестик · c3 чорний хрестик · d3 чорний хрестик · e3 чорний хрестик · b2 чорний хрестик · d2 чорний хрестик · f2 чорний хрестик · a1 чорний хрестик · d1 чорний хрестик · g1 чорний хрестик | d8 чорний хрестик · h8 чорний хрестик · a7 чорний хрестик · d7 чорний хрестик · g7 чорний хрестик · b6 чорний хрестик · d6 чорний хрестик · f6 чорний хрестик · c5 чорний хрестик · d5 чорний хрестик · e5 чорний хрестик · a4 чорний хрестик · b4 чорний хрестик · c4 чорний хрестик · d4 білий ферзь · e4 чорний хрестик · f4 чорний хрестик · g4 чорний хрестик · h4 чорний хрестик · c3 чорний хрестик · d3 чорний хрестик · e3 чорний хрестик · b2 чорний хрестик · d2 чорний хрестик · f2 чорний хрестик · a1 чорний хрестик · d1 чорний хрестик · g1 чорний хрестик | d8 чорний хрестик · h8 чорний хрестик · a7 чорний хрестик · d7 чорний хрестик · g7 чорний хрестик · b6 чорний хрестик · d6 чорний хрестик · f6 чорний хрестик · c5 чорний хрестик · d5 чорний хрестик · e5 чорний хрестик · a4 чорний хрестик · b4 чорний хрестик · c4 чорний хрестик · d4 білий ферзь · e4 чорний хрестик · f4 чорний хрестик · g4 чорний хрестик · h4 чорний хрестик · c3 чорний хрестик · d3 чорний хрестик · e3 чорний хрестик · b2 чорний хрестик · d2 чорний хрестик · f2 чорний хрестик · a1 чорний хрестик · d1 чорний хрестик · g1 чорний хрестик | d8 чорний хрестик · h8 чорний хрестик · a7 чорний хрестик · d7 чорний хрестик · g7 чорний хрестик · b6 чорний хрестик · d6 чорний хрестик · f6 чорний хрестик · c5 чорний хрестик · d5 чорний хрестик · e5 чорний хрестик · a4 чорний хрестик · b4 чорний хрестик · c4 чорний хрестик · d4 білий ферзь · e4 чорний хрестик · f4 чорний хрестик · g4 чорний хрестик · h4 чорний хрестик · c3 чорний хрестик · d3 чорний хрестик · e3 чорний хрестик · b2 чорний хрестик · d2 чорний хрестик · f2 чорний хрестик · a1 чорний хрестик · d1 чорний хрестик · g1 чорний хрестик | d8 чорний хрестик · h8 чорний хрестик · a7 чорний хрестик · d7 чорний хрестик · g7 чорний хрестик · b6 чорний хрестик · d6 чорний хрестик · f6 чорний хрестик · c5 чорний хрестик · d5 чорний хрестик · e5 чорний хрестик · a4 чорний хрестик · b4 чорний хрестик · c4 чорний хрестик · d4 білий ферзь · e4 чорний хрестик · f4 чорний хрестик · g4 чорний хрестик · h4 чорний хрестик · c3 чорний хрестик · d3 чорний хрестик · e3 чорний хрестик · b2 чорний хрестик · d2 чорний хрестик · f2 чорний хрестик · a1 чорний хрестик · d1 чорний хрестик · g1 чорний хрестик | d8 чорний хрестик · h8 чорний хрестик · a7 чорний хрестик · d7 чорний хрестик · g7 чорний хрестик · b6 чорний хрестик · d6 чорний хрестик · f6 чорний хрестик · c5 чорний хрестик · d5 чорний хрестик · e5 чорний хрестик · a4 чорний хрестик · b4 чорний хрестик · c4 чорний хрестик · d4 білий ферзь · e4 чорний хрестик · f4 чорний хрестик · g4 чорний хрестик · h4 чорний хрестик · c3 чорний хрестик · d3 чорний хрестик · e3 чорний хрестик · b2 чорний хрестик · d2 чорний хрестик · f2 чорний хрестик · a1 чорний хрестик · d1 чорний хрестик · g1 чорний хрестик | 3 |
| 2 | d8 чорний хрестик · h8 чорний хрестик · a7 чорний хрестик · d7 чорний хрестик · g7 чорний хрестик · b6 чорний хрестик · d6 чорний хрестик · f6 чорний хрестик · c5 чорний хрестик · d5 чорний хрестик · e5 чорний хрестик · a4 чорний хрестик · b4 чорний хрестик · c4 чорний хрестик · d4 білий ферзь · e4 чорний хрестик · f4 чорний хрестик · g4 чорний хрестик · h4 чорний хрестик · c3 чорний хрестик · d3 чорний хрестик · e3 чорний хрестик · b2 чорний хрестик · d2 чорний хрестик · f2 чорний хрестик · a1 чорний хрестик · d1 чорний хрестик · g1 чорний хрестик | d8 чорний хрестик · h8 чорний хрестик · a7 чорний хрестик · d7 чорний хрестик · g7 чорний хрестик · b6 чорний хрестик · d6 чорний хрестик · f6 чорний хрестик · c5 чорний хрестик · d5 чорний хрестик · e5 чорний хрестик · a4 чорний хрестик · b4 чорний хрестик · c4 чорний хрестик · d4 білий ферзь · e4 чорний хрестик · f4 чорний хрестик · g4 чорний хрестик · h4 чорний хрестик · c3 чорний хрестик · d3 чорний хрестик · e3 чорний хрестик · b2 чорний хрестик · d2 чорний хрестик · f2 чорний хрестик · a1 чорний хрестик · d1 чорний хрестик · g1 чорний хрестик | d8 чорний хрестик · h8 чорний хрестик · a7 чорний хрестик · d7 чорний хрестик · g7 чорний хрестик · b6 чорний хрестик · d6 чорний хрестик · f6 чорний хрестик · c5 чорний хрестик · d5 чорний хрестик · e5 чорний хрестик · a4 чорний хрестик · b4 чорний хрестик · c4 чорний хрестик · d4 білий ферзь · e4 чорний хрестик · f4 чорний хрестик · g4 чорний хрестик · h4 чорний хрестик · c3 чорний хрестик · d3 чорний хрестик · e3 чорний хрестик · b2 чорний хрестик · d2 чорний хрестик · f2 чорний хрестик · a1 чорний хрестик · d1 чорний хрестик · g1 чорний хрестик | d8 чорний хрестик · h8 чорний хрестик · a7 чорний хрестик · d7 чорний хрестик · g7 чорний хрестик · b6 чорний хрестик · d6 чорний хрестик · f6 чорний хрестик · c5 чорний хрестик · d5 чорний хрестик · e5 чорний хрестик · a4 чорний хрестик · b4 чорний хрестик · c4 чорний хрестик · d4 білий ферзь · e4 чорний хрестик · f4 чорний хрестик · g4 чорний хрестик · h4 чорний хрестик · c3 чорний хрестик · d3 чорний хрестик · e3 чорний хрестик · b2 чорний хрестик · d2 чорний хрестик · f2 чорний хрестик · a1 чорний хрестик · d1 чорний хрестик · g1 чорний хрестик | d8 чорний хрестик · h8 чорний хрестик · a7 чорний хрестик · d7 чорний хрестик · g7 чорний хрестик · b6 чорний хрестик · d6 чорний хрестик · f6 чорний хрестик · c5 чорний хрестик · d5 чорний хрестик · e5 чорний хрестик · a4 чорний хрестик · b4 чорний хрестик · c4 чорний хрестик · d4 білий ферзь · e4 чорний хрестик · f4 чорний хрестик · g4 чорний хрестик · h4 чорний хрестик · c3 чорний хрестик · d3 чорний хрестик · e3 чорний хрестик · b2 чорний хрестик · d2 чорний хрестик · f2 чорний хрестик · a1 чорний хрестик · d1 чорний хрестик · g1 чорний хрестик | d8 чорний хрестик · h8 чорний хрестик · a7 чорний хрестик · d7 чорний хрестик · g7 чорний хрестик · b6 чорний хрестик · d6 чорний хрестик · f6 чорний хрестик · c5 чорний хрестик · d5 чорний хрестик · e5 чорний хрестик · a4 чорний хрестик · b4 чорний хрестик · c4 чорний хрестик · d4 білий ферзь · e4 чорний хрестик · f4 чорний хрестик · g4 чорний хрестик · h4 чорний хрестик · c3 чорний хрестик · d3 чорний хрестик · e3 чорний хрестик · b2 чорний хрестик · d2 чорний хрестик · f2 чорний хрестик · a1 чорний хрестик · d1 чорний хрестик · g1 чорний хрестик | d8 чорний хрестик · h8 чорний хрестик · a7 чорний хрестик · d7 чорний хрестик · g7 чорний хрестик · b6 чорний хрестик · d6 чорний хрестик · f6 чорний хрестик · c5 чорний хрестик · d5 чорний хрестик · e5 чорний хрестик · a4 чорний хрестик · b4 чорний хрестик · c4 чорний хрестик · d4 білий ферзь · e4 чорний хрестик · f4 чорний хрестик · g4 чорний хрестик · h4 чорний хрестик · c3 чорний хрестик · d3 чорний хрестик · e3 чорний хрестик · b2 чорний хрестик · d2 чорний хрестик · f2 чорний хрестик · a1 чорний хрестик · d1 чорний хрестик · g1 чорний хрестик | d8 чорний хрестик · h8 чорний хрестик · a7 чорний хрестик · d7 чорний хрестик · g7 чорний хрестик · b6 чорний хрестик · d6 чорний хрестик · f6 чорний хрестик · c5 чорний хрестик · d5 чорний хрестик · e5 чорний хрестик · a4 чорний хрестик · b4 чорний хрестик · c4 чорний хрестик · d4 білий ферзь · e4 чорний хрестик · f4 чорний хрестик · g4 чорний хрестик · h4 чорний хрестик · c3 чорний хрестик · d3 чорний хрестик · e3 чорний хрестик · b2 чорний хрестик · d2 чорний хрестик · f2 чорний хрестик · a1 чорний хрестик · d1 чорний хрестик · g1 чорний хрестик | 2 |
| 1 | d8 чорний хрестик · h8 чорний хрестик · a7 чорний хрестик · d7 чорний хрестик · g7 чорний хрестик · b6 чорний хрестик · d6 чорний хрестик · f6 чорний хрестик · c5 чорний хрестик · d5 чорний хрестик · e5 чорний хрестик · a4 чорний хрестик · b4 чорний хрестик · c4 чорний хрестик · d4 білий ферзь · e4 чорний хрестик · f4 чорний хрестик · g4 чорний хрестик · h4 чорний хрестик · c3 чорний хрестик · d3 чорний хрестик · e3 чорний хрестик · b2 чорний хрестик · d2 чорний хрестик · f2 чорний хрестик · a1 чорний хрестик · d1 чорний хрестик · g1 чорний хрестик | d8 чорний хрестик · h8 чорний хрестик · a7 чорний хрестик · d7 чорний хрестик · g7 чорний хрестик · b6 чорний хрестик · d6 чорний хрестик · f6 чорний хрестик · c5 чорний хрестик · d5 чорний хрестик · e5 чорний хрестик · a4 чорний хрестик · b4 чорний хрестик · c4 чорний хрестик · d4 білий ферзь · e4 чорний хрестик · f4 чорний хрестик · g4 чорний хрестик · h4 чорний хрестик · c3 чорний хрестик · d3 чорний хрестик · e3 чорний хрестик · b2 чорний хрестик · d2 чорний хрестик · f2 чорний хрестик · a1 чорний хрестик · d1 чорний хрестик · g1 чорний хрестик | d8 чорний хрестик · h8 чорний хрестик · a7 чорний хрестик · d7 чорний хрестик · g7 чорний хрестик · b6 чорний хрестик · d6 чорний хрестик · f6 чорний хрестик · c5 чорний хрестик · d5 чорний хрестик · e5 чорний хрестик · a4 чорний хрестик · b4 чорний хрестик · c4 чорний хрестик · d4 білий ферзь · e4 чорний хрестик · f4 чорний хрестик · g4 чорний хрестик · h4 чорний хрестик · c3 чорний хрестик · d3 чорний хрестик · e3 чорний хрестик · b2 чорний хрестик · d2 чорний хрестик · f2 чорний хрестик · a1 чорний хрестик · d1 чорний хрестик · g1 чорний хрестик | d8 чорний хрестик · h8 чорний хрестик · a7 чорний хрестик · d7 чорний хрестик · g7 чорний хрестик · b6 чорний хрестик · d6 чорний хрестик · f6 чорний хрестик · c5 чорний хрестик · d5 чорний хрестик · e5 чорний хрестик · a4 чорний хрестик · b4 чорний хрестик · c4 чорний хрестик · d4 білий ферзь · e4 чорний хрестик · f4 чорний хрестик · g4 чорний хрестик · h4 чорний хрестик · c3 чорний хрестик · d3 чорний хрестик · e3 чорний хрестик · b2 чорний хрестик · d2 чорний хрестик · f2 чорний хрестик · a1 чорний хрестик · d1 чорний хрестик · g1 чорний хрестик | d8 чорний хрестик · h8 чорний хрестик · a7 чорний хрестик · d7 чорний хрестик · g7 чорний хрестик · b6 чорний хрестик · d6 чорний хрестик · f6 чорний хрестик · c5 чорний хрестик · d5 чорний хрестик · e5 чорний хрестик · a4 чорний хрестик · b4 чорний хрестик · c4 чорний хрестик · d4 білий ферзь · e4 чорний хрестик · f4 чорний хрестик · g4 чорний хрестик · h4 чорний хрестик · c3 чорний хрестик · d3 чорний хрестик · e3 чорний хрестик · b2 чорний хрестик · d2 чорний хрестик · f2 чорний хрестик · a1 чорний хрестик · d1 чорний хрестик · g1 чорний хрестик | d8 чорний хрестик · h8 чорний хрестик · a7 чорний хрестик · d7 чорний хрестик · g7 чорний хрестик · b6 чорний хрестик · d6 чорний хрестик · f6 чорний хрестик · c5 чорний хрестик · d5 чорний хрестик · e5 чорний хрестик · a4 чорний хрестик · b4 чорний хрестик · c4 чорний хрестик · d4 білий ферзь · e4 чорний хрестик · f4 чорний хрестик · g4 чорний хрестик · h4 чорний хрестик · c3 чорний хрестик · d3 чорний хрестик · e3 чорний хрестик · b2 чорний хрестик · d2 чорний хрестик · f2 чорний хрестик · a1 чорний хрестик · d1 чорний хрестик · g1 чорний хрестик | d8 чорний хрестик · h8 чорний хрестик · a7 чорний хрестик · d7 чорний хрестик · g7 чорний хрестик · b6 чорний хрестик · d6 чорний хрестик · f6 чорний хрестик · c5 чорний хрестик · d5 чорний хрестик · e5 чорний хрестик · a4 чорний хрестик · b4 чорний хрестик · c4 чорний хрестик · d4 білий ферзь · e4 чорний хрестик · f4 чорний хрестик · g4 чорний хрестик · h4 чорний хрестик · c3 чорний хрестик · d3 чорний хрестик · e3 чорний хрестик · b2 чорний хрестик · d2 чорний хрестик · f2 чорний хрестик · a1 чорний хрестик · d1 чорний хрестик · g1 чорний хрестик | d8 чорний хрестик · h8 чорний хрестик · a7 чорний хрестик · d7 чорний хрестик · g7 чорний хрестик · b6 чорний хрестик · d6 чорний хрестик · f6 чорний хрестик · c5 чорний хрестик · d5 чорний хрестик · e5 чорний хрестик · a4 чорний хрестик · b4 чорний хрестик · c4 чорний хрестик · d4 білий ферзь · e4 чорний хрестик · f4 чорний хрестик · g4 чорний хрестик · h4 чорний хрестик · c3 чорний хрестик · d3 чорний хрестик · e3 чорний хрестик · b2 чорний хрестик · d2 чорний хрестик · f2 чорний хрестик · a1 чорний хрестик · d1 чорний хрестик · g1 чорний хрестик | 1 |
|   | a | b | c | d | e | f | g | h |   |

|   | a | b | c | d | e | f | g | h |   |
| 8 | c6 чорний хрестик · e6 чорний хрестик · b5 чорний хрестик · f5 чорний хрестик · d4 чорний кінь · b3 чорний хрестик · f3 чорний хрестик · c2 чорний хрестик · e2 чорний хрестик | c6 чорний хрестик · e6 чорний хрестик · b5 чорний хрестик · f5 чорний хрестик · d4 чорний кінь · b3 чорний хрестик · f3 чорний хрестик · c2 чорний хрестик · e2 чорний хрестик | c6 чорний хрестик · e6 чорний хрестик · b5 чорний хрестик · f5 чорний хрестик · d4 чорний кінь · b3 чорний хрестик · f3 чорний хрестик · c2 чорний хрестик · e2 чорний хрестик | c6 чорний хрестик · e6 чорний хрестик · b5 чорний хрестик · f5 чорний хрестик · d4 чорний кінь · b3 чорний хрестик · f3 чорний хрестик · c2 чорний хрестик · e2 чорний хрестик | c6 чорний хрестик · e6 чорний хрестик · b5 чорний хрестик · f5 чорний хрестик · d4 чорний кінь · b3 чорний хрестик · f3 чорний хрестик · c2 чорний хрестик · e2 чорний хрестик | c6 чорний хрестик · e6 чорний хрестик · b5 чорний хрестик · f5 чорний хрестик · d4 чорний кінь · b3 чорний хрестик · f3 чорний хрестик · c2 чорний хрестик · e2 чорний хрестик | c6 чорний хрестик · e6 чорний хрестик · b5 чорний хрестик · f5 чорний хрестик · d4 чорний кінь · b3 чорний хрестик · f3 чорний хрестик · c2 чорний хрестик · e2 чорний хрестик | c6 чорний хрестик · e6 чорний хрестик · b5 чорний хрестик · f5 чорний хрестик · d4 чорний кінь · b3 чорний хрестик · f3 чорний хрестик · c2 чорний хрестик · e2 чорний хрестик | 8 |
| 7 | c6 чорний хрестик · e6 чорний хрестик · b5 чорний хрестик · f5 чорний хрестик · d4 чорний кінь · b3 чорний хрестик · f3 чорний хрестик · c2 чорний хрестик · e2 чорний хрестик | c6 чорний хрестик · e6 чорний хрестик · b5 чорний хрестик · f5 чорний хрестик · d4 чорний кінь · b3 чорний хрестик · f3 чорний хрестик · c2 чорний хрестик · e2 чорний хрестик | c6 чорний хрестик · e6 чорний хрестик · b5 чорний хрестик · f5 чорний хрестик · d4 чорний кінь · b3 чорний хрестик · f3 чорний хрестик · c2 чорний хрестик · e2 чорний хрестик | c6 чорний хрестик · e6 чорний хрестик · b5 чорний хрестик · f5 чорний хрестик · d4 чорний кінь · b3 чорний хрестик · f3 чорний хрестик · c2 чорний хрестик · e2 чорний хрестик | c6 чорний хрестик · e6 чорний хрестик · b5 чорний хрестик · f5 чорний хрестик · d4 чорний кінь · b3 чорний хрестик · f3 чорний хрестик · c2 чорний хрестик · e2 чорний хрестик | c6 чорний хрестик · e6 чорний хрестик · b5 чорний хрестик · f5 чорний хрестик · d4 чорний кінь · b3 чорний хрестик · f3 чорний хрестик · c2 чорний хрестик · e2 чорний хрестик | c6 чорний хрестик · e6 чорний хрестик · b5 чорний хрестик · f5 чорний хрестик · d4 чорний кінь · b3 чорний хрестик · f3 чорний хрестик · c2 чорний хрестик · e2 чорний хрестик | c6 чорний хрестик · e6 чорний хрестик · b5 чорний хрестик · f5 чорний хрестик · d4 чорний кінь · b3 чорний хрестик · f3 чорний хрестик · c2 чорний хрестик · e2 чорний хрестик | 7 |
| 6 | c6 чорний хрестик · e6 чорний хрестик · b5 чорний хрестик · f5 чорний хрестик · d4 чорний кінь · b3 чорний хрестик · f3 чорний хрестик · c2 чорний хрестик · e2 чорний хрестик | c6 чорний хрестик · e6 чорний хрестик · b5 чорний хрестик · f5 чорний хрестик · d4 чорний кінь · b3 чорний хрестик · f3 чорний хрестик · c2 чорний хрестик · e2 чорний хрестик | c6 чорний хрестик · e6 чорний хрестик · b5 чорний хрестик · f5 чорний хрестик · d4 чорний кінь · b3 чорний хрестик · f3 чорний хрестик · c2 чорний хрестик · e2 чорний хрестик | c6 чорний хрестик · e6 чорний хрестик · b5 чорний хрестик · f5 чорний хрестик · d4 чорний кінь · b3 чорний хрестик · f3 чорний хрестик · c2 чорний хрестик · e2 чорний хрестик | c6 чорний хрестик · e6 чорний хрестик · b5 чорний хрестик · f5 чорний хрестик · d4 чорний кінь · b3 чорний хрестик · f3 чорний хрестик · c2 чорний хрестик · e2 чорний хрестик | c6 чорний хрестик · e6 чорний хрестик · b5 чорний хрестик · f5 чорний хрестик · d4 чорний кінь · b3 чорний хрестик · f3 чорний хрестик · c2 чорний хрестик · e2 чорний хрестик | c6 чорний хрестик · e6 чорний хрестик · b5 чорний хрестик · f5 чорний хрестик · d4 чорний кінь · b3 чорний хрестик · f3 чорний хрестик · c2 чорний хрестик · e2 чорний хрестик | c6 чорний хрестик · e6 чорний хрестик · b5 чорний хрестик · f5 чорний хрестик · d4 чорний кінь · b3 чорний хрестик · f3 чорний хрестик · c2 чорний хрестик · e2 чорний хрестик | 6 |
| 5 | c6 чорний хрестик · e6 чорний хрестик · b5 чорний хрестик · f5 чорний хрестик · d4 чорний кінь · b3 чорний хрестик · f3 чорний хрестик · c2 чорний хрестик · e2 чорний хрестик | c6 чорний хрестик · e6 чорний хрестик · b5 чорний хрестик · f5 чорний хрестик · d4 чорний кінь · b3 чорний хрестик · f3 чорний хрестик · c2 чорний хрестик · e2 чорний хрестик | c6 чорний хрестик · e6 чорний хрестик · b5 чорний хрестик · f5 чорний хрестик · d4 чорний кінь · b3 чорний хрестик · f3 чорний хрестик · c2 чорний хрестик · e2 чорний хрестик | c6 чорний хрестик · e6 чорний хрестик · b5 чорний хрестик · f5 чорний хрестик · d4 чорний кінь · b3 чорний хрестик · f3 чорний хрестик · c2 чорний хрестик · e2 чорний хрестик | c6 чорний хрестик · e6 чорний хрестик · b5 чорний хрестик · f5 чорний хрестик · d4 чорний кінь · b3 чорний хрестик · f3 чорний хрестик · c2 чорний хрестик · e2 чорний хрестик | c6 чорний хрестик · e6 чорний хрестик · b5 чорний хрестик · f5 чорний хрестик · d4 чорний кінь · b3 чорний хрестик · f3 чорний хрестик · c2 чорний хрестик · e2 чорний хрестик | c6 чорний хрестик · e6 чорний хрестик · b5 чорний хрестик · f5 чорний хрестик · d4 чорний кінь · b3 чорний хрестик · f3 чорний хрестик · c2 чорний хрестик · e2 чорний хрестик | c6 чорний хрестик · e6 чорний хрестик · b5 чорний хрестик · f5 чорний хрестик · d4 чорний кінь · b3 чорний хрестик · f3 чорний хрестик · c2 чорний хрестик · e2 чорний хрестик | 5 |
| 4 | c6 чорний хрестик · e6 чорний хрестик · b5 чорний хрестик · f5 чорний хрестик · d4 чорний кінь · b3 чорний хрестик · f3 чорний хрестик · c2 чорний хрестик · e2 чорний хрестик | c6 чорний хрестик · e6 чорний хрестик · b5 чорний хрестик · f5 чорний хрестик · d4 чорний кінь · b3 чорний хрестик · f3 чорний хрестик · c2 чорний хрестик · e2 чорний хрестик | c6 чорний хрестик · e6 чорний хрестик · b5 чорний хрестик · f5 чорний хрестик · d4 чорний кінь · b3 чорний хрестик · f3 чорний хрестик · c2 чорний хрестик · e2 чорний хрестик | c6 чорний хрестик · e6 чорний хрестик · b5 чорний хрестик · f5 чорний хрестик · d4 чорний кінь · b3 чорний хрестик · f3 чорний хрестик · c2 чорний хрестик · e2 чорний хрестик | c6 чорний хрестик · e6 чорний хрестик · b5 чорний хрестик · f5 чорний хрестик · d4 чорний кінь · b3 чорний хрестик · f3 чорний хрестик · c2 чорний хрестик · e2 чорний хрестик | c6 чорний хрестик · e6 чорний хрестик · b5 чорний хрестик · f5 чорний хрестик · d4 чорний кінь · b3 чорний хрестик · f3 чорний хрестик · c2 чорний хрестик · e2 чорний хрестик | c6 чорний хрестик · e6 чорний хрестик · b5 чорний хрестик · f5 чорний хрестик · d4 чорний кінь · b3 чорний хрестик · f3 чорний хрестик · c2 чорний хрестик · e2 чорний хрестик | c6 чорний хрестик · e6 чорний хрестик · b5 чорний хрестик · f5 чорний хрестик · d4 чорний кінь · b3 чорний хрестик · f3 чорний хрестик · c2 чорний хрестик · e2 чорний хрестик | 4 |
| 3 | c6 чорний хрестик · e6 чорний хрестик · b5 чорний хрестик · f5 чорний хрестик · d4 чорний кінь · b3 чорний хрестик · f3 чорний хрестик · c2 чорний хрестик · e2 чорний хрестик | c6 чорний хрестик · e6 чорний хрестик · b5 чорний хрестик · f5 чорний хрестик · d4 чорний кінь · b3 чорний хрестик · f3 чорний хрестик · c2 чорний хрестик · e2 чорний хрестик | c6 чорний хрестик · e6 чорний хрестик · b5 чорний хрестик · f5 чорний хрестик · d4 чорний кінь · b3 чорний хрестик · f3 чорний хрестик · c2 чорний хрестик · e2 чорний хрестик | c6 чорний хрестик · e6 чорний хрестик · b5 чорний хрестик · f5 чорний хрестик · d4 чорний кінь · b3 чорний хрестик · f3 чорний хрестик · c2 чорний хрестик · e2 чорний хрестик | c6 чорний хрестик · e6 чорний хрестик · b5 чорний хрестик · f5 чорний хрестик · d4 чорний кінь · b3 чорний хрестик · f3 чорний хрестик · c2 чорний хрестик · e2 чорний хрестик | c6 чорний хрестик · e6 чорний хрестик · b5 чорний хрестик · f5 чорний хрестик · d4 чорний кінь · b3 чорний хрестик · f3 чорний хрестик · c2 чорний хрестик · e2 чорний хрестик | c6 чорний хрестик · e6 чорний хрестик · b5 чорний хрестик · f5 чорний хрестик · d4 чорний кінь · b3 чорний хрестик · f3 чорний хрестик · c2 чорний хрестик · e2 чорний хрестик | c6 чорний хрестик · e6 чорний хрестик · b5 чорний хрестик · f5 чорний хрестик · d4 чорний кінь · b3 чорний хрестик · f3 чорний хрестик · c2 чорний хрестик · e2 чорний хрестик | 3 |
| 2 | c6 чорний хрестик · e6 чорний хрестик · b5 чорний хрестик · f5 чорний хрестик · d4 чорний кінь · b3 чорний хрестик · f3 чорний хрестик · c2 чорний хрестик · e2 чорний хрестик | c6 чорний хрестик · e6 чорний хрестик · b5 чорний хрестик · f5 чорний хрестик · d4 чорний кінь · b3 чорний хрестик · f3 чорний хрестик · c2 чорний хрестик · e2 чорний хрестик | c6 чорний хрестик · e6 чорний хрестик · b5 чорний хрестик · f5 чорний хрестик · d4 чорний кінь · b3 чорний хрестик · f3 чорний хрестик · c2 чорний хрестик · e2 чорний хрестик | c6 чорний хрестик · e6 чорний хрестик · b5 чорний хрестик · f5 чорний хрестик · d4 чорний кінь · b3 чорний хрестик · f3 чорний хрестик · c2 чорний хрестик · e2 чорний хрестик | c6 чорний хрестик · e6 чорний хрестик · b5 чорний хрестик · f5 чорний хрестик · d4 чорний кінь · b3 чорний хрестик · f3 чорний хрестик · c2 чорний хрестик · e2 чорний хрестик | c6 чорний хрестик · e6 чорний хрестик · b5 чорний хрестик · f5 чорний хрестик · d4 чорний кінь · b3 чорний хрестик · f3 чорний хрестик · c2 чорний хрестик · e2 чорний хрестик | c6 чорний хрестик · e6 чорний хрестик · b5 чорний хрестик · f5 чорний хрестик · d4 чорний кінь · b3 чорний хрестик · f3 чорний хрестик · c2 чорний хрестик · e2 чорний хрестик | c6 чорний хрестик · e6 чорний хрестик · b5 чорний хрестик · f5 чорний хрестик · d4 чорний кінь · b3 чорний хрестик · f3 чорний хрестик · c2 чорний хрестик · e2 чорний хрестик | 2 |
| 1 | c6 чорний хрестик · e6 чорний хрестик · b5 чорний хрестик · f5 чорний хрестик · d4 чорний кінь · b3 чорний хрестик · f3 чорний хрестик · c2 чорний хрестик · e2 чорний хрестик | c6 чорний хрестик · e6 чорний хрестик · b5 чорний хрестик · f5 чорний хрестик · d4 чорний кінь · b3 чорний хрестик · f3 чорний хрестик · c2 чорний хрестик · e2 чорний хрестик | c6 чорний хрестик · e6 чорний хрестик · b5 чорний хрестик · f5 чорний хрестик · d4 чорний кінь · b3 чорний хрестик · f3 чорний хрестик · c2 чорний хрестик · e2 чорний хрестик | c6 чорний хрестик · e6 чорний хрестик · b5 чорний хрестик · f5 чорний хрестик · d4 чорний кінь · b3 чорний хрестик · f3 чорний хрестик · c2 чорний хрестик · e2 чорний хрестик | c6 чорний хрестик · e6 чорний хрестик · b5 чорний хрестик · f5 чорний хрестик · d4 чорний кінь · b3 чорний хрестик · f3 чорний хрестик · c2 чорний хрестик · e2 чорний хрестик | c6 чорний хрестик · e6 чорний хрестик · b5 чорний хрестик · f5 чорний хрестик · d4 чорний кінь · b3 чорний хрестик · f3 чорний хрестик · c2 чорний хрестик · e2 чорний хрестик | c6 чорний хрестик · e6 чорний хрестик · b5 чорний хрестик · f5 чорний хрестик · d4 чорний кінь · b3 чорний хрестик · f3 чорний хрестик · c2 чорний хрестик · e2 чорний хрестик | c6 чорний хрестик · e6 чорний хрестик · b5 чорний хрестик · f5 чорний хрестик · d4 чорний кінь · b3 чорний хрестик · f3 чорний хрестик · c2 чорний хрестик · e2 чорний хрестик | 1 |
|   | a | b | c | d | e | f | g | h |   |

|   | a | b | c | d | e | f | g | h |   |
| 8 | e7 білий кружок · g7 білий кружок · f6 білий пішак · c5 чорний хрестик · c4 білий пішак · e4 чорний хрестик · e3 чорний хрестик · e2 білий пішак | e7 білий кружок · g7 білий кружок · f6 білий пішак · c5 чорний хрестик · c4 білий пішак · e4 чорний хрестик · e3 чорний хрестик · e2 білий пішак | e7 білий кружок · g7 білий кружок · f6 білий пішак · c5 чорний хрестик · c4 білий пішак · e4 чорний хрестик · e3 чорний хрестик · e2 білий пішак | e7 білий кружок · g7 білий кружок · f6 білий пішак · c5 чорний хрестик · c4 білий пішак · e4 чорний хрестик · e3 чорний хрестик · e2 білий пішак | e7 білий кружок · g7 білий кружок · f6 білий пішак · c5 чорний хрестик · c4 білий пішак · e4 чорний хрестик · e3 чорний хрестик · e2 білий пішак | e7 білий кружок · g7 білий кружок · f6 білий пішак · c5 чорний хрестик · c4 білий пішак · e4 чорний хрестик · e3 чорний хрестик · e2 білий пішак | e7 білий кружок · g7 білий кружок · f6 білий пішак · c5 чорний хрестик · c4 білий пішак · e4 чорний хрестик · e3 чорний хрестик · e2 білий пішак | e7 білий кружок · g7 білий кружок · f6 білий пішак · c5 чорний хрестик · c4 білий пішак · e4 чорний хрестик · e3 чорний хрестик · e2 білий пішак | 8 |
| 7 | e7 білий кружок · g7 білий кружок · f6 білий пішак · c5 чорний хрестик · c4 білий пішак · e4 чорний хрестик · e3 чорний хрестик · e2 білий пішак | e7 білий кружок · g7 білий кружок · f6 білий пішак · c5 чорний хрестик · c4 білий пішак · e4 чорний хрестик · e3 чорний хрестик · e2 білий пішак | e7 білий кружок · g7 білий кружок · f6 білий пішак · c5 чорний хрестик · c4 білий пішак · e4 чорний хрестик · e3 чорний хрестик · e2 білий пішак | e7 білий кружок · g7 білий кружок · f6 білий пішак · c5 чорний хрестик · c4 білий пішак · e4 чорний хрестик · e3 чорний хрестик · e2 білий пішак | e7 білий кружок · g7 білий кружок · f6 білий пішак · c5 чорний хрестик · c4 білий пішак · e4 чорний хрестик · e3 чорний хрестик · e2 білий пішак | e7 білий кружок · g7 білий кружок · f6 білий пішак · c5 чорний хрестик · c4 білий пішак · e4 чорний хрестик · e3 чорний хрестик · e2 білий пішак | e7 білий кружок · g7 білий кружок · f6 білий пішак · c5 чорний хрестик · c4 білий пішак · e4 чорний хрестик · e3 чорний хрестик · e2 білий пішак | e7 білий кружок · g7 білий кружок · f6 білий пішак · c5 чорний хрестик · c4 білий пішак · e4 чорний хрестик · e3 чорний хрестик · e2 білий пішак | 7 |
| 6 | e7 білий кружок · g7 білий кружок · f6 білий пішак · c5 чорний хрестик · c4 білий пішак · e4 чорний хрестик · e3 чорний хрестик · e2 білий пішак | e7 білий кружок · g7 білий кружок · f6 білий пішак · c5 чорний хрестик · c4 білий пішак · e4 чорний хрестик · e3 чорний хрестик · e2 білий пішак | e7 білий кружок · g7 білий кружок · f6 білий пішак · c5 чорний хрестик · c4 білий пішак · e4 чорний хрестик · e3 чорний хрестик · e2 білий пішак | e7 білий кружок · g7 білий кружок · f6 білий пішак · c5 чорний хрестик · c4 білий пішак · e4 чорний хрестик · e3 чорний хрестик · e2 білий пішак | e7 білий кружок · g7 білий кружок · f6 білий пішак · c5 чорний хрестик · c4 білий пішак · e4 чорний хрестик · e3 чорний хрестик · e2 білий пішак | e7 білий кружок · g7 білий кружок · f6 білий пішак · c5 чорний хрестик · c4 білий пішак · e4 чорний хрестик · e3 чорний хрестик · e2 білий пішак | e7 білий кружок · g7 білий кружок · f6 білий пішак · c5 чорний хрестик · c4 білий пішак · e4 чорний хрестик · e3 чорний хрестик · e2 білий пішак | e7 білий кружок · g7 білий кружок · f6 білий пішак · c5 чорний хрестик · c4 білий пішак · e4 чорний хрестик · e3 чорний хрестик · e2 білий пішак | 6 |
| 5 | e7 білий кружок · g7 білий кружок · f6 білий пішак · c5 чорний хрестик · c4 білий пішак · e4 чорний хрестик · e3 чорний хрестик · e2 білий пішак | e7 білий кружок · g7 білий кружок · f6 білий пішак · c5 чорний хрестик · c4 білий пішак · e4 чорний хрестик · e3 чорний хрестик · e2 білий пішак | e7 білий кружок · g7 білий кружок · f6 білий пішак · c5 чорний хрестик · c4 білий пішак · e4 чорний хрестик · e3 чорний хрестик · e2 білий пішак | e7 білий кружок · g7 білий кружок · f6 білий пішак · c5 чорний хрестик · c4 білий пішак · e4 чорний хрестик · e3 чорний хрестик · e2 білий пішак | e7 білий кружок · g7 білий кружок · f6 білий пішак · c5 чорний хрестик · c4 білий пішак · e4 чорний хрестик · e3 чорний хрестик · e2 білий пішак | e7 білий кружок · g7 білий кружок · f6 білий пішак · c5 чорний хрестик · c4 білий пішак · e4 чорний хрестик · e3 чорний хрестик · e2 білий пішак | e7 білий кружок · g7 білий кружок · f6 білий пішак · c5 чорний хрестик · c4 білий пішак · e4 чорний хрестик · e3 чорний хрестик · e2 білий пішак | e7 білий кружок · g7 білий кружок · f6 білий пішак · c5 чорний хрестик · c4 білий пішак · e4 чорний хрестик · e3 чорний хрестик · e2 білий пішак | 5 |
| 4 | e7 білий кружок · g7 білий кружок · f6 білий пішак · c5 чорний хрестик · c4 білий пішак · e4 чорний хрестик · e3 чорний хрестик · e2 білий пішак | e7 білий кружок · g7 білий кружок · f6 білий пішак · c5 чорний хрестик · c4 білий пішак · e4 чорний хрестик · e3 чорний хрестик · e2 білий пішак | e7 білий кружок · g7 білий кружок · f6 білий пішак · c5 чорний хрестик · c4 білий пішак · e4 чорний хрестик · e3 чорний хрестик · e2 білий пішак | e7 білий кружок · g7 білий кружок · f6 білий пішак · c5 чорний хрестик · c4 білий пішак · e4 чорний хрестик · e3 чорний хрестик · e2 білий пішак | e7 білий кружок · g7 білий кружок · f6 білий пішак · c5 чорний хрестик · c4 білий пішак · e4 чорний хрестик · e3 чорний хрестик · e2 білий пішак | e7 білий кружок · g7 білий кружок · f6 білий пішак · c5 чорний хрестик · c4 білий пішак · e4 чорний хрестик · e3 чорний хрестик · e2 білий пішак | e7 білий кружок · g7 білий кружок · f6 білий пішак · c5 чорний хрестик · c4 білий пішак · e4 чорний хрестик · e3 чорний хрестик · e2 білий пішак | e7 білий кружок · g7 білий кружок · f6 білий пішак · c5 чорний хрестик · c4 білий пішак · e4 чорний хрестик · e3 чорний хрестик · e2 білий пішак | 4 |
| 3 | e7 білий кружок · g7 білий кружок · f6 білий пішак · c5 чорний хрестик · c4 білий пішак · e4 чорний хрестик · e3 чорний хрестик · e2 білий пішак | e7 білий кружок · g7 білий кружок · f6 білий пішак · c5 чорний хрестик · c4 білий пішак · e4 чорний хрестик · e3 чорний хрестик · e2 білий пішак | e7 білий кружок · g7 білий кружок · f6 білий пішак · c5 чорний хрестик · c4 білий пішак · e4 чорний хрестик · e3 чорний хрестик · e2 білий пішак | e7 білий кружок · g7 білий кружок · f6 білий пішак · c5 чорний хрестик · c4 білий пішак · e4 чорний хрестик · e3 чорний хрестик · e2 білий пішак | e7 білий кружок · g7 білий кружок · f6 білий пішак · c5 чорний хрестик · c4 білий пішак · e4 чорний хрестик · e3 чорний хрестик · e2 білий пішак | e7 білий кружок · g7 білий кружок · f6 білий пішак · c5 чорний хрестик · c4 білий пішак · e4 чорний хрестик · e3 чорний хрестик · e2 білий пішак | e7 білий кружок · g7 білий кружок · f6 білий пішак · c5 чорний хрестик · c4 білий пішак · e4 чорний хрестик · e3 чорний хрестик · e2 білий пішак | e7 білий кружок · g7 білий кружок · f6 білий пішак · c5 чорний хрестик · c4 білий пішак · e4 чорний хрестик · e3 чорний хрестик · e2 білий пішак | 3 |
| 2 | e7 білий кружок · g7 білий кружок · f6 білий пішак · c5 чорний хрестик · c4 білий пішак · e4 чорний хрестик · e3 чорний хрестик · e2 білий пішак | e7 білий кружок · g7 білий кружок · f6 білий пішак · c5 чорний хрестик · c4 білий пішак · e4 чорний хрестик · e3 чорний хрестик · e2 білий пішак | e7 білий кружок · g7 білий кружок · f6 білий пішак · c5 чорний хрестик · c4 білий пішак · e4 чорний хрестик · e3 чорний хрестик · e2 білий пішак | e7 білий кружок · g7 білий кружок · f6 білий пішак · c5 чорний хрестик · c4 білий пішак · e4 чорний хрестик · e3 чорний хрестик · e2 білий пішак | e7 білий кружок · g7 білий кружок · f6 білий пішак · c5 чорний хрестик · c4 білий пішак · e4 чорний хрестик · e3 чорний хрестик · e2 білий пішак | e7 білий кружок · g7 білий кружок · f6 білий пішак · c5 чорний хрестик · c4 білий пішак · e4 чорний хрестик · e3 чорний хрестик · e2 білий пішак | e7 білий кружок · g7 білий кружок · f6 білий пішак · c5 чорний хрестик · c4 білий пішак · e4 чорний хрестик · e3 чорний хрестик · e2 білий пішак | e7 білий кружок · g7 білий кружок · f6 білий пішак · c5 чорний хрестик · c4 білий пішак · e4 чорний хрестик · e3 чорний хрестик · e2 білий пішак | 2 |
| 1 | e7 білий кружок · g7 білий кружок · f6 білий пішак · c5 чорний хрестик · c4 білий пішак · e4 чорний хрестик · e3 чорний хрестик · e2 білий пішак | e7 білий кружок · g7 білий кружок · f6 білий пішак · c5 чорний хрестик · c4 білий пішак · e4 чорний хрестик · e3 чорний хрестик · e2 білий пішак | e7 білий кружок · g7 білий кружок · f6 білий пішак · c5 чорний хрестик · c4 білий пішак · e4 чорний хрестик · e3 чорний хрестик · e2 білий пішак | e7 білий кружок · g7 білий кружок · f6 білий пішак · c5 чорний хрестик · c4 білий пішак · e4 чорний хрестик · e3 чорний хрестик · e2 білий пішак | e7 білий кружок · g7 білий кружок · f6 білий пішак · c5 чорний хрестик · c4 білий пішак · e4 чорний хрестик · e3 чорний хрестик · e2 білий пішак | e7 білий кружок · g7 білий кружок · f6 білий пішак · c5 чорний хрестик · c4 білий пішак · e4 чорний хрестик · e3 чорний хрестик · e2 білий пішак | e7 білий кружок · g7 білий кружок · f6 білий пішак · c5 чорний хрестик · c4 білий пішак · e4 чорний хрестик · e3 чорний хрестик · e2 білий пішак | e7 білий кружок · g7 білий кружок · f6 білий пішак · c5 чорний хрестик · c4 білий пішак · e4 чорний хрестик · e3 чорний хрестик · e2 білий пішак | 1 |
|   | a | b | c | d | e | f | g | h |   |

### Додаткові правила та винятки при виконанні ходів
- Заборонено робити хід, після якого король гравця, що ходив, опиняється під атакою фігур суперника.
- Не можна робити хід на клітинку, що зайнята власною фігурою.
- Фігури не можуть перестрибувати через власні фігури та фігури суперника (єдиний виняток — кінь).
- Спеціальний хід рокірування виконують королем і турою. Цей хід можливий за виконання трьох умов: король та тура до цього жодного разу не ходили; тура після, а король до і після виконання рокірування не повинні перебувати під атакою фігур суперника; жодна фігура суперника не повинна мати можливість бити поле, на яке робиться рокіровка. Рокірування виконують так: короля пересувають по горизонталі на дві клітини. Після цього туру встановлюють на клітинку, через яку перестрибнув король під час пересування.
- Взяття на проході — правило згідно з яким, якщо пішак робить хід на дві клітинки та при цьому перестрибує через клітинку, яку атакує пішак супротивника, то він може бути вбитий пішаком супротивника. При цьому пішак супротивника пересувається на клітинку, через яку перестрибнув пішак.
- Перетворення — якщо пішак дійшов до останньої горизонталі, то він перетворюється на будь-яку іншу фігуру того ж кольору, крім короля. Перетворення відбувається одразу з моменту ходу на останню горизонталь. Перелік фігур, на які може перетворюватися пішак, не обмежений тими фігурами, що вже зняті з дошки (наприклад, усі вісім білих пішаків, дійшовши до останньої горизонталі, можуть перетворитися на вісім ферзів).

### Деякі шахові терміни
- Шах — становище під час якого король того гравця, чия черга робити хід, перебуває під атакою фігур суперника.
- Мат — шах, від якого не має захисту. Гравець, який поставив мат королю суперника виграє партію.
- Пат — становище, коли жодна з фігур того гравця, чия черга робити хід, не може зробити хід дозволений правилами, а фігури суперника не дали королю суперника шах. Після встановлення на шахівниці пату партія оголошується нічиєю.

### Перемога, нічия
Партія оголошується виграною одним із суперників якщо:
- Оголошено мат королю суперника.
- Суперник визнав себе переможеним.
- У разі закінчення часу на годиннику одного з гравців, та за наявності у суперника достатнього матеріалу для оголошення йому мату, якщо цей гравець грає найгіршим чином.

Партія оголошується нічиєю якщо:
- На шахівниці виникло патове становище.
- За взаємною згодою гравців.
- Закінчився час на годиннику одного з гравців, при цьому у його суперника немає достатнього матеріалу для оголошення йому мату, якщо цей гравець грає найгіршим чином.
- За 50 ходів не було побито жодної фігури, та не було зроблено жодного ходу пішаком.
- Три рази повторюється позиція на шахівниці.

### Контроль часу

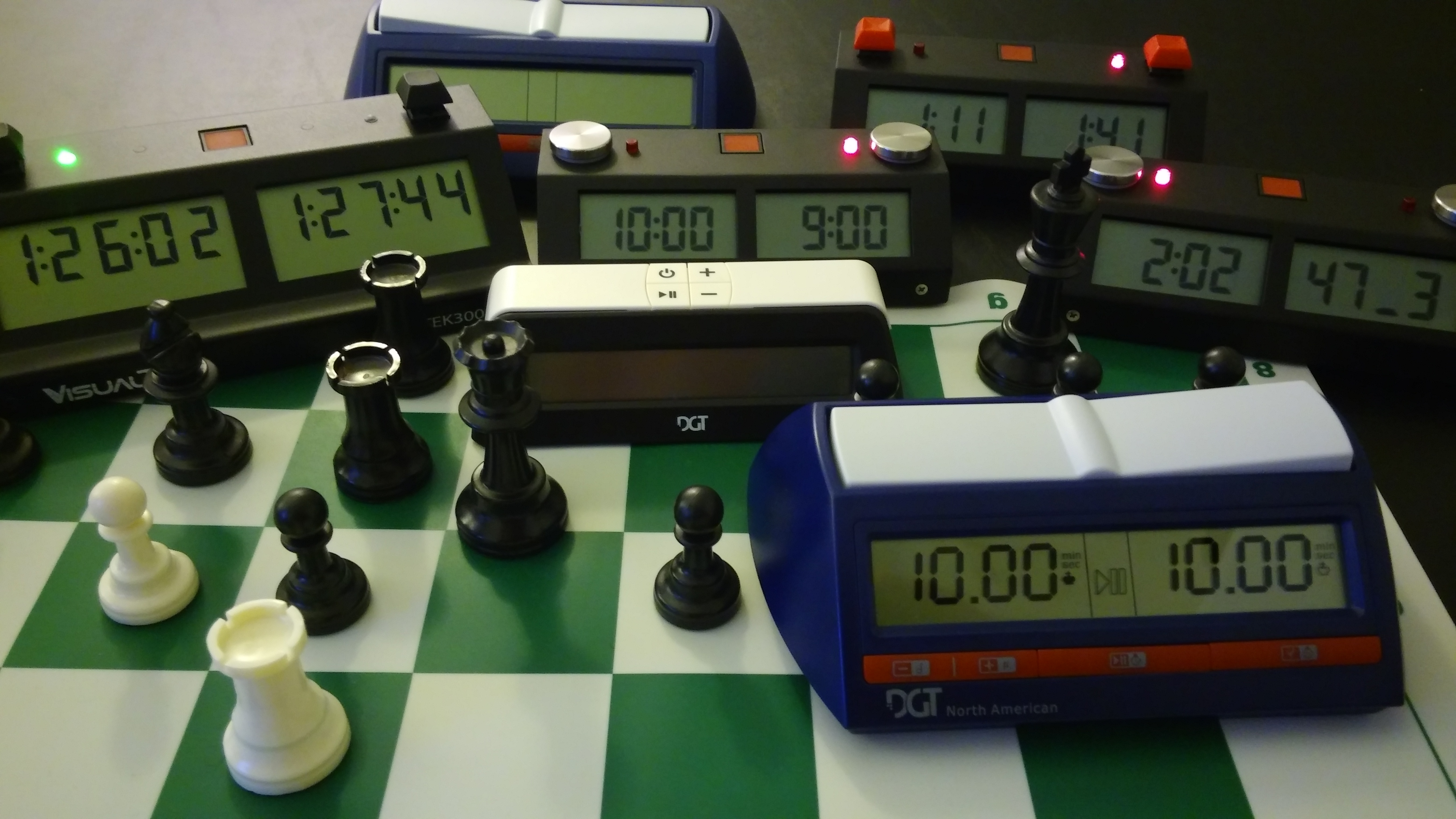
Сучасний шаховий годинник

Шахові партії можуть проходити з контролем часу. Якщо у гравця закінчиться час, перш ніж гра закінчена, то йому автоматично зараховується поразка (за умови, що супротивник має достатньо для постановки мату фігур). Гра може проходити від довгого (або «класичного») контролю часу, тривалістю до семи годин (навіть довше, якщо дозволяється відкладання), до кулі (менше як 3 хвилини гравцеві на всю гру). Проміжним контролем є швидкі шахи, що тривають від 20 хвилин до двох годин на гру, популярний контроль часу на аматорських турнірах вихідного дня.
Час контролюється за допомогою шахового годинника, який має два дисплеї, по одному для часу, що залишився у кожного гравця. Аналогові шахові годинники значною мірою замінено на цифрові годинники, які дозволяють створювати контроль часу з додаванням на кожен хід.

## Історія

### Прадавні часи
Стародавнє походження шахів не викликає сумнівів. Ігри з фішками на дошці були відомі ще в 3—4-му тисячоліттях до н. е.(наприклад, сенет у Стародавньому Єгипті). У перші п'ятсот років нової ери в Індії, за думкою багатьох істориків з'явилась найдавніша форма шахів — військова гра чатуранґа (санскр. चतुरङ्ग), буквально чотири роди [військ] — піхота, кіннота, слони і колісниці, представлені фігурами, які згодом розвинулися відповідно в сучасних пішака, коня, слона і туру. Грали в чатуранґу четверо гравців. Хоча чатуранґа й була складною грою, що вимагала точного розрахунку, пересування фігур визначали кидком гральної кості.
Звідти гра поширилася на схід і захід уздовж Шовкового шляху. Найбільш ранні свідчення про шахи зустрічаються в сусідній Сасанідській Персії близько 600 року н. е., де гра стала відомою під назвою чатранг. Мусульманський світ підхопив чатранг після ісламського завоювання Персії (633-44), після чого гра стала називатися шатрандж, а фігури здебільшого зберегли свої перські назви. В іспанській мові слово «шатрандж» модифікувало у ajedrez («аш-шатрандж»), у португальській — xadrez, а в грецькій — ζατρίκιον (zatrikion, яке походить безпосередньо від перського чатранг), але на території решти Європи назву замінили на варіанти перського слова шах («цар»), яке було знайоме як оголошення і перетворилось на англійські слова «check» і «chess».

На відміну від чатуранги в шатранж вже грали двоє, а не четверо суперників і ходи визначали самі гравці, а не те як випадуть кубики.
Найстаріші археологічні шахові артефакти, фігури зі слонової кістки, розкопано у Стародавнього Афросіабі (нинішній Самарканд в Узбекистані). Їх створено близько 760 року, а деякі, можливо, раніше. У 8—9 ст. шатрандж набув значного поширення в Арабському Халіфаті. Під час арабського періоду розвитку шахів відбувся винахід шахової нотації — способу запису партій. З'явилась велика кількість літератури з теорії дебютів, стратегії, тактики, аналізи різних типів ендшпілю. Найдавніший відомий шаховий посібник написаний арабською мовою і припадає на 840—850 роки. Його написав Аль-Адлі Ар-Румі (800—870), відомий арабський шахіст, під назвою «Кітаб аш-шатрандж» (книга з шахів). Цей рукопис втрачено, але посилання на нього є в пізніших працях. Поширення шахів на схід, у Китай та південно-східну Азію, ще менш задокументоване, ніж на захід. Перша китайська згадка про шахи, під назвою Сян Ці, міститься в збірці Нариси про дива зі світу пітьми і припадає приблизно на 800 рік. Крім того, деякі дослідники стверджують, що шахи розвинулись з китайських шахів або одного з їхніх попередників, хоча це твердження ставлять під сумнів.

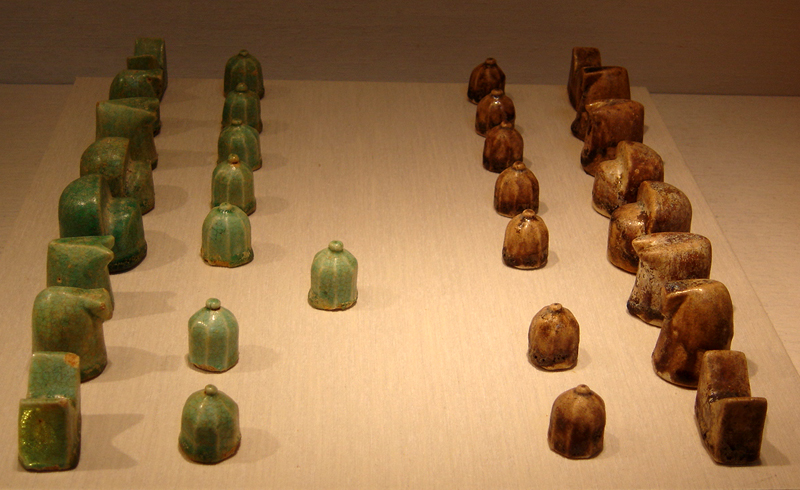
Іранські керамічні шахи (нішапурський набір)

Гра досягла Західної Європи і Русі принаймні трьома маршрутами, найстаріший припадає на 9 століття. Близько 1000 року вона поширилась по всій Європі. На Піренейський півострів її принесли мусульмани в 10 столітті, про що написано в знаменитому рукописі 13-го століття Трактат Альфонса Мудрого, який охоплює шатрандж, нарди і гральні кісточки.
До країн західної Європи шахи потрапили не раніше 11 ст. Саме на цей час припадає перша згадка про шахи в літературі («Каталонський заповіт», 1010). Але гра, напевно, була відома й на 1-2 ст. раніше, про що свідчать знахідки шахових фігур, датовані 9-м ст. У Західній Європі, найімовірніше, навчилися грі в шахи від арабів Іберійського півострова, але можливе також проникнення шахів через Аквітанію, Прованс, а також південь Апеннінського півострова. У Скандинавії та на Британських островах шахи розповсюджували вікінги, про що свідчить знахідка кількох комплектів шахових фігур на о. Льюїс, що датовані 1200 р.

### 1200—1700: витоки сучасної гри

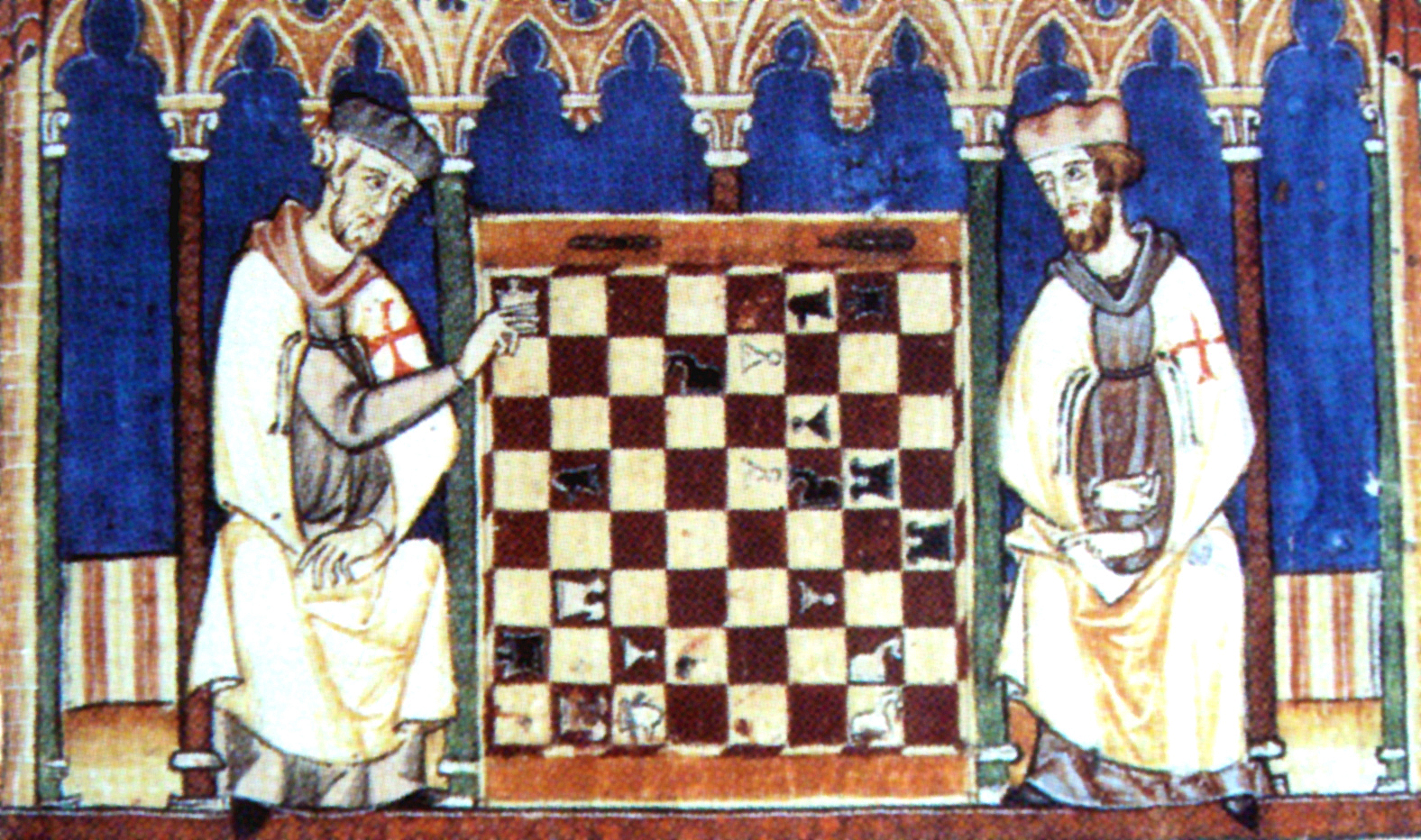
Тамплієри грають в шахи, Libro de los juegos, 1283

Близько 1200 року правила шатранджа почали змінюватись у Південній Європі, і близько 1475 року кілька великих змін зробили гру такою, якою вона є сьогодні. Ці сучасні основні правила пересування фігур з'явились в Італії та Іспанії.
Спочатку католицька церква вважала шахи азартною грою, та спробувала заборонити їх, але вже в 1400 році всі заборони було знято. З 11—12 ст. шахи вважались одним із найбільш поширених розваг феодальних вельмож. Шахи навіть увійшли до програми лицарського виховання. Шахи згадуються в низці відомих літературних творів того часу («Пісня про Роланда», «Трістан та Ізольда», «Роман про Розу» та ін.). Потрапивши до Європи, шахи зазнали деяких змін, а саме шахівниця стала двоколірною (до цього всі клітини шахівниці були білого кольору). Вперше така шахівниця згадується вже в 11 ст. У другій половині 15 ст. у Західній Європі з метою прискорення темпу гри слон та королева стали набагато сильнішими. Також було остаточно затверджено право ходу пішаком із початкової позиції на дві клітини, відповідно сучасні шахи стали називатись «ферзевими шахами» або «шахами божевільного ферзя». З'явилась рокіровка, похідна від «стрибка короля», зазвичай у поєднанні з ходом пішака або тури, щоб перемістити короля в безпечне місце. Ці нові правила швидко поширилися по всій Західній Європі. Правила, що стосуються пата остаточно оформились на початку 19 століття. Також у 19 столітті домовились, що першими ходять білі (раніше першими могли ходити білі або чорні). Нарешті стандартизовано правила рокіровки — варіанти правила рокіровки зберігалася в Італії до кінця 19 століття. Підсумкову стандартну гру іноді називають західними шахами або міжнародними шахами, особливо в Азії де більш поширені інші ігри шахового сімейства, такі як сянці. Починаючи з 19 століття, зміни в правилах мали тільки технічний характер, наприклад, встановлення правильного порядку в процедурі проголошення нічиєї повторенням.

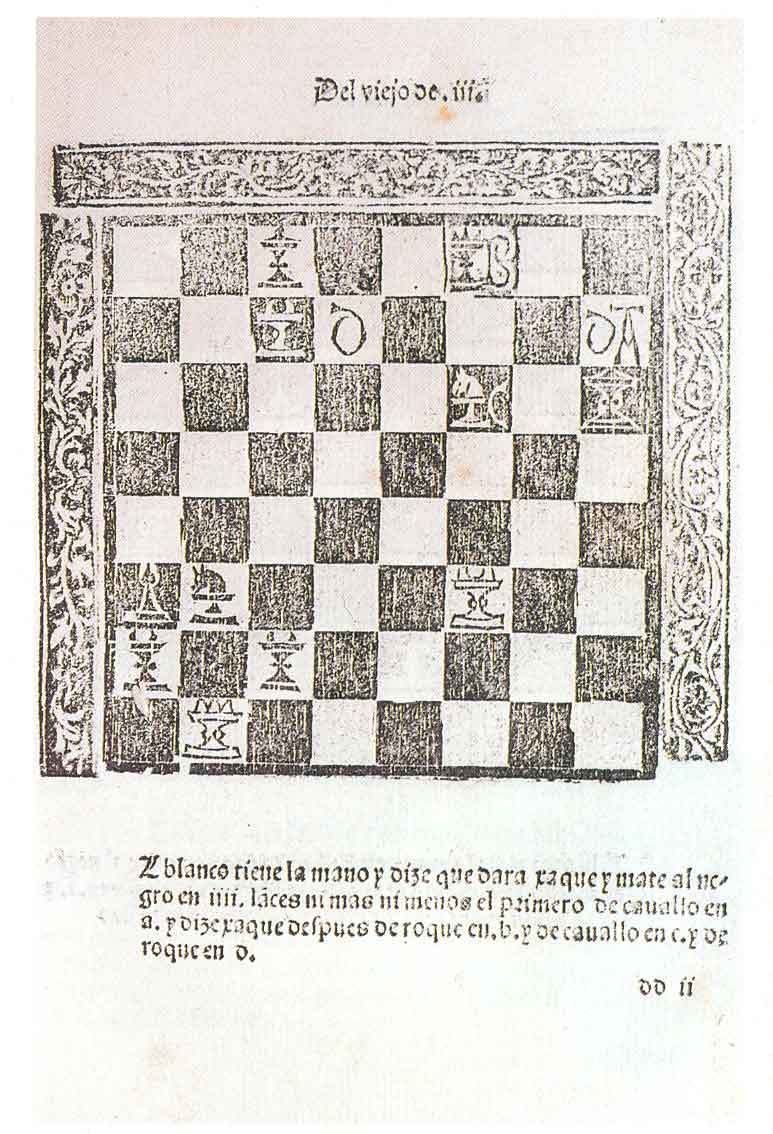
Тактична задача з книги Лусени 1497 року

Твори про шахову теорію почали з'являтися в 15 столітті. Книга Repetición de Amores y Arte de Ajedrez (Повторення любові і мистецтва гри в шахи) іспанського церковника Луїса Раміреса де Лусени вийшла друком у Саламанці в 1497 році. Лусена і такі пізніші майстри, як португалець Педру Даміано, італійці Джованні Леонардо да Кутро, Джуліо Чезаре Полеріо і Джоакіно Ґреко, а також іспанський єпископ Руй Лопес де Сеґура розробили елементи дебютів і почали аналізувати прості ендшпілі.

### 1700—1873: романтична епоха в шахах

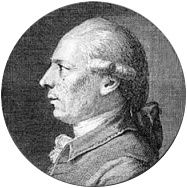
Франсуа-Андре Данікан Філідор, французький шахіст 18-го століття

Романтична епоха характеризується гамбітами у дебютах (жертвами пішаків або навіть фігур), зухвалими атаками і нахабними жертвами. Тогочасні майстри розіграли багато складних і красивих, але некоректних послідовностей ходів, званих «комбінаціями». У гру грали більше заради мистецтва, ніж теорії. Глибоке переконання, що достоїнство шахів полягає в генії гравців, а не закладено в положенні на шахівниці, пронизувало шахову практику.
У 18 столітті центр європейського шахового життя перемістився з країн південної Європи до Франції. Двома найважливішими французькими майстрами були Франсуа-Андре Данікан Філідор, музикант за професією, який виявив важливість пішаків у шаховій стратегії, а пізніше Луї Шарль де Лабурдонне, який у 1834 році виграв знамениту серію матчів проти ірландського майстра Олександра Макдоннелла. Центрами шахової діяльності в цей період були кав'ярні у великих європейських містах, такі як Режанс у Парижі і Simpson's-in-the-Strand в Лондоні.
Упродовж 19-го століття шахове життя швидко розвивалося. З'являлося багато шахових клубів, шахових книг і шахових журналів. Відбувалися матчі за листуванням між містами, наприклад, 1824 року Лондонський шаховий клуб грав проти Единбурзького шахового клубу. Шахові задачі стали звичайною частиною газет 19-го століття; Бернгард Горвіц, Йозеф Клінг і Семюель Лойд складали деякі найвпливовіші композиції. 1843 року фон дер Лаза опублікував спільний з Більгером перший вичерпний підручник з шахової теорії Handbuch des Schachspiels (підручник з шахів).
У 19 столітті шахам іноді дорікали, що це порожня трата часу.

«Безсмертна партія», Андерсен — Кізерицький, 1851

Організатором першого сучасного шахового турніру, який відбувся 1851 року в Лондоні, був Говард Стаунтон, провідний англійський шахіст. Його переможцем став німець Адольф Андерсен, якого проголосили провідним шаховим майстром. Його блискучий, енергійний, атакувальний стиль був типовим для того часу. Такі блискучі партії, як «безсмертна» і «вічнозелена» Андерсена, або «Гра-опера» Морфі стали розглядати як найвищу можливу вершину шахового мистецтва.
Двоє молодих гравців принесли глибше проникнення в сутність шахової гри. Американець Пол Морфі, незвичайний шаховий вундеркінд, за свою коротку шахову кар'єру між 1857 і 1863 роками переміг всіх значущих конкурентів (за винятком Стаунтона, який відмовився грати), зокрема Андерсена. Успіх Морфі обумовлений поєднанням блискучих атак і продуманої стратегії, він інтуїтивно знав, як готувати атаки.
Неофіційні чемпіони світу, найсильніші гравці своєї епохи:
- Джоакіно Ґреко (1600—1634)
- Франсуа Філідор (1726 — 1795).
- Луї Шарль де Лабурдонне (1795 — 1840)
- Говард Стаунтон (1810 — 1874)
- Адольф Андерсен (1818 — 1879)
- Пол Морфі (1837 — 1884)

### Від Стейніца до Ботвинника

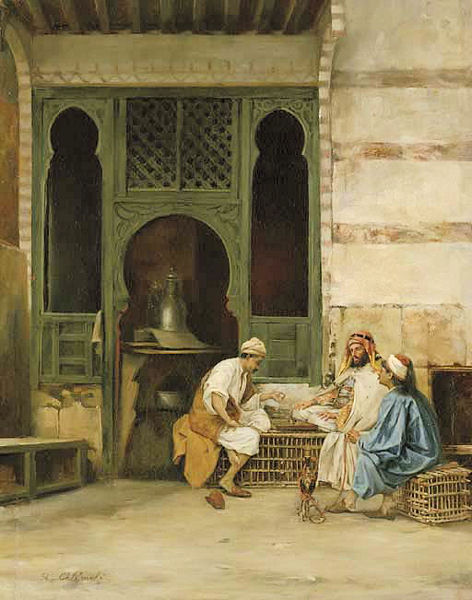
Гравці в шахи, Каїр Станіслава Хлєбовського (1835—1884)

Уродженець Праги Вільгельм Стейніц, починаючи з 1873 року, описав, як уникнути слабких місць у власній позиції і як створювати та використовувати такі недоліки у позиції опонента. Науковий підхід і позиційне розуміння Стейніца революціювали гру. Стейніц був першим, хто розбив позицію на складові. До Стейніца гравці виводили свого ферзя рано, не повністю розвивали інші свої фігури, і обрушували швидку атаку на короля суперника, яка або приносила успіх або ні. Рівень захисту був низьким і гравці не мали жодного продуманого плану. На додаток до своїх теоретичних досягнень Стейніц започаткував важливу традицію: його перемогу над провідним німецьким майстром Йоганном Цукертортом 1886 року вважають першим офіційним чемпіонатом світу з шахів. У цьому матчі Стейніц переміг Цукерторта з рахунком +10-5=5 і тримав свій титул аж до 1894 р. Матч проходив у трьох американських містах (Нью-Йорк, Сент-Луїс, Новий Орлеан). Стейніц тричі захищав свій титул у матчах проти:
- Михайла Чігоріна (Гавана, 1889) +10-6=1
- Іоґана Ґунсберга (Нью-Йорк, 1890/1891) +6-4=9
- Михайла Чігоріна (Гавана, 1892) +10-6=1

У 1894 році Стейніц програв двобій за шахову корону німецькому математику Еммануїлу Ласкеру з рахунком +10-5=4. Ласкер утримував титул упродовж 27 років, найдовше серед усіх чемпіонів світу. Він шість разів захищав свій титул у матчах проти:
- Вільґельма Стейніца (Москва, 1896/1897) +10-2=5
- Френка Маршалла (США, 1907) +8-0=7
- Зіґберта Тарраша (Німеччина, 1908) +8-3=5
- Давіда Яновського (Париж, 1909) +7-1=5
- Карла Шлехтера (Відень-Берлін, 1910) +8-0=3
- Давіда Яновського (Берлін, 1910) +8-0=3

Після кінця 19-го століття кількість майстер-турнірів та матчів щорічно зростала швидкими темпами. Деякі джерела стверджують, що 1914 року російський цар Микола II вперше присудив титул гросмейстера Ласкеру, Капабланці, Алехіну, Таррашу і Маршаллу, але це твердження спірне. Традицію присудження цього звання продовжила Міжнародна шахова федерація (ФІДЕ), заснована 1924 року в Парижі. 1927 року засновано жіночий чемпіонат світу з шахів, володаркою першого титулу стала чесько-англійська майстриня Віра Менчик.
Край домінуванню німецькомовних шахістів поклав вундеркінд з Куби Хосе Рауль Капабланка (чемпіон світу 1921—1927), який тяжів до ясних позицій і володів блискучою ендшпільною технікою. При цьому не уникав ускладнень і провів чимало блискучих комбінацій. Він виступав без поразок на турнірах упродовж восьми років, до 1924 року. У 1921 року в Гавані він завдав поразки Ласкеру з рахунком +4-0=10. У 1927 році Капабланка поступився титулом чемпіона росіянину Олександру Алехіну, сильному атакувальному гравцеві, програвши матч у Буенос-Айресі з рахунком +6-3=10.
Олександр Алехін двічі захищав титул у двобоях проти Юхима Боголюбова:
- Боголюбов Юхим (Німеччина-Нідерланди, 1929) +11-5=9
- Боголюбов Юхим (Німеччина, 1934) +8-3=13

У 1935 році Алехін програв матч проти голландця Макса Ейве. Матч відбувся у Нідерландах та завершився з рахунком +9-8=15 на користь Ейве. За два роки у 1937 Алехін повернув собі титул чемпіона світу вигравши матч-реванш. Матч-реванш проходив у Нідерландах та завершився з рахунком +10-4=11 на користь Алехіна.
Алехін дав принципову згоду на матч проти чемпіона СРСР — Михайла Ботвинника, але помер 24 березня 1946 року, так і залишившись непереможеним чемпіоном світу.
Між світовими війнами нова теоретична школа так званих гіпермодерністів, таких як Арон Німцович і Ріхард Реті, революціювала шахи. Вони дозволяли суперникам займати пішаками центр шахівниці, щоб потім атакувати його з флангів своїми далекобійними фігурами.

### Радянськагегемонія
Після смерті Олександра Алехіна 1946 року шаховий світ вперше залишився без чемпіона. Згідно з рішенням 18-го конгресу ФІДЕ (Гаага, 1947), у зв'язку з необхідністю виявлення нового чемпіона світу, було організовано матч-турнір серед 5 найсильніших на той час гросмейстерів. Турнір відбувся у 1948 році. У ньому взяли участь: Михайло Ботвинник, Пауль Керес, Василь Смислов (усі — СРСР), Самуель Решевський (США), екс-чемпіон світу Макс Ейве (Нідерланди). Від участі у турнірі відмовився Рубен Файн (США). Турнір проходив за круговою системою в 5 кіл. Перші два кола відбулися у Гаазі, останні 3 — в Москві. За результатами матч-турніру чемпіоном світу став Михайло Ботвинник, що випередив найближчого переслідувача на 3 очки. Ботвинник започаткував епоху радянського домінування в шаховому світі. До моменту розпаду Радянського Союзу був лише один нерадянський чемпіон, американець Боббі Фішер (чемпіон 1972—1975). Ботвинник революціював дебютну теорію. Раніше чорні прагнули вирівняти, нейтралізувати перевагу першого ходу білих. Ботвинник прагнув чорними від самого початку здобути ініціативу.
У попередній неформальній системі чемпіонатів світу чинний чемпіон сам вирішував, проти кого буде захищати титул, а претендент був змушений сам шукати спонсорів на матч. ФІДЕ створила нову систему відбірних турнірів і матчів. Найсильніші гравці були посіяні в міжзональних турнірах, де до них приєднувалися, відібрані за результатами зональних турнірів. Провідні фінішери міжзональних турнірів продовжували боротьбу на «кандидатському» етапі, який спочатку проводився у формі турніру, а згодом як серія плей-оф. Переможець цих змагань потім грав за титул проти чемпіона. Переможений у матчі чемпіон мав право через рік зіграти матч-реванш. Ця система діяла як трирічний цикл. Ботвинник брав участь у чемпіонських матчах упродовж п'ятнадцяти років. Спочатку він двічі захищав свій титул у матчах, які завершились за рівної кількості очок проти:
- Давида Бронштейна (Москва, 1951) +5-5=14
- Василя Смислова (Москва, 1954) +7-7=10

1957 року Ботвинник програв двобій за шахову корону Смислову з рахунком +6-3=13. Але за рік повернув собі корону вигравши матч-реванш з рахунком +7-5=11.
1960 року Михайло Ботвинник програв двобій за шахову корону латвійському вундеркіндові Михайлові Талю, який був досконалим тактиком і гострим атакером, з рахунком +6-2=13. Але за рік повернув собі корону вигравши матч-реванш з рахунком +10-5=6.
Після матчу 1961 ФІДЕ скасувала автоматичне право переможеного чемпіона на матч-реванш.
У 1963 році Ботвинник програв двобій за шахову корону Т. Петросяну, який славився своїми захисними і позиційними навичками, з рахунком +5-2=15.
Петросян один раз відстояв свій титул у двобої проти:
- Б. Спаського (Москва, 1969) +4-3=17

1969 року Петросян програв двобій за шахову корону Спаському з рахунком +6-4=13. Спаський (чемпіон 1969—1972), вигравав партії як у позиційному, так і гострому тактичному стилі.
У наступному поєдинку, так званому матчі століття, який відбувся 1972 року, взяв участь перший нерадянський претендент після Другої світової війни, американець Боббі Фішер, який у кандидатських матчах розгромив своїх супротивників з нечуваною перевагою. У матчі за шахову корону Фішер легко переміг Спаського з рахунком +7-3=1.
1975 року Фішер відмовився грати матч з офіційним претендентом і був позбавлений титулу. Шахова корона перейшла до претендента — радянського шахіста Анатолія Карпова. Фішер модернізував багато аспектів шахової гри, особливо ретельно готуючи дебюти.
Карпов двічі захищав свій титул у матчах проти:
- Віктора Корчного (Багіо, 1978) +6-5=21
- Віктора Корчного (Мерано, 1981) +6-2=10

Він домінував у 1970-х і на початку 1980-х років з серією турнірних успіхів.
Матч між Гаррі Каспаровим і Анатолієм Карповим (Москва, 1984—1985) перервано рішенням ФІДЕ за рахунку +5-3=40.
У 1985 році Карпов поступився своїм титулом програвши матч Каспарову з рахунком +5-3=16.
Каспаров чотири рази захищав свій титул:
- Карпов (Москва, 1985) +5-3=16
- Карпов (Лондон-Ленінград, 1986) +5-4=15
- Карпов (Севілья, 1987) +4-4=16
- Карпов (Нью-Йорк-Ліон) +4-3=17

Карпов так і не зміг повернути собі титул.

### 1991-дотепер
1993 року Гаррі Каспаров і Найджел Шорт розірвали стосунки з ФІДЕ, організувавши власний матч за звання, і створили конкурентну Професійну шахову асоціацію (ПША). Відтоді і до 2006 року існували одночасно дві версії: ПША або класичний чемпіон, який продовжував традиції Стейніца коли чинний чемпіон грав серію з багатьох партій проти претендента, і новий формат ФІДЕ, коли багато гравців, щоб визначити чемпіона, брали участь у турнірі. Каспаров поступився своїм класичним титулом у матчі 2000 року Володимирові Крамнику з Росії. Матч 2006 року, в якому Крамник обіграв чемпіона світу ФІДЕ Веселина Топалова, об'єднав титули і зробив Крамника беззаперечним чемпіоном світу з шахів. У вересні 2007 року він поступився титулом Вішванатану Ананду з Індії, який виграв чемпіонський турнір у Мехіко. Ананд захистив свій титул у матчі-реванші 2008 року, 2010 і 2012 роках. Новим чемпіоном світу став Магнус Карлсен, який обіграв Ананда в матчі 2013 року. Він захистив свій титул наступного року, знову проти Ананда, і станом на листопад 2018 року є чинним чемпіоном світу.

## Позначення для запису ходів
Шахові партії і позиції записуються з використанням системи позначень, найчастіше алгебраїчної нотації. Скорочені (або короткі) алгебраїчні позначення здебільшого позначають ходи у форматі «скорочення для фігури, якою ходять — вертикаль, з якою вона ходить — горизонталь, з якої вона ходить». Фігури ідентифікуються за їхніми позначеннями. Англійською мовою, це K (король; англ. King), Q (ферзь; англ. Queen), R (тура; англ. Rook), B (слон; англ. Bishop), and N (кінь; англ. Knight; N для коня використовується, щоб уникнути плутанини з королем). Наприклад, Qg5 означає «ферзь походив на вертикаль g і 5-ту горизонталь» (тобто на поле g5). Шахова література, видана іншими мовами може використовувати різні позначення для фігур, або ж може застосовуватись фігурна алгебраїчна нотація (FAN), щоб уникнути мовних труднощів. Для усунення неоднозначності додають іще одну літеру або цифру, щоб вказати вертикаль або горизонталь, з якої ходить фігура, наприклад Ngf3 означає «кінь з вертикалі g ходить на поле f3», а R1e2 означає «тура з першої горизонталі ходить на поле е2». Літера Р для пішака не використовується, тож e4 означає «пішак ходить на поле е4».
Якщо фігура здійснює взяття, то перед полем призначення ставиться «х». Таким чином Bxf3 означає «слон бере на f3». Коли пішак робить взяття, то вертикаль, з якої пішак ходить, ставиться на місці вихідної фігури, а горизонталь може опускатись, якщо вона однозначна. Наприклад, exd5 (пішак з вертикалі е бере на d5) або exd (пішак на з вертикалі е бере фігуру десь на вертикалі d). Зокрема, в Німеччині, деякі видання використовували ": ", а не «x», щоб позначити взяття, але нині це рідкість. Деякі видання взагалі опустили символ взяття, тож exd5 позначається просто «ed».
Якщо пішак ходить на свою останню горизонталь, досягнувши поле перетворення, то позначається фігура, на яку він перетворюється, наприклад e1Q або e1=Q. Рокіровка позначається спеціальним позначеннями 0-0 на королівський фланг і 0-0-0 — на ферзевий. Взяття на проході часом позначають «e.p». Хід, яким королю суперника ставлять шах, зазвичай позначають додаванням «+». (Позначення «++» для подвійного шаху вважають застарілим.) Мат може позначатись «#». Наприкінці гри «1-0» означає «білі виграли», «0-1» означає «чорні виграли», а " ½ " вказує на нічию.
Шахові ходи можуть додатково описуватись за допомогою знаків пунктуації та інших символів. Наприклад, «!» вказує на хороший хід, «!!» відмінний хід, «?» помилку, «??» грубу помилку, «!?» цікавий хід, хоча, можливо, не найкращий, «?!» сумнівний хід, який не легко спростувати.
Наприклад, одну із простих пасток, відому як Дитячий мат (див. анімований малюнок) можна записати:
 1. e4 e5 2. Qh5?! Nc6 3. Bc4 Nf6?? 4. Qxf7# 1–0
Текстова Portable Game Notation (PGN), яку  розуміють шахові програми, базується на короткій формі англомовної алгебраїчної нотації.
До 1980 року більшість англомовних шахових видань використовували форму описової нотації. У ній вертикалі названо відповідно до фігури, яка займає задню горизонталь на початку гри, і кожне поле має дві різні назви в залежності від того як його розглядати, з погляду чорних чи білих. Наприклад, поле, яке алгебраїчною нотацією позначається «e3», описовою нотацією з точки зору білих позначається «К3» (королівська вертикаль, 3-тя горизонталь), а з точки зору чорних — «К6» (королівська вертикаль, 6-та горизонталь). При записі взяття називають фігуру, яку беруть, а не поле, на якому її беруть (за винятком випадків, коли потрібно усунути неоднозначність). Таким чином, описовою нотацією дитячий мат можна записати:
 1. P-K4 P-K4 2. Q-R5?! N-QB3 3. B-B4 N-B3?? 4. QxBP# 1–0
Деякі гравці все ще віддають перевагу описовій нотації, але її більше не визнає ФІДЕ.
Ще однією системою є цифрова нотація, яку визнає Міжнародна федерація шахів за листуванням, хоча її використання зменшується. Поля позначаються числовими координатами, наприклад А1 — «11», а H8 — «88». Ходи позначаються полями «від» і «до», взяття не позначається. Наприклад, перший хід 1.e4 позначається 1.5254. Рокіровка позначається лише переміщенням короля, наприклад 5171 для рокіровки білих на королівський фланг, 5838 для рокіровки чорних на ферзевий фланг.

## Стратегія і тактика
Шахова стратегія складається з постановки і досягнення довгострокових позиційних переваг під час гри — наприклад, питання де розмістити різні фігури — а тактика зосереджується на безпосередніх маневрах. Ці дві частини процесу шахової гри не можна повністю відокремити одну від одної, тому що стратегічні цілі переважно досягаються за рахунок тактики, тоді як тактичні можливості виникають з попередньої стратегії гри. Шахова партія зазвичай ділиться на три етапи: дебют, зазвичай перші 10 ходів, коли гравці пересувають свої фігури на вигідні для подальшої боротьби позиції; потім міттельшпіль; і зрештою ендшпіль, коли більшість фігур вже відсутні, королі зазвичай беруть активнішу участь у боротьбі, а просування пішаків часто є вирішальним.

### Основи тактики
|   | a | b | c | d | e | f | g | h |   |
| 8 | a8 чорна тура · c8 чорний слон · f8 чорна тура · b7 чорний пішак · d7 чорний кінь · e7 чорний ферзь · g7 чорний слон · b6 чорний кінь · c6 чорний пішак · e6 чорний пішак · g6 чорний король · h6 чорний пішак · a5 чорний пішак · d4 білий пішак · e4 білий кінь · b3 білий пішак · e3 білий слон · c2 білий ферзь · e2 білий слон · f2 білий пішак · g2 білий пішак · h2 білий пішак · c1 біла тура · d1 біла тура · g1 білий король | a8 чорна тура · c8 чорний слон · f8 чорна тура · b7 чорний пішак · d7 чорний кінь · e7 чорний ферзь · g7 чорний слон · b6 чорний кінь · c6 чорний пішак · e6 чорний пішак · g6 чорний король · h6 чорний пішак · a5 чорний пішак · d4 білий пішак · e4 білий кінь · b3 білий пішак · e3 білий слон · c2 білий ферзь · e2 білий слон · f2 білий пішак · g2 білий пішак · h2 білий пішак · c1 біла тура · d1 біла тура · g1 білий король | a8 чорна тура · c8 чорний слон · f8 чорна тура · b7 чорний пішак · d7 чорний кінь · e7 чорний ферзь · g7 чорний слон · b6 чорний кінь · c6 чорний пішак · e6 чорний пішак · g6 чорний король · h6 чорний пішак · a5 чорний пішак · d4 білий пішак · e4 білий кінь · b3 білий пішак · e3 білий слон · c2 білий ферзь · e2 білий слон · f2 білий пішак · g2 білий пішак · h2 білий пішак · c1 біла тура · d1 біла тура · g1 білий король | a8 чорна тура · c8 чорний слон · f8 чорна тура · b7 чорний пішак · d7 чорний кінь · e7 чорний ферзь · g7 чорний слон · b6 чорний кінь · c6 чорний пішак · e6 чорний пішак · g6 чорний король · h6 чорний пішак · a5 чорний пішак · d4 білий пішак · e4 білий кінь · b3 білий пішак · e3 білий слон · c2 білий ферзь · e2 білий слон · f2 білий пішак · g2 білий пішак · h2 білий пішак · c1 біла тура · d1 біла тура · g1 білий король | a8 чорна тура · c8 чорний слон · f8 чорна тура · b7 чорний пішак · d7 чорний кінь · e7 чорний ферзь · g7 чорний слон · b6 чорний кінь · c6 чорний пішак · e6 чорний пішак · g6 чорний король · h6 чорний пішак · a5 чорний пішак · d4 білий пішак · e4 білий кінь · b3 білий пішак · e3 білий слон · c2 білий ферзь · e2 білий слон · f2 білий пішак · g2 білий пішак · h2 білий пішак · c1 біла тура · d1 біла тура · g1 білий король | a8 чорна тура · c8 чорний слон · f8 чорна тура · b7 чорний пішак · d7 чорний кінь · e7 чорний ферзь · g7 чорний слон · b6 чорний кінь · c6 чорний пішак · e6 чорний пішак · g6 чорний король · h6 чорний пішак · a5 чорний пішак · d4 білий пішак · e4 білий кінь · b3 білий пішак · e3 білий слон · c2 білий ферзь · e2 білий слон · f2 білий пішак · g2 білий пішак · h2 білий пішак · c1 біла тура · d1 біла тура · g1 білий король | a8 чорна тура · c8 чорний слон · f8 чорна тура · b7 чорний пішак · d7 чорний кінь · e7 чорний ферзь · g7 чорний слон · b6 чорний кінь · c6 чорний пішак · e6 чорний пішак · g6 чорний король · h6 чорний пішак · a5 чорний пішак · d4 білий пішак · e4 білий кінь · b3 білий пішак · e3 білий слон · c2 білий ферзь · e2 білий слон · f2 білий пішак · g2 білий пішак · h2 білий пішак · c1 біла тура · d1 біла тура · g1 білий король | a8 чорна тура · c8 чорний слон · f8 чорна тура · b7 чорний пішак · d7 чорний кінь · e7 чорний ферзь · g7 чорний слон · b6 чорний кінь · c6 чорний пішак · e6 чорний пішак · g6 чорний король · h6 чорний пішак · a5 чорний пішак · d4 білий пішак · e4 білий кінь · b3 білий пішак · e3 білий слон · c2 білий ферзь · e2 білий слон · f2 білий пішак · g2 білий пішак · h2 білий пішак · c1 біла тура · d1 біла тура · g1 білий король | 8 |
| 7 | a8 чорна тура · c8 чорний слон · f8 чорна тура · b7 чорний пішак · d7 чорний кінь · e7 чорний ферзь · g7 чорний слон · b6 чорний кінь · c6 чорний пішак · e6 чорний пішак · g6 чорний король · h6 чорний пішак · a5 чорний пішак · d4 білий пішак · e4 білий кінь · b3 білий пішак · e3 білий слон · c2 білий ферзь · e2 білий слон · f2 білий пішак · g2 білий пішак · h2 білий пішак · c1 біла тура · d1 біла тура · g1 білий король | a8 чорна тура · c8 чорний слон · f8 чорна тура · b7 чорний пішак · d7 чорний кінь · e7 чорний ферзь · g7 чорний слон · b6 чорний кінь · c6 чорний пішак · e6 чорний пішак · g6 чорний король · h6 чорний пішак · a5 чорний пішак · d4 білий пішак · e4 білий кінь · b3 білий пішак · e3 білий слон · c2 білий ферзь · e2 білий слон · f2 білий пішак · g2 білий пішак · h2 білий пішак · c1 біла тура · d1 біла тура · g1 білий король | a8 чорна тура · c8 чорний слон · f8 чорна тура · b7 чорний пішак · d7 чорний кінь · e7 чорний ферзь · g7 чорний слон · b6 чорний кінь · c6 чорний пішак · e6 чорний пішак · g6 чорний король · h6 чорний пішак · a5 чорний пішак · d4 білий пішак · e4 білий кінь · b3 білий пішак · e3 білий слон · c2 білий ферзь · e2 білий слон · f2 білий пішак · g2 білий пішак · h2 білий пішак · c1 біла тура · d1 біла тура · g1 білий король | a8 чорна тура · c8 чорний слон · f8 чорна тура · b7 чорний пішак · d7 чорний кінь · e7 чорний ферзь · g7 чорний слон · b6 чорний кінь · c6 чорний пішак · e6 чорний пішак · g6 чорний король · h6 чорний пішак · a5 чорний пішак · d4 білий пішак · e4 білий кінь · b3 білий пішак · e3 білий слон · c2 білий ферзь · e2 білий слон · f2 білий пішак · g2 білий пішак · h2 білий пішак · c1 біла тура · d1 біла тура · g1 білий король | a8 чорна тура · c8 чорний слон · f8 чорна тура · b7 чорний пішак · d7 чорний кінь · e7 чорний ферзь · g7 чорний слон · b6 чорний кінь · c6 чорний пішак · e6 чорний пішак · g6 чорний король · h6 чорний пішак · a5 чорний пішак · d4 білий пішак · e4 білий кінь · b3 білий пішак · e3 білий слон · c2 білий ферзь · e2 білий слон · f2 білий пішак · g2 білий пішак · h2 білий пішак · c1 біла тура · d1 біла тура · g1 білий король | a8 чорна тура · c8 чорний слон · f8 чорна тура · b7 чорний пішак · d7 чорний кінь · e7 чорний ферзь · g7 чорний слон · b6 чорний кінь · c6 чорний пішак · e6 чорний пішак · g6 чорний король · h6 чорний пішак · a5 чорний пішак · d4 білий пішак · e4 білий кінь · b3 білий пішак · e3 білий слон · c2 білий ферзь · e2 білий слон · f2 білий пішак · g2 білий пішак · h2 білий пішак · c1 біла тура · d1 біла тура · g1 білий король | a8 чорна тура · c8 чорний слон · f8 чорна тура · b7 чорний пішак · d7 чорний кінь · e7 чорний ферзь · g7 чорний слон · b6 чорний кінь · c6 чорний пішак · e6 чорний пішак · g6 чорний король · h6 чорний пішак · a5 чорний пішак · d4 білий пішак · e4 білий кінь · b3 білий пішак · e3 білий слон · c2 білий ферзь · e2 білий слон · f2 білий пішак · g2 білий пішак · h2 білий пішак · c1 біла тура · d1 біла тура · g1 білий король | a8 чорна тура · c8 чорний слон · f8 чорна тура · b7 чорний пішак · d7 чорний кінь · e7 чорний ферзь · g7 чорний слон · b6 чорний кінь · c6 чорний пішак · e6 чорний пішак · g6 чорний король · h6 чорний пішак · a5 чорний пішак · d4 білий пішак · e4 білий кінь · b3 білий пішак · e3 білий слон · c2 білий ферзь · e2 білий слон · f2 білий пішак · g2 білий пішак · h2 білий пішак · c1 біла тура · d1 біла тура · g1 білий король | 7 |
| 6 | a8 чорна тура · c8 чорний слон · f8 чорна тура · b7 чорний пішак · d7 чорний кінь · e7 чорний ферзь · g7 чорний слон · b6 чорний кінь · c6 чорний пішак · e6 чорний пішак · g6 чорний король · h6 чорний пішак · a5 чорний пішак · d4 білий пішак · e4 білий кінь · b3 білий пішак · e3 білий слон · c2 білий ферзь · e2 білий слон · f2 білий пішак · g2 білий пішак · h2 білий пішак · c1 біла тура · d1 біла тура · g1 білий король | a8 чорна тура · c8 чорний слон · f8 чорна тура · b7 чорний пішак · d7 чорний кінь · e7 чорний ферзь · g7 чорний слон · b6 чорний кінь · c6 чорний пішак · e6 чорний пішак · g6 чорний король · h6 чорний пішак · a5 чорний пішак · d4 білий пішак · e4 білий кінь · b3 білий пішак · e3 білий слон · c2 білий ферзь · e2 білий слон · f2 білий пішак · g2 білий пішак · h2 білий пішак · c1 біла тура · d1 біла тура · g1 білий король | a8 чорна тура · c8 чорний слон · f8 чорна тура · b7 чорний пішак · d7 чорний кінь · e7 чорний ферзь · g7 чорний слон · b6 чорний кінь · c6 чорний пішак · e6 чорний пішак · g6 чорний король · h6 чорний пішак · a5 чорний пішак · d4 білий пішак · e4 білий кінь · b3 білий пішак · e3 білий слон · c2 білий ферзь · e2 білий слон · f2 білий пішак · g2 білий пішак · h2 білий пішак · c1 біла тура · d1 біла тура · g1 білий король | a8 чорна тура · c8 чорний слон · f8 чорна тура · b7 чорний пішак · d7 чорний кінь · e7 чорний ферзь · g7 чорний слон · b6 чорний кінь · c6 чорний пішак · e6 чорний пішак · g6 чорний король · h6 чорний пішак · a5 чорний пішак · d4 білий пішак · e4 білий кінь · b3 білий пішак · e3 білий слон · c2 білий ферзь · e2 білий слон · f2 білий пішак · g2 білий пішак · h2 білий пішак · c1 біла тура · d1 біла тура · g1 білий король | a8 чорна тура · c8 чорний слон · f8 чорна тура · b7 чорний пішак · d7 чорний кінь · e7 чорний ферзь · g7 чорний слон · b6 чорний кінь · c6 чорний пішак · e6 чорний пішак · g6 чорний король · h6 чорний пішак · a5 чорний пішак · d4 білий пішак · e4 білий кінь · b3 білий пішак · e3 білий слон · c2 білий ферзь · e2 білий слон · f2 білий пішак · g2 білий пішак · h2 білий пішак · c1 біла тура · d1 біла тура · g1 білий король | a8 чорна тура · c8 чорний слон · f8 чорна тура · b7 чорний пішак · d7 чорний кінь · e7 чорний ферзь · g7 чорний слон · b6 чорний кінь · c6 чорний пішак · e6 чорний пішак · g6 чорний король · h6 чорний пішак · a5 чорний пішак · d4 білий пішак · e4 білий кінь · b3 білий пішак · e3 білий слон · c2 білий ферзь · e2 білий слон · f2 білий пішак · g2 білий пішак · h2 білий пішак · c1 біла тура · d1 біла тура · g1 білий король | a8 чорна тура · c8 чорний слон · f8 чорна тура · b7 чорний пішак · d7 чорний кінь · e7 чорний ферзь · g7 чорний слон · b6 чорний кінь · c6 чорний пішак · e6 чорний пішак · g6 чорний король · h6 чорний пішак · a5 чорний пішак · d4 білий пішак · e4 білий кінь · b3 білий пішак · e3 білий слон · c2 білий ферзь · e2 білий слон · f2 білий пішак · g2 білий пішак · h2 білий пішак · c1 біла тура · d1 біла тура · g1 білий король | a8 чорна тура · c8 чорний слон · f8 чорна тура · b7 чорний пішак · d7 чорний кінь · e7 чорний ферзь · g7 чорний слон · b6 чорний кінь · c6 чорний пішак · e6 чорний пішак · g6 чорний король · h6 чорний пішак · a5 чорний пішак · d4 білий пішак · e4 білий кінь · b3 білий пішак · e3 білий слон · c2 білий ферзь · e2 білий слон · f2 білий пішак · g2 білий пішак · h2 білий пішак · c1 біла тура · d1 біла тура · g1 білий король | 6 |
| 5 | a8 чорна тура · c8 чорний слон · f8 чорна тура · b7 чорний пішак · d7 чорний кінь · e7 чорний ферзь · g7 чорний слон · b6 чорний кінь · c6 чорний пішак · e6 чорний пішак · g6 чорний король · h6 чорний пішак · a5 чорний пішак · d4 білий пішак · e4 білий кінь · b3 білий пішак · e3 білий слон · c2 білий ферзь · e2 білий слон · f2 білий пішак · g2 білий пішак · h2 білий пішак · c1 біла тура · d1 біла тура · g1 білий король | a8 чорна тура · c8 чорний слон · f8 чорна тура · b7 чорний пішак · d7 чорний кінь · e7 чорний ферзь · g7 чорний слон · b6 чорний кінь · c6 чорний пішак · e6 чорний пішак · g6 чорний король · h6 чорний пішак · a5 чорний пішак · d4 білий пішак · e4 білий кінь · b3 білий пішак · e3 білий слон · c2 білий ферзь · e2 білий слон · f2 білий пішак · g2 білий пішак · h2 білий пішак · c1 біла тура · d1 біла тура · g1 білий король | a8 чорна тура · c8 чорний слон · f8 чорна тура · b7 чорний пішак · d7 чорний кінь · e7 чорний ферзь · g7 чорний слон · b6 чорний кінь · c6 чорний пішак · e6 чорний пішак · g6 чорний король · h6 чорний пішак · a5 чорний пішак · d4 білий пішак · e4 білий кінь · b3 білий пішак · e3 білий слон · c2 білий ферзь · e2 білий слон · f2 білий пішак · g2 білий пішак · h2 білий пішак · c1 біла тура · d1 біла тура · g1 білий король | a8 чорна тура · c8 чорний слон · f8 чорна тура · b7 чорний пішак · d7 чорний кінь · e7 чорний ферзь · g7 чорний слон · b6 чорний кінь · c6 чорний пішак · e6 чорний пішак · g6 чорний король · h6 чорний пішак · a5 чорний пішак · d4 білий пішак · e4 білий кінь · b3 білий пішак · e3 білий слон · c2 білий ферзь · e2 білий слон · f2 білий пішак · g2 білий пішак · h2 білий пішак · c1 біла тура · d1 біла тура · g1 білий король | a8 чорна тура · c8 чорний слон · f8 чорна тура · b7 чорний пішак · d7 чорний кінь · e7 чорний ферзь · g7 чорний слон · b6 чорний кінь · c6 чорний пішак · e6 чорний пішак · g6 чорний король · h6 чорний пішак · a5 чорний пішак · d4 білий пішак · e4 білий кінь · b3 білий пішак · e3 білий слон · c2 білий ферзь · e2 білий слон · f2 білий пішак · g2 білий пішак · h2 білий пішак · c1 біла тура · d1 біла тура · g1 білий король | a8 чорна тура · c8 чорний слон · f8 чорна тура · b7 чорний пішак · d7 чорний кінь · e7 чорний ферзь · g7 чорний слон · b6 чорний кінь · c6 чорний пішак · e6 чорний пішак · g6 чорний король · h6 чорний пішак · a5 чорний пішак · d4 білий пішак · e4 білий кінь · b3 білий пішак · e3 білий слон · c2 білий ферзь · e2 білий слон · f2 білий пішак · g2 білий пішак · h2 білий пішак · c1 біла тура · d1 біла тура · g1 білий король | a8 чорна тура · c8 чорний слон · f8 чорна тура · b7 чорний пішак · d7 чорний кінь · e7 чорний ферзь · g7 чорний слон · b6 чорний кінь · c6 чорний пішак · e6 чорний пішак · g6 чорний король · h6 чорний пішак · a5 чорний пішак · d4 білий пішак · e4 білий кінь · b3 білий пішак · e3 білий слон · c2 білий ферзь · e2 білий слон · f2 білий пішак · g2 білий пішак · h2 білий пішак · c1 біла тура · d1 біла тура · g1 білий король | a8 чорна тура · c8 чорний слон · f8 чорна тура · b7 чорний пішак · d7 чорний кінь · e7 чорний ферзь · g7 чорний слон · b6 чорний кінь · c6 чорний пішак · e6 чорний пішак · g6 чорний король · h6 чорний пішак · a5 чорний пішак · d4 білий пішак · e4 білий кінь · b3 білий пішак · e3 білий слон · c2 білий ферзь · e2 білий слон · f2 білий пішак · g2 білий пішак · h2 білий пішак · c1 біла тура · d1 біла тура · g1 білий король | 5 |
| 4 | a8 чорна тура · c8 чорний слон · f8 чорна тура · b7 чорний пішак · d7 чорний кінь · e7 чорний ферзь · g7 чорний слон · b6 чорний кінь · c6 чорний пішак · e6 чорний пішак · g6 чорний король · h6 чорний пішак · a5 чорний пішак · d4 білий пішак · e4 білий кінь · b3 білий пішак · e3 білий слон · c2 білий ферзь · e2 білий слон · f2 білий пішак · g2 білий пішак · h2 білий пішак · c1 біла тура · d1 біла тура · g1 білий король | a8 чорна тура · c8 чорний слон · f8 чорна тура · b7 чорний пішак · d7 чорний кінь · e7 чорний ферзь · g7 чорний слон · b6 чорний кінь · c6 чорний пішак · e6 чорний пішак · g6 чорний король · h6 чорний пішак · a5 чорний пішак · d4 білий пішак · e4 білий кінь · b3 білий пішак · e3 білий слон · c2 білий ферзь · e2 білий слон · f2 білий пішак · g2 білий пішак · h2 білий пішак · c1 біла тура · d1 біла тура · g1 білий король | a8 чорна тура · c8 чорний слон · f8 чорна тура · b7 чорний пішак · d7 чорний кінь · e7 чорний ферзь · g7 чорний слон · b6 чорний кінь · c6 чорний пішак · e6 чорний пішак · g6 чорний король · h6 чорний пішак · a5 чорний пішак · d4 білий пішак · e4 білий кінь · b3 білий пішак · e3 білий слон · c2 білий ферзь · e2 білий слон · f2 білий пішак · g2 білий пішак · h2 білий пішак · c1 біла тура · d1 біла тура · g1 білий король | a8 чорна тура · c8 чорний слон · f8 чорна тура · b7 чорний пішак · d7 чорний кінь · e7 чорний ферзь · g7 чорний слон · b6 чорний кінь · c6 чорний пішак · e6 чорний пішак · g6 чорний король · h6 чорний пішак · a5 чорний пішак · d4 білий пішак · e4 білий кінь · b3 білий пішак · e3 білий слон · c2 білий ферзь · e2 білий слон · f2 білий пішак · g2 білий пішак · h2 білий пішак · c1 біла тура · d1 біла тура · g1 білий король | a8 чорна тура · c8 чорний слон · f8 чорна тура · b7 чорний пішак · d7 чорний кінь · e7 чорний ферзь · g7 чорний слон · b6 чорний кінь · c6 чорний пішак · e6 чорний пішак · g6 чорний король · h6 чорний пішак · a5 чорний пішак · d4 білий пішак · e4 білий кінь · b3 білий пішак · e3 білий слон · c2 білий ферзь · e2 білий слон · f2 білий пішак · g2 білий пішак · h2 білий пішак · c1 біла тура · d1 біла тура · g1 білий король | a8 чорна тура · c8 чорний слон · f8 чорна тура · b7 чорний пішак · d7 чорний кінь · e7 чорний ферзь · g7 чорний слон · b6 чорний кінь · c6 чорний пішак · e6 чорний пішак · g6 чорний король · h6 чорний пішак · a5 чорний пішак · d4 білий пішак · e4 білий кінь · b3 білий пішак · e3 білий слон · c2 білий ферзь · e2 білий слон · f2 білий пішак · g2 білий пішак · h2 білий пішак · c1 біла тура · d1 біла тура · g1 білий король | a8 чорна тура · c8 чорний слон · f8 чорна тура · b7 чорний пішак · d7 чорний кінь · e7 чорний ферзь · g7 чорний слон · b6 чорний кінь · c6 чорний пішак · e6 чорний пішак · g6 чорний король · h6 чорний пішак · a5 чорний пішак · d4 білий пішак · e4 білий кінь · b3 білий пішак · e3 білий слон · c2 білий ферзь · e2 білий слон · f2 білий пішак · g2 білий пішак · h2 білий пішак · c1 біла тура · d1 біла тура · g1 білий король | a8 чорна тура · c8 чорний слон · f8 чорна тура · b7 чорний пішак · d7 чорний кінь · e7 чорний ферзь · g7 чорний слон · b6 чорний кінь · c6 чорний пішак · e6 чорний пішак · g6 чорний король · h6 чорний пішак · a5 чорний пішак · d4 білий пішак · e4 білий кінь · b3 білий пішак · e3 білий слон · c2 білий ферзь · e2 білий слон · f2 білий пішак · g2 білий пішак · h2 білий пішак · c1 біла тура · d1 біла тура · g1 білий король | 4 |
| 3 | a8 чорна тура · c8 чорний слон · f8 чорна тура · b7 чорний пішак · d7 чорний кінь · e7 чорний ферзь · g7 чорний слон · b6 чорний кінь · c6 чорний пішак · e6 чорний пішак · g6 чорний король · h6 чорний пішак · a5 чорний пішак · d4 білий пішак · e4 білий кінь · b3 білий пішак · e3 білий слон · c2 білий ферзь · e2 білий слон · f2 білий пішак · g2 білий пішак · h2 білий пішак · c1 біла тура · d1 біла тура · g1 білий король | a8 чорна тура · c8 чорний слон · f8 чорна тура · b7 чорний пішак · d7 чорний кінь · e7 чорний ферзь · g7 чорний слон · b6 чорний кінь · c6 чорний пішак · e6 чорний пішак · g6 чорний король · h6 чорний пішак · a5 чорний пішак · d4 білий пішак · e4 білий кінь · b3 білий пішак · e3 білий слон · c2 білий ферзь · e2 білий слон · f2 білий пішак · g2 білий пішак · h2 білий пішак · c1 біла тура · d1 біла тура · g1 білий король | a8 чорна тура · c8 чорний слон · f8 чорна тура · b7 чорний пішак · d7 чорний кінь · e7 чорний ферзь · g7 чорний слон · b6 чорний кінь · c6 чорний пішак · e6 чорний пішак · g6 чорний король · h6 чорний пішак · a5 чорний пішак · d4 білий пішак · e4 білий кінь · b3 білий пішак · e3 білий слон · c2 білий ферзь · e2 білий слон · f2 білий пішак · g2 білий пішак · h2 білий пішак · c1 біла тура · d1 біла тура · g1 білий король | a8 чорна тура · c8 чорний слон · f8 чорна тура · b7 чорний пішак · d7 чорний кінь · e7 чорний ферзь · g7 чорний слон · b6 чорний кінь · c6 чорний пішак · e6 чорний пішак · g6 чорний король · h6 чорний пішак · a5 чорний пішак · d4 білий пішак · e4 білий кінь · b3 білий пішак · e3 білий слон · c2 білий ферзь · e2 білий слон · f2 білий пішак · g2 білий пішак · h2 білий пішак · c1 біла тура · d1 біла тура · g1 білий король | a8 чорна тура · c8 чорний слон · f8 чорна тура · b7 чорний пішак · d7 чорний кінь · e7 чорний ферзь · g7 чорний слон · b6 чорний кінь · c6 чорний пішак · e6 чорний пішак · g6 чорний король · h6 чорний пішак · a5 чорний пішак · d4 білий пішак · e4 білий кінь · b3 білий пішак · e3 білий слон · c2 білий ферзь · e2 білий слон · f2 білий пішак · g2 білий пішак · h2 білий пішак · c1 біла тура · d1 біла тура · g1 білий король | a8 чорна тура · c8 чорний слон · f8 чорна тура · b7 чорний пішак · d7 чорний кінь · e7 чорний ферзь · g7 чорний слон · b6 чорний кінь · c6 чорний пішак · e6 чорний пішак · g6 чорний король · h6 чорний пішак · a5 чорний пішак · d4 білий пішак · e4 білий кінь · b3 білий пішак · e3 білий слон · c2 білий ферзь · e2 білий слон · f2 білий пішак · g2 білий пішак · h2 білий пішак · c1 біла тура · d1 біла тура · g1 білий король | a8 чорна тура · c8 чорний слон · f8 чорна тура · b7 чорний пішак · d7 чорний кінь · e7 чорний ферзь · g7 чорний слон · b6 чорний кінь · c6 чорний пішак · e6 чорний пішак · g6 чорний король · h6 чорний пішак · a5 чорний пішак · d4 білий пішак · e4 білий кінь · b3 білий пішак · e3 білий слон · c2 білий ферзь · e2 білий слон · f2 білий пішак · g2 білий пішак · h2 білий пішак · c1 біла тура · d1 біла тура · g1 білий король | a8 чорна тура · c8 чорний слон · f8 чорна тура · b7 чорний пішак · d7 чорний кінь · e7 чорний ферзь · g7 чорний слон · b6 чорний кінь · c6 чорний пішак · e6 чорний пішак · g6 чорний король · h6 чорний пішак · a5 чорний пішак · d4 білий пішак · e4 білий кінь · b3 білий пішак · e3 білий слон · c2 білий ферзь · e2 білий слон · f2 білий пішак · g2 білий пішак · h2 білий пішак · c1 біла тура · d1 біла тура · g1 білий король | 3 |
| 2 | a8 чорна тура · c8 чорний слон · f8 чорна тура · b7 чорний пішак · d7 чорний кінь · e7 чорний ферзь · g7 чорний слон · b6 чорний кінь · c6 чорний пішак · e6 чорний пішак · g6 чорний король · h6 чорний пішак · a5 чорний пішак · d4 білий пішак · e4 білий кінь · b3 білий пішак · e3 білий слон · c2 білий ферзь · e2 білий слон · f2 білий пішак · g2 білий пішак · h2 білий пішак · c1 біла тура · d1 біла тура · g1 білий король | a8 чорна тура · c8 чорний слон · f8 чорна тура · b7 чорний пішак · d7 чорний кінь · e7 чорний ферзь · g7 чорний слон · b6 чорний кінь · c6 чорний пішак · e6 чорний пішак · g6 чорний король · h6 чорний пішак · a5 чорний пішак · d4 білий пішак · e4 білий кінь · b3 білий пішак · e3 білий слон · c2 білий ферзь · e2 білий слон · f2 білий пішак · g2 білий пішак · h2 білий пішак · c1 біла тура · d1 біла тура · g1 білий король | a8 чорна тура · c8 чорний слон · f8 чорна тура · b7 чорний пішак · d7 чорний кінь · e7 чорний ферзь · g7 чорний слон · b6 чорний кінь · c6 чорний пішак · e6 чорний пішак · g6 чорний король · h6 чорний пішак · a5 чорний пішак · d4 білий пішак · e4 білий кінь · b3 білий пішак · e3 білий слон · c2 білий ферзь · e2 білий слон · f2 білий пішак · g2 білий пішак · h2 білий пішак · c1 біла тура · d1 біла тура · g1 білий король | a8 чорна тура · c8 чорний слон · f8 чорна тура · b7 чорний пішак · d7 чорний кінь · e7 чорний ферзь · g7 чорний слон · b6 чорний кінь · c6 чорний пішак · e6 чорний пішак · g6 чорний король · h6 чорний пішак · a5 чорний пішак · d4 білий пішак · e4 білий кінь · b3 білий пішак · e3 білий слон · c2 білий ферзь · e2 білий слон · f2 білий пішак · g2 білий пішак · h2 білий пішак · c1 біла тура · d1 біла тура · g1 білий король | a8 чорна тура · c8 чорний слон · f8 чорна тура · b7 чорний пішак · d7 чорний кінь · e7 чорний ферзь · g7 чорний слон · b6 чорний кінь · c6 чорний пішак · e6 чорний пішак · g6 чорний король · h6 чорний пішак · a5 чорний пішак · d4 білий пішак · e4 білий кінь · b3 білий пішак · e3 білий слон · c2 білий ферзь · e2 білий слон · f2 білий пішак · g2 білий пішак · h2 білий пішак · c1 біла тура · d1 біла тура · g1 білий король | a8 чорна тура · c8 чорний слон · f8 чорна тура · b7 чорний пішак · d7 чорний кінь · e7 чорний ферзь · g7 чорний слон · b6 чорний кінь · c6 чорний пішак · e6 чорний пішак · g6 чорний король · h6 чорний пішак · a5 чорний пішак · d4 білий пішак · e4 білий кінь · b3 білий пішак · e3 білий слон · c2 білий ферзь · e2 білий слон · f2 білий пішак · g2 білий пішак · h2 білий пішак · c1 біла тура · d1 біла тура · g1 білий король | a8 чорна тура · c8 чорний слон · f8 чорна тура · b7 чорний пішак · d7 чорний кінь · e7 чорний ферзь · g7 чорний слон · b6 чорний кінь · c6 чорний пішак · e6 чорний пішак · g6 чорний король · h6 чорний пішак · a5 чорний пішак · d4 білий пішак · e4 білий кінь · b3 білий пішак · e3 білий слон · c2 білий ферзь · e2 білий слон · f2 білий пішак · g2 білий пішак · h2 білий пішак · c1 біла тура · d1 біла тура · g1 білий король | a8 чорна тура · c8 чорний слон · f8 чорна тура · b7 чорний пішак · d7 чорний кінь · e7 чорний ферзь · g7 чорний слон · b6 чорний кінь · c6 чорний пішак · e6 чорний пішак · g6 чорний король · h6 чорний пішак · a5 чорний пішак · d4 білий пішак · e4 білий кінь · b3 білий пішак · e3 білий слон · c2 білий ферзь · e2 білий слон · f2 білий пішак · g2 білий пішак · h2 білий пішак · c1 біла тура · d1 біла тура · g1 білий король | 2 |
| 1 | a8 чорна тура · c8 чорний слон · f8 чорна тура · b7 чорний пішак · d7 чорний кінь · e7 чорний ферзь · g7 чорний слон · b6 чорний кінь · c6 чорний пішак · e6 чорний пішак · g6 чорний король · h6 чорний пішак · a5 чорний пішак · d4 білий пішак · e4 білий кінь · b3 білий пішак · e3 білий слон · c2 білий ферзь · e2 білий слон · f2 білий пішак · g2 білий пішак · h2 білий пішак · c1 біла тура · d1 біла тура · g1 білий король | a8 чорна тура · c8 чорний слон · f8 чорна тура · b7 чорний пішак · d7 чорний кінь · e7 чорний ферзь · g7 чорний слон · b6 чорний кінь · c6 чорний пішак · e6 чорний пішак · g6 чорний король · h6 чорний пішак · a5 чорний пішак · d4 білий пішак · e4 білий кінь · b3 білий пішак · e3 білий слон · c2 білий ферзь · e2 білий слон · f2 білий пішак · g2 білий пішак · h2 білий пішак · c1 біла тура · d1 біла тура · g1 білий король | a8 чорна тура · c8 чорний слон · f8 чорна тура · b7 чорний пішак · d7 чорний кінь · e7 чорний ферзь · g7 чорний слон · b6 чорний кінь · c6 чорний пішак · e6 чорний пішак · g6 чорний король · h6 чорний пішак · a5 чорний пішак · d4 білий пішак · e4 білий кінь · b3 білий пішак · e3 білий слон · c2 білий ферзь · e2 білий слон · f2 білий пішак · g2 білий пішак · h2 білий пішак · c1 біла тура · d1 біла тура · g1 білий король | a8 чорна тура · c8 чорний слон · f8 чорна тура · b7 чорний пішак · d7 чорний кінь · e7 чорний ферзь · g7 чорний слон · b6 чорний кінь · c6 чорний пішак · e6 чорний пішак · g6 чорний король · h6 чорний пішак · a5 чорний пішак · d4 білий пішак · e4 білий кінь · b3 білий пішак · e3 білий слон · c2 білий ферзь · e2 білий слон · f2 білий пішак · g2 білий пішак · h2 білий пішак · c1 біла тура · d1 біла тура · g1 білий король | a8 чорна тура · c8 чорний слон · f8 чорна тура · b7 чорний пішак · d7 чорний кінь · e7 чорний ферзь · g7 чорний слон · b6 чорний кінь · c6 чорний пішак · e6 чорний пішак · g6 чорний король · h6 чорний пішак · a5 чорний пішак · d4 білий пішак · e4 білий кінь · b3 білий пішак · e3 білий слон · c2 білий ферзь · e2 білий слон · f2 білий пішак · g2 білий пішак · h2 білий пішак · c1 біла тура · d1 біла тура · g1 білий король | a8 чорна тура · c8 чорний слон · f8 чорна тура · b7 чорний пішак · d7 чорний кінь · e7 чорний ферзь · g7 чорний слон · b6 чорний кінь · c6 чорний пішак · e6 чорний пішак · g6 чорний король · h6 чорний пішак · a5 чорний пішак · d4 білий пішак · e4 білий кінь · b3 білий пішак · e3 білий слон · c2 білий ферзь · e2 білий слон · f2 білий пішак · g2 білий пішак · h2 білий пішак · c1 біла тура · d1 біла тура · g1 білий король | a8 чорна тура · c8 чорний слон · f8 чорна тура · b7 чорний пішак · d7 чорний кінь · e7 чорний ферзь · g7 чорний слон · b6 чорний кінь · c6 чорний пішак · e6 чорний пішак · g6 чорний король · h6 чорний пішак · a5 чорний пішак · d4 білий пішак · e4 білий кінь · b3 білий пішак · e3 білий слон · c2 білий ферзь · e2 білий слон · f2 білий пішак · g2 білий пішак · h2 білий пішак · c1 біла тура · d1 біла тура · g1 білий король | a8 чорна тура · c8 чорний слон · f8 чорна тура · b7 чорний пішак · d7 чорний кінь · e7 чорний ферзь · g7 чорний слон · b6 чорний кінь · c6 чорний пішак · e6 чорний пішак · g6 чорний король · h6 чорний пішак · a5 чорний пішак · d4 білий пішак · e4 білий кінь · b3 білий пішак · e3 білий слон · c2 білий ферзь · e2 білий слон · f2 білий пішак · g2 білий пішак · h2 білий пішак · c1 біла тура · d1 біла тура · g1 білий король | 1 |
|   | a | b | c | d | e | f | g | h |   |

23.Bh5+ і тепер:
- 23...Kxh5 24.Ng3+ Kh4 25.Qe4+ Rf4 26.Qxf4#
- 23...Kf5 24.g4#
- 23...Kh7 24.Nf6+ (подвійний шах) Kh8 25.Qh7#

В шахах тактика загалом зосереджується на короткострокових діях — настільки короткострокових, що їх може розрахувати наперед людина або комп'ютер. Можлива глибина розрахунку залежить від уміння гравця. У спокійній позиції, з великою кількістю можливостей з обох сторін, глибокий розрахунок є складнішим і не може бути практичним, тоді як у «тактичний» позиції з обмеженою кількістю форсованих варіантів сильні гравці можуть розраховувати довгі послідовності ходів.
Прості одно- або двоходові тактичні дії — загрози, обміни матеріалу, подвійні атаки, можна об'єднувати у більш складні комбінації, послідовності тактичних маневрів, які часто вимушені з точки зору одного або обох гравців. Теоретики описують багато елементарних тактичних прийомів та типових маневрів, наприклад, зв'язування, вилка, лінійний удар, батарея, відкритий напад (особливо відкритий шах), проміжний хід, відволікання, заманювання, жертва, знищення захисту, перевантаження і перекриття.
Форсований варіант, який містить жертву і, як правило, приносить суттєву вигоду, називається комбінацією. Блискучі комбінації — такі, як у безсмертній партії — вважаються шедеврами і ними захоплюються любителі шахів. Зазвичай шахові задачі, направлені на розвиток ігрових навичок, показують гравцям позиції, які містять комбінацію, а гравець має її знайти.

### Основи стратегії
Шахова стратегія пов'язана з оцінкою шахових позицій і з встановленням цілей та довгострокових планів на подальшу гру. В ході оцінки гравці повинні враховувати безліч факторів, таких як цінність фігур на шахівниці, контроль центру і централізація, пішакова структура, безпека короля, а також контроль ключових полів або групи полів (наприклад, діагоналей, відкритих вертикалей і темних або світлих полів).
Основний крок в оцінці позиції полягає в підрахунку відносної цінності шахових фігур, своїх і суперника. Очки, які використовують для цього, ґрунтуються на досвіді; зазвичай пішака вважають вартим одного очка, коней і слонів близько трьох очок кожен, туру близько п'яти очок (різниця вартості між турою і слоном або конем називається якістю), а ферзя близько дев'яти очок. Король є ціннішим, ніж всі інші фігури разом, оскільки мат йому означає поразку. Але в практичному сенсі в ендшпілі король як бойова фігура зазвичай сильніший за слона або коня, але слабший, ніж тура. Ця базова оцінка змінюється під впливом інших факторів, таких як положення фігури (наприклад, просунуті пішаки зазвичай цінніші, ніж коли вони на своїх початкових полях), координацією між фігурами (наприклад, пара слонів зазвичай скоординована краще, ніж слон і кінь), а також типом позиції (наприклад, коні зазвичай переважають слонів у закритих позиціях з багатьма пішаками, тоді як слони сильніші у відкритих позиціях.
|}
Ще одним важливим фактором в оцінці шахової позиції є пішакова структура (іноді її називають пішаковим скелетом), або конфігурація пішаків на шахівниці. Пішаки є найменш мобільними шаховими фігурами, пішакова структура відносно статична і багато в чому визначає стратегічний характер позиції. Такі слабкості в пішаковій структурі, як ізольовані, подвоєні пішаки, відсталі пішаки, а також дірки після утворення часто стають постійними. Тому необхідно дотримуватися обережності, щоб уникнути цих недоліків, якщо вони не компенсуються іншими надбаннями (наприклад, можливістю розгорнути атаку).

## Стадії гри

### Дебют
Шаховий дебют — це низка початкових ходів у грі («дебютних ходів»). Визнані послідовності дебютних ходів мають свої назви, такі як Іспанська партія або Сицилійський захист. Вони каталогізовані в довідкових працях, таких як Енциклопедія шахових дебютів. Існують десятки різних дебютів, характер яких варіюється в широкому діапазоні, від спокійної позиційної гри (наприклад, Дебют Реті) до дуже агресивних (Латиський гамбіт). Для деяких дебютних ліній точну послідовність ходів, яку вважають найкращою для обох суперників, проаналізовано до понад 30 ходів. Професійні гравці витрачають роки на вивчення дебютів і продовжують це робити упродовж усієї своєї кар'єри разом з розвитком дебютної теорії.
Основні стратегічні цілі схожі для більшості дебютів:
- Розвиток: метод розміщення фігур (особливо слонів і коней) на корисні поля, звідки вони матимуть оптимальний вплив на гру.
- Контроль над центром: контроль над центральними полями дозволяє фігурам переміститись у будь-яку частину шахівниці відносно легко, а також обмежує можливість дій опонента.
- Безпека короля: дуже важливо зберегти короля в безпеці від загрози мату. Вчасно зроблена рокіровка часто сприяє цьому.
- Пішакова структура: гравці прагнуть уникнути утворення таких пішакових слабкостей, як ізольовані, здвоєні, відсталі пішаки і наявність пішакових островків, а також спричинити появу таких слабкостей у позиції супротивника.

Більшість гравців і теоретиків вважають, що білі завдяки праву першого ходу починають гру з невеликою перевагою. Це спочатку дає білим ініціативу. Чорні зазвичай прагнуть нейтралізувати перевагу білих і домогтися рівності, або ж шукають динамічної контргри в нерівноважній позиції.

### Мітельшпіль
Міттельшпіль — стадія гри, яка розпочинається після дебюту. Чітку межу між дебютом і мітельшпілем провести неможливо, але зазвичай міттельшпіль розпочинається коли більшість фігур вже розвинулись. (Аналогічно, немає чіткого переходу з мітельшпіля в ендшпіль). Оскільки дебютна теорія вже закінчилася, то гравці повинні сформувати плани, взявши до уваги особливості позиції, і водночас враховувати тактичні можливості позиції. Міттельшпіль-це стадія, в якій відбувається більшість комбінацій. Комбінації — це серії тактичних ходів для досягнення якоїсь вигоди. Комбінації в міттельшпілі часто пов'язані з нападом на короля супротивника. Деякі типові схеми мають власні назви, наприклад, Мат Бодена або комбінація Ласкер проти Бауера.
Специфічні плани або стратегічні теми часто виникають з певних груп дебютів, які призводять до певних типів пішакової структури. Прикладом є атака меншості, коли гравець, маючи менше пішаків на ферзевому фланзі, атакує на ньому суперника, у якого там більше пішаків. Таким чином, вивчення дебютів пов'язане з підготовкою планів, які є типовими для того чи іншого мітельшпілю.
Ще одне важливе стратегічне питання мітельшпілю полягає в тому, як і коли розміняти матеріал і перейти в ендшпіль, тобто спростити позицію. Незначну матеріальну перевагу зазвичай можна реалізувати лише в ендшпілі, тож сильніша сторона повинна вибрати правильний спосіб переходу в ендшпіль. Не кожен розмін матеріалу годиться для цієї мети. Наприклад, якщо суперники мають слони різного кольору, то перехід в ендшпіль зі слонами і пішаком зазвичай вигідний для слабшої сторони, оскільки ендшпіль з різнокольоровими слонами в переважній більшості веде до нічиєї навіть за явності зайвого пішака, часом навіть двох.

### Ендшпіль
|   | a                                                   | b                                                   | c                                                   | d                                                   | e                                                   | f                                                   | g                                                   | h                                                   |   |
| 8 | c8 чорний король · c7 білий пішак · d6 білий король | c8 чорний король · c7 білий пішак · d6 білий король | c8 чорний король · c7 білий пішак · d6 білий король | c8 чорний король · c7 білий пішак · d6 білий король | c8 чорний король · c7 білий пішак · d6 білий король | c8 чорний король · c7 білий пішак · d6 білий король | c8 чорний король · c7 білий пішак · d6 білий король | c8 чорний король · c7 білий пішак · d6 білий король | 8 |
| 7 | c8 чорний король · c7 білий пішак · d6 білий король | c8 чорний король · c7 білий пішак · d6 білий король | c8 чорний король · c7 білий пішак · d6 білий король | c8 чорний король · c7 білий пішак · d6 білий король | c8 чорний король · c7 білий пішак · d6 білий король | c8 чорний король · c7 білий пішак · d6 білий король | c8 чорний король · c7 білий пішак · d6 білий король | c8 чорний король · c7 білий пішак · d6 білий король | 7 |
| 6 | c8 чорний король · c7 білий пішак · d6 білий король | c8 чорний король · c7 білий пішак · d6 білий король | c8 чорний король · c7 білий пішак · d6 білий король | c8 чорний король · c7 білий пішак · d6 білий король | c8 чорний король · c7 білий пішак · d6 білий король | c8 чорний король · c7 білий пішак · d6 білий король | c8 чорний король · c7 білий пішак · d6 білий король | c8 чорний король · c7 білий пішак · d6 білий король | 6 |
| 5 | c8 чорний король · c7 білий пішак · d6 білий король | c8 чорний король · c7 білий пішак · d6 білий король | c8 чорний король · c7 білий пішак · d6 білий король | c8 чорний король · c7 білий пішак · d6 білий король | c8 чорний король · c7 білий пішак · d6 білий король | c8 чорний король · c7 білий пішак · d6 білий король | c8 чорний король · c7 білий пішак · d6 білий король | c8 чорний король · c7 білий пішак · d6 білий король | 5 |
| 4 | c8 чорний король · c7 білий пішак · d6 білий король | c8 чорний король · c7 білий пішак · d6 білий король | c8 чорний король · c7 білий пішак · d6 білий король | c8 чорний король · c7 білий пішак · d6 білий король | c8 чорний король · c7 білий пішак · d6 білий король | c8 чорний король · c7 білий пішак · d6 білий король | c8 чорний король · c7 білий пішак · d6 білий король | c8 чорний король · c7 білий пішак · d6 білий король | 4 |
| 3 | c8 чорний король · c7 білий пішак · d6 білий король | c8 чорний король · c7 білий пішак · d6 білий король | c8 чорний король · c7 білий пішак · d6 білий король | c8 чорний король · c7 білий пішак · d6 білий король | c8 чорний король · c7 білий пішак · d6 білий король | c8 чорний король · c7 білий пішак · d6 білий король | c8 чорний король · c7 білий пішак · d6 білий король | c8 чорний король · c7 білий пішак · d6 білий король | 3 |
| 2 | c8 чорний король · c7 білий пішак · d6 білий король | c8 чорний король · c7 білий пішак · d6 білий король | c8 чорний король · c7 білий пішак · d6 білий король | c8 чорний король · c7 білий пішак · d6 білий король | c8 чорний король · c7 білий пішак · d6 білий король | c8 чорний король · c7 білий пішак · d6 білий король | c8 чорний король · c7 білий пішак · d6 білий король | c8 чорний король · c7 білий пішак · d6 білий король | 2 |
| 1 | c8 чорний король · c7 білий пішак · d6 білий король | c8 чорний король · c7 білий пішак · d6 білий король | c8 чорний король · c7 білий пішак · d6 білий король | c8 чорний король · c7 білий пішак · d6 білий король | c8 чорний король · c7 білий пішак · d6 білий король | c8 чорний король · c7 білий пішак · d6 білий король | c8 чорний король · c7 білий пішак · d6 білий король | c8 чорний король · c7 білий пішак · d6 білий король | 1 |
|   | a                                                   | b                                                   | c                                                   | d                                                   | e                                                   | f                                                   | g                                                   | h                                                   |   |

Ендшпіль — стадія гри, коли на шахівниці залишилося мало фігур. Існує три основні стратегічні відмінності ендшпілю від попередніх стадій гри:
1. Більшої ваги набувають пішаки. Ендшпілі часто обертаються навколо прагнення замінити пішака на сильнішу фігуру шляхом просування його на останню горизонталь.
2. Король, який у мітельшпілі потребував захисту від мату, стає в ендшпілі сильною фігурою. Його часто переміщують в центр шахівниці, де він може захистити своїх пішаків, атакувати пішаків суперника і перешкоджати ходам короля супротивника.
3. Цугцванг змушує гравця робити невигідний для нього хід. Він набагато частіше трапляється в ендшпілі, ніж на іншій стадії гри. На діаграмі наведено приклад обопільного цугцвангу. Якщо хід чорних, то 1…Kb7 дозволяючи білим просунути пішака після 2.Kd7; якщо черга білих, то гра завершується внічию, або через пат внаслідок 1.Kc6 або через втрату пішака після будь-якого іншого ходу.

Ендшпіль можна класифікувати за типом фігур, що залишилися на шахівниці. Базові мати — позиції, в яких один гравець має тільки короля, а його суперник крім короля має одну або дві фігури і спроможний поставити мат завдяки взаємодії фігур з королем. Наприклад, король і пішак містить лише королів і пішаків з обох боків і задача полягає в тому, щоб провести пішака на останню горизонталь, де він перетворюється на фігуру. Інші, складніші ендшпілі класифікуються в залежності від фігур, які залишились на шахівниці окрім королів, наприклад «Тура та пішак проти тури».

## Місце шахів у культурі

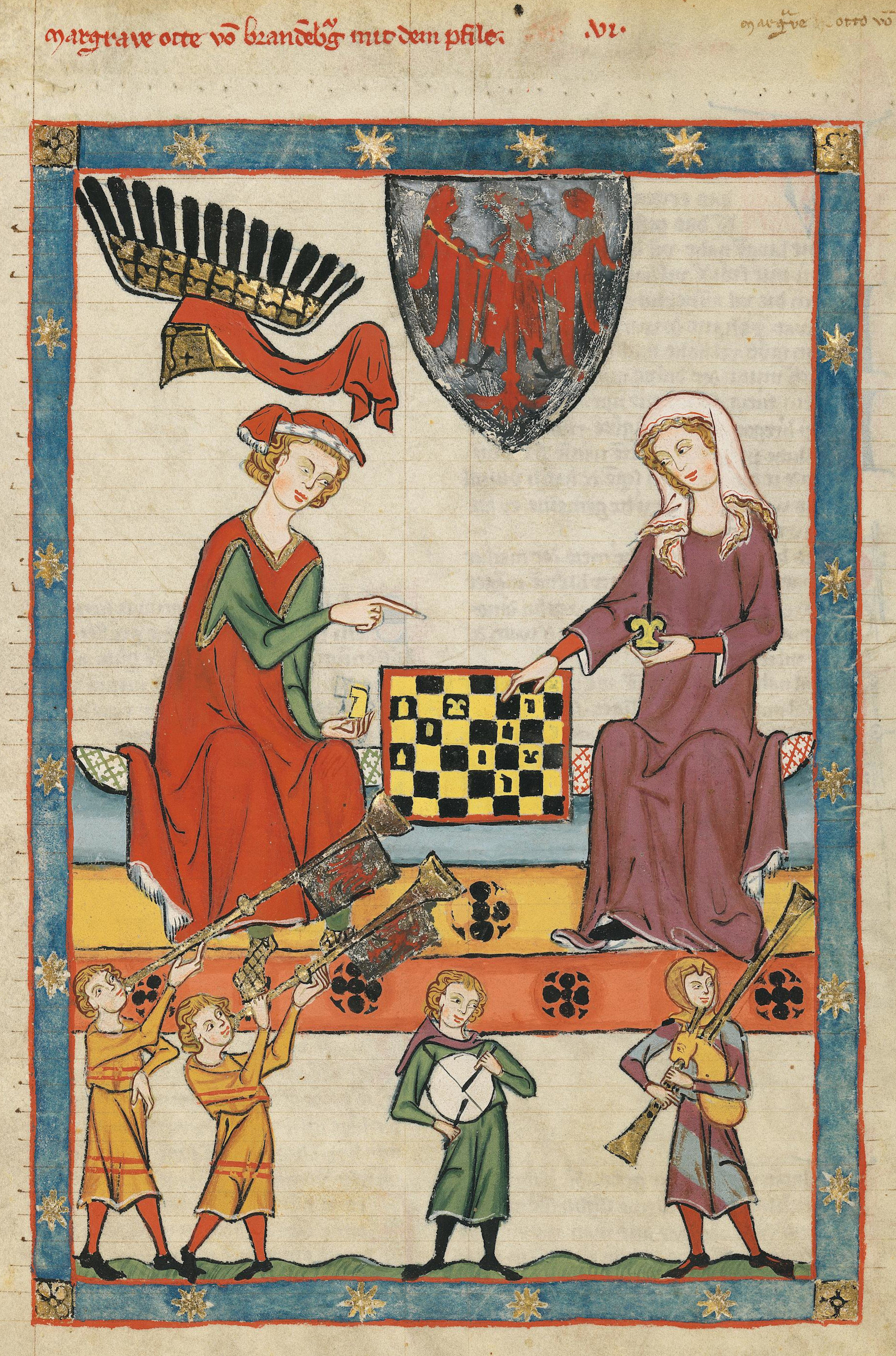
Благородні шахісти, Німеччина, бл.  1320
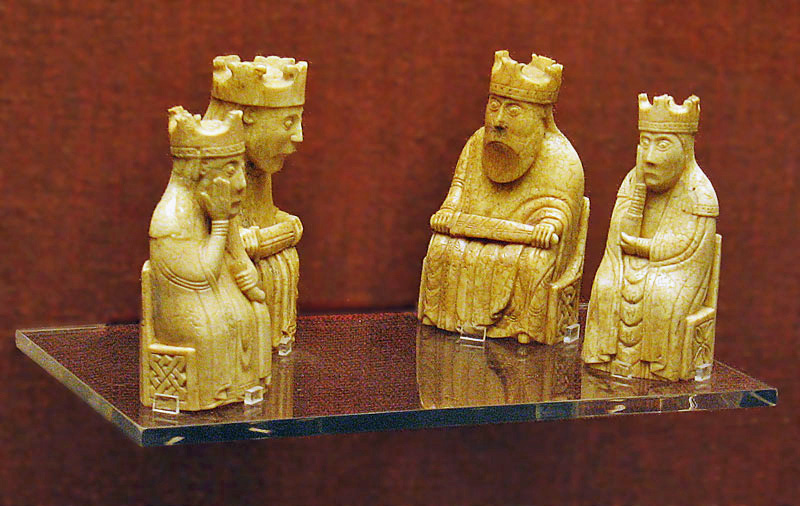
Два королі і два ферзі з набору Шахи острова Льюїс (Британський музей)
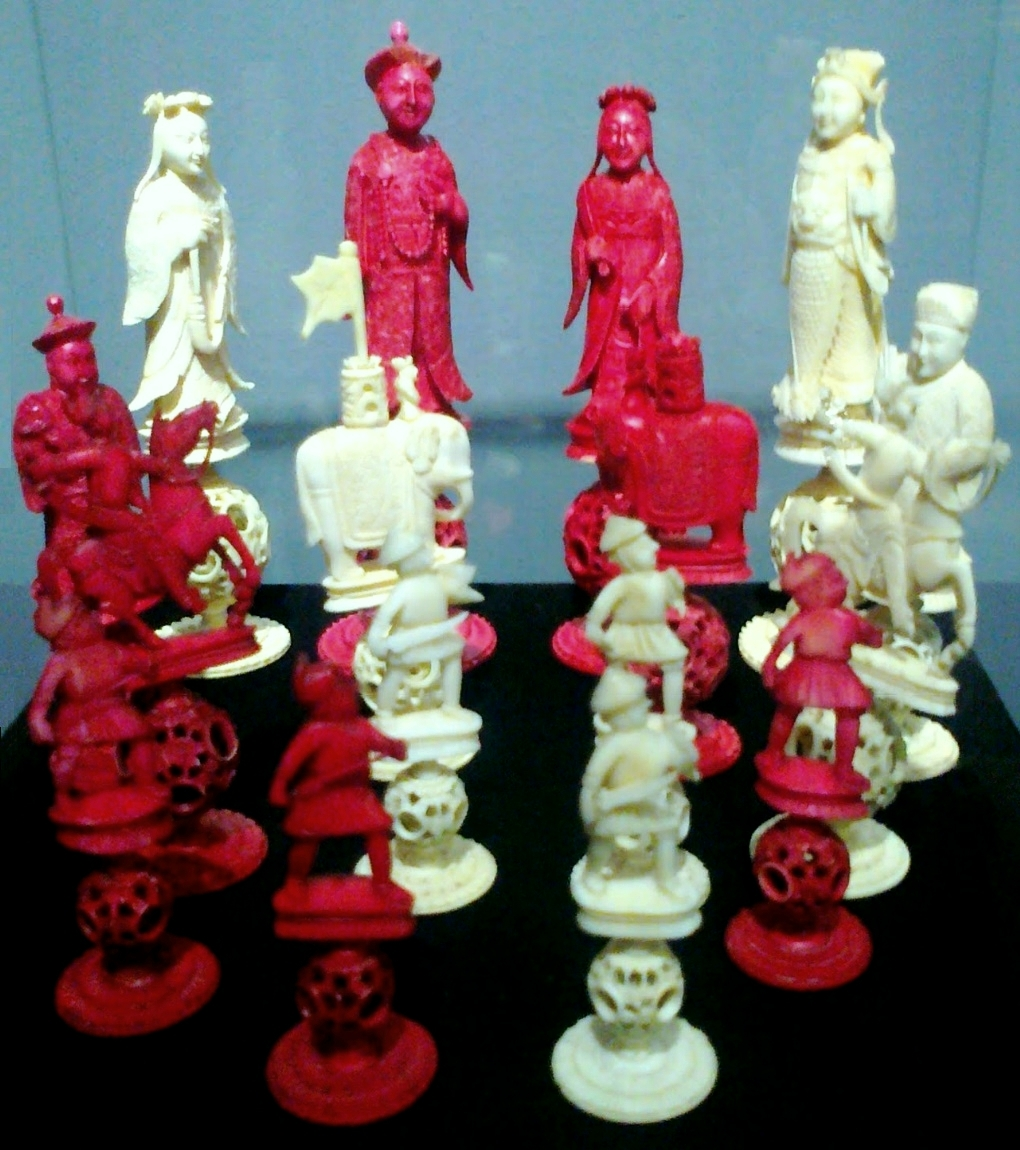
Декоративні пішаки 19-го століття, Китай (Національний музей у Варшаві)
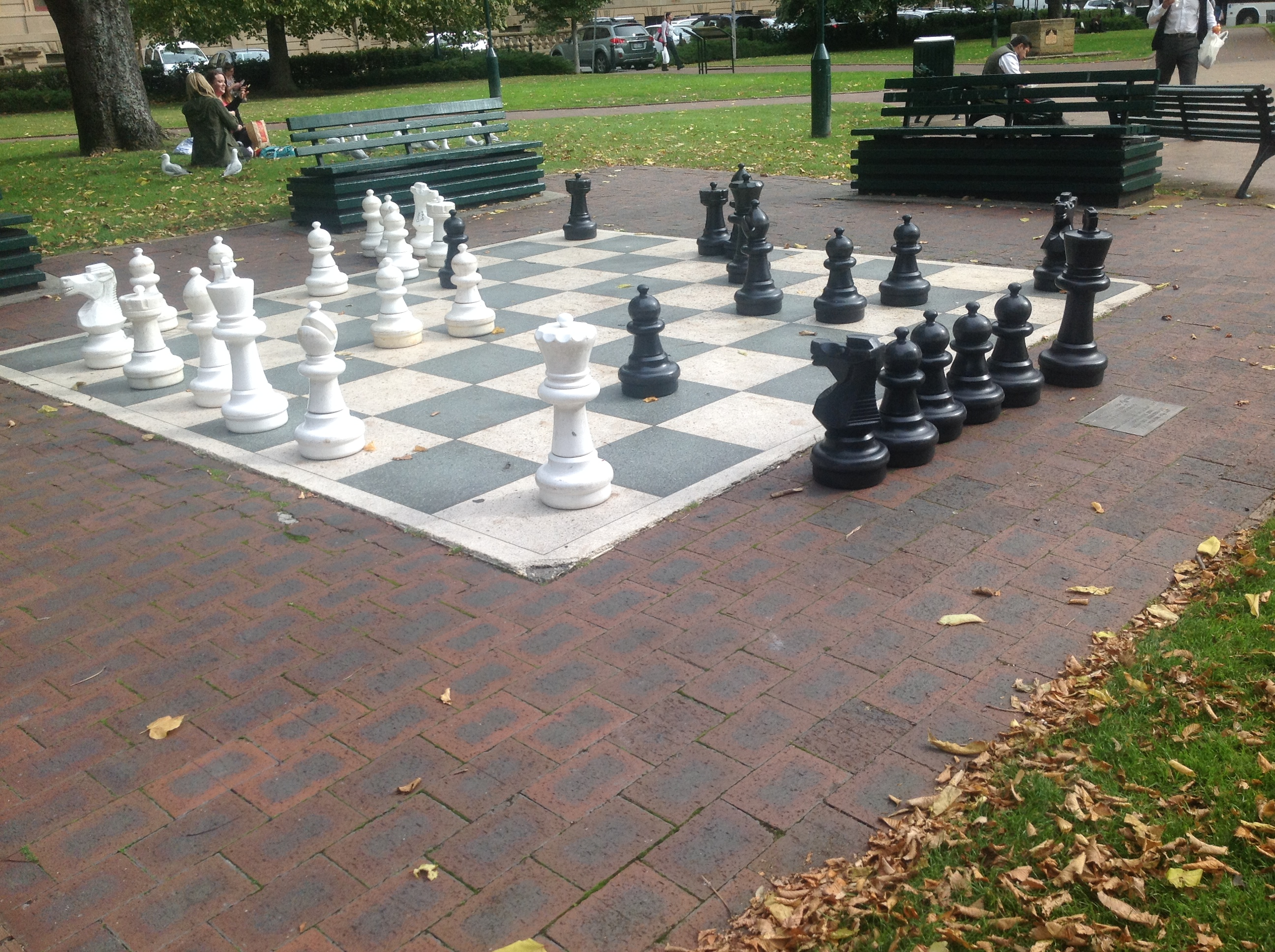
Набір великих шахів на Майдані Франкліна, Тасманія
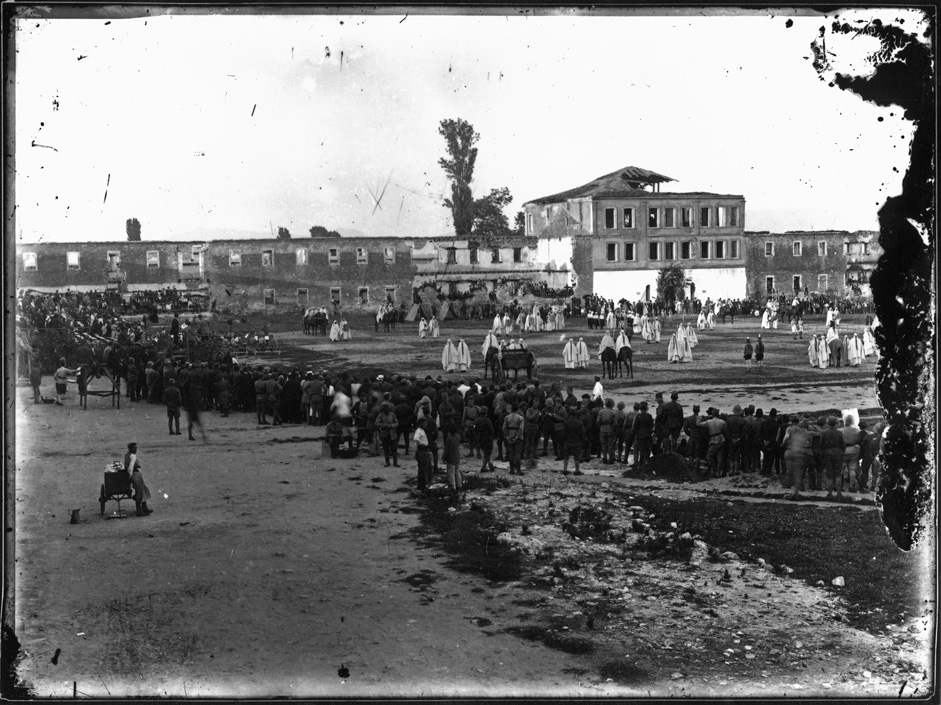
Шахова партія з живими фігурами (Бітола, 1924)

### Домодерні часи
За часів середньовіччя і в епоху Відродження шахи були частиною шляхетської культури. Їх використовували, щоб навчати воєнної стратегії і називали «королівською грою». Джентльменам належить «to be meanly seene in the play at Chestes», — йдеться в огляді на початку книги Придворний Балтазара Кастільйоне (1528), але шахи не повинні бути головною пристрастю Джентльменів. І далі пояснює:
|  | І що тобі сказати про гру в шахи? Це справді благородний рід розваг та вправа для розуму, каже Сер Фрідерік. Але я думаю, що ця гра має недолік, і потрібно на нього зважати, що для досягнення високого рівня гри в шахи потрібно присвячувати їм багато часу і зусиль. А за цей самий час можна навчитись якоїсь благородної науки, або ж зробити ще щось важливе. І витративши всі ці зусилля, зрештою він не знатиме нічого крім гри. Тому я вірю, що в цьому випадку трапляється дуже рідкісна річ, а саме те, що посередність більш достойна похвали, ніж досконалість. Оригінальний текст (англ.) And what say you to the game at chestes? It is truely an honest kynde of enterteynmente and wittie, quoth Syr Friderick. But me think it hath a fault, whiche is, that a man may be to couning at it, for who ever will be excellent in the playe of chestes, I beleave he must beestowe much tyme about it, and applie it with so much study, that a man may assoone learne some noble scyence, or compase any other matter of importaunce, and yet in the ende in beestowing all that laboure, he knoweth no more but a game. Therfore in this I beleave there happeneth a very rare thing, namely, that the meane is more commendable, then the excellency. |

Багато вишуканих шахових наборів, які використовували аристократи, втрачені, а інші частково збереглись, як наприклад Шахи острова Льюїс.
Шахи часто використовували як основу проповідей моралі. Прикладом є Liber de moribus hominum et officiis nobilium sive super ludo scacchorum ('Книга про звичаї людей і обов'язки шляхти або Книга шахів'), яку написав італійський домініканський монах Якобус де Цессоліс близько 1300 року. Вона була однією з найбільш популярних у середньовіччі. Її переклали на багато інших мов (перше друковане видання вийшло в Утрехті 1473 року) і вона стала основою для The Game and Playe of the Chesse (1474) Вільяма Кекстона, однієї з перших надрукованих англійською мовою книг. Різні шахові фігури порівнювали з різними соціальними колами людей, а людські обов'язки походили з правил гри, або з візуальних особливостей шахових фігур:
|  | Лицаря (слона) потрібно виготовляти повністю озброєним, як він сидить на коні, маючи шолом на голові і списа в правій руці, і прикритий щитом, з мечем і булавою ліворуч, одягнутий у гауберк, а його груди прикриті латами, legge harnoys на його ногах, шпори на його п'ятах, а його руки в рукавицях, його кінь добре виїжджений і навчений і готовий до бою й покритий збруєю. Коли лицаря виготовлено, його треба помити, а це означатиме, що він готовий до нового життя і нових манер. Також вони не сплять усю ніч у молитвах богу, щоб своєю милістю він дав їм ті речі, які їм недоступні від природи. Король або принц тримає біля себе меча на знак того, that they shold abyde and kepe hym of whom they take theyr dispenses and dignyte. Оригінальний текст (англ.) The knyght ought to be made alle armed upon an hors in suche wyse that he haue an helme on his heed and a spere in his ryght hande/ and coueryd wyth his sheld/ a swerde and a mace on his lyft syde/ Cladd wyth an hawberk and plates to fore his breste/ legge harnoys on his legges/ Spores on his heelis on his handes his gauntelettes/ his hors well broken and taught and apte to bataylle and couerid with his armes/ whan the knyghtes ben maad they ben bayned or bathed/ that is the signe that they shold lede a newe lyf and newe maners/ also they wake alle the nyght in prayers and orysons vnto god that he wylle gyue hem grace that they may gete that thynge that they may not gete by nature/ The kynge or prynce gyrdeth a boute them a swerde in signe/ that they shold abyde and kepe hym of whom they take theyr dispenses and dignyte. |

Відомі в колах духовенства, студентів і торговців, шахи увійшли в народну культуру середньовіччя. Прикладом є 209-та пісня збірки 13-го століття «Carmina Burana», яка починається з назви шахових фігур: Roch, pedites, regina…

### Модерні часи
За часів Просвітництва шахи розглядали як засіб самовдосконалення. Бенджамін Франклін у своїй статті «Мораль шахів» (1750) писав:
|  | Гра в шахи це не просто пуста розвага; за допомогою них можна набути кількох якостей розуму, корисних у повсякденному житті, і посилити їх, так щоб вони стали звичками на всі випадки життя, оскільки життя це свого роду шахи, в яких нам треба здобувати очки і боротися з суперниками, і в яких є широка різноманітність добрих і злих подій, а це є певною мірою наслідок обачності, або ж нестачі її. Граючи в шахи, можна навчитися: I. Передбачати, тобто дивитися трохи наперед в майбутнє і брати до уваги наслідки, до яких можуть призвести наші дії [...] II. Бути обачними, тобто досліджувати загалом шахівницю, або сцену подій - відношення кількох фігур та їхніх положень [...] III. Бути обережними, не робити наші ходи поспіхом [...] Оригінальний текст (англ.) The Game of Chess is not merely an idle amusement; several very valuable qualities of the mind, useful in the course of human life, are to be acquired and strengthened by it, so as to become habits ready on all occasions; for life is a kind of Chess, in which we have often points to gain, and competitors or adversaries to contend with, and in which there is a vast variety of good and ill events, that are, in some degree, the effect of prudence, or the want of it. By playing at Chess then, we may learn: I. Foresight, which looks a little into futurity, and considers the consequences that may attend an action [...] II. Circumspection, which surveys the whole Chess-board, or scene of action: – the relation of the several Pieces, and their situations [...] III. Caution, not to make our moves too hastily [...] |

З цими чи подібними поглядами, шахів сьогодні навчають дітей у школах по всьому світі. Багато шкіл мають шахові клуби, а також існує багато шкільних турнірів спеціально для дітей. Ці турніри проводяться регулярно в багатьох країнах, під егідою таких організацій як Шахова федерація США і Національний шкільний шаховий Фонд.

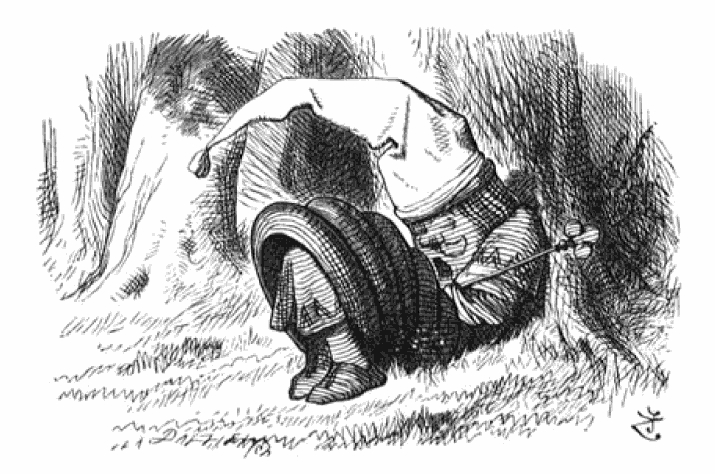
Аліса в Задзеркаллі: Червоний Король хропе. Ілюстрація сера Джон Теннієл.

Шахи часто  зображують у мистецтві; серед визначних творів, у яких шахи відіграють ключову роль, Гра в шахи Томаса Міддлтона, Аліса в Задзеркаллі Льюїса Керролла, Захист Лужина Володимира Набокова, Шахова новела Стефана Цвейга. Шахи постають у таких фільмах, як Сьома печатка Інгмара Бергмана і Шахісти Сатьяджита Рея.
Крім того, шахи присутні і в сучасній популярній культурі. Наприклад, персонажі фільму Зоряний шлях грають у футуристичну версію гри під назвою «тривимірні шахи». «Чарівні шахи» присутні в серії романів Дж. К. Роулінг Гаррі Поттер. Герой фільму У пошуках Боббі Фішера бореться проти прийняття агресивних і людиноненависницьких поглядів чемпіона світу з шахів. Шахи слугують основною темою в мюзиклі Шахи Тіма Райса, Бйорна Ульвеусаі Бенні Андерссона. У трилері Хід королевою йдеться про гросмейстера, якого звинувачують у серійних вбивствах. Фільм Ігри чемпіонів, у якому роль Боббі Фішера виконує Тобі Магвайр, а Бориса Спаського грає Лев Шрайбер, зображує драму довкола Матчу за звання чемпіона світу 1972 в Ісландії під час Холодної війни.

### Суперечності в релігії
2016 року Верховний муфтій Саудівської Аравії Абдуль-Азіз ібн Абдуллах Аль аш-Шейх видав релігійну фетву, якою постановив, що шахи заборонені в Ісламі, оскільки це азартна гра. Заявивши, що «шахи це марна трата часу і можливість просадити гроші. Вони спричиняють ворожнечу і ненависть між людьми». Однак, ця фетва не є юридично обов'язковою шахи залишаються популярною грою в мусульманських країнах.

## Композиція
Шахова композиція — це мистецтво створення шахових проблем (також відомих як шахові композиції). Їх творців називають шаховими композиторами. Існує багато типів шахових проблем; два найважливіших типи:
- Прямі мати: білі починають першими і ставлять мат чорним за визначену кількість ходів, проти будь-якого захисту. Про такі задачі часто кажуть «мат за n ходів» — наприклад, «мат за три ходи» (трьохходівка); дво — і трьохходові задачі найпоширеніші. Вони зазвичай містять позиції, які вкрай рідко зустрічаються в реальній грі й призначені для ілюстрації певної теми, зазвичай вимагають дивного або нелогічного ключового ходу.[77]
- Етюди: стандартні завдання, в яких умовою є перемога або нічия білих. Майже всі етюди є ендшпільними позиціями.[78]

Шахова композиція — окреме відгалуження шахового спорту, існують турніри як з композицій так і з розв'язання етюдів.

### Приклад
|   | a                                                                     | b                                                                     | c                                                                     | d                                                                     | e                                                                     | f                                                                     | g                                                                     | h                                                                     |   |
| 8 | h8 білий король · a6 чорний король · c6 білий пішак · h5 чорний пішак | h8 білий король · a6 чорний король · c6 білий пішак · h5 чорний пішак | h8 білий король · a6 чорний король · c6 білий пішак · h5 чорний пішак | h8 білий король · a6 чорний король · c6 білий пішак · h5 чорний пішак | h8 білий король · a6 чорний король · c6 білий пішак · h5 чорний пішак | h8 білий король · a6 чорний король · c6 білий пішак · h5 чорний пішак | h8 білий король · a6 чорний король · c6 білий пішак · h5 чорний пішак | h8 білий король · a6 чорний король · c6 білий пішак · h5 чорний пішак | 8 |
| 7 | h8 білий король · a6 чорний король · c6 білий пішак · h5 чорний пішак | h8 білий король · a6 чорний король · c6 білий пішак · h5 чорний пішак | h8 білий король · a6 чорний король · c6 білий пішак · h5 чорний пішак | h8 білий король · a6 чорний король · c6 білий пішак · h5 чорний пішак | h8 білий король · a6 чорний король · c6 білий пішак · h5 чорний пішак | h8 білий король · a6 чорний король · c6 білий пішак · h5 чорний пішак | h8 білий король · a6 чорний король · c6 білий пішак · h5 чорний пішак | h8 білий король · a6 чорний король · c6 білий пішак · h5 чорний пішак | 7 |
| 6 | h8 білий король · a6 чорний король · c6 білий пішак · h5 чорний пішак | h8 білий король · a6 чорний король · c6 білий пішак · h5 чорний пішак | h8 білий король · a6 чорний король · c6 білий пішак · h5 чорний пішак | h8 білий король · a6 чорний король · c6 білий пішак · h5 чорний пішак | h8 білий король · a6 чорний король · c6 білий пішак · h5 чорний пішак | h8 білий король · a6 чорний король · c6 білий пішак · h5 чорний пішак | h8 білий король · a6 чорний король · c6 білий пішак · h5 чорний пішак | h8 білий король · a6 чорний король · c6 білий пішак · h5 чорний пішак | 6 |
| 5 | h8 білий король · a6 чорний король · c6 білий пішак · h5 чорний пішак | h8 білий король · a6 чорний король · c6 білий пішак · h5 чорний пішак | h8 білий король · a6 чорний король · c6 білий пішак · h5 чорний пішак | h8 білий король · a6 чорний король · c6 білий пішак · h5 чорний пішак | h8 білий король · a6 чорний король · c6 білий пішак · h5 чорний пішак | h8 білий король · a6 чорний король · c6 білий пішак · h5 чорний пішак | h8 білий король · a6 чорний король · c6 білий пішак · h5 чорний пішак | h8 білий король · a6 чорний король · c6 білий пішак · h5 чорний пішак | 5 |
| 4 | h8 білий король · a6 чорний король · c6 білий пішак · h5 чорний пішак | h8 білий король · a6 чорний король · c6 білий пішак · h5 чорний пішак | h8 білий король · a6 чорний король · c6 білий пішак · h5 чорний пішак | h8 білий король · a6 чорний король · c6 білий пішак · h5 чорний пішак | h8 білий король · a6 чорний король · c6 білий пішак · h5 чорний пішак | h8 білий король · a6 чорний король · c6 білий пішак · h5 чорний пішак | h8 білий король · a6 чорний король · c6 білий пішак · h5 чорний пішак | h8 білий король · a6 чорний король · c6 білий пішак · h5 чорний пішак | 4 |
| 3 | h8 білий король · a6 чорний король · c6 білий пішак · h5 чорний пішак | h8 білий король · a6 чорний король · c6 білий пішак · h5 чорний пішак | h8 білий король · a6 чорний король · c6 білий пішак · h5 чорний пішак | h8 білий король · a6 чорний король · c6 білий пішак · h5 чорний пішак | h8 білий король · a6 чорний король · c6 білий пішак · h5 чорний пішак | h8 білий король · a6 чорний король · c6 білий пішак · h5 чорний пішак | h8 білий король · a6 чорний король · c6 білий пішак · h5 чорний пішак | h8 білий король · a6 чорний король · c6 білий пішак · h5 чорний пішак | 3 |
| 2 | h8 білий король · a6 чорний король · c6 білий пішак · h5 чорний пішак | h8 білий король · a6 чорний король · c6 білий пішак · h5 чорний пішак | h8 білий король · a6 чорний король · c6 білий пішак · h5 чорний пішак | h8 білий король · a6 чорний король · c6 білий пішак · h5 чорний пішак | h8 білий король · a6 чорний король · c6 білий пішак · h5 чорний пішак | h8 білий король · a6 чорний король · c6 білий пішак · h5 чорний пішак | h8 білий король · a6 чорний король · c6 білий пішак · h5 чорний пішак | h8 білий король · a6 чорний король · c6 білий пішак · h5 чорний пішак | 2 |
| 1 | h8 білий король · a6 чорний король · c6 білий пішак · h5 чорний пішак | h8 білий король · a6 чорний король · c6 білий пішак · h5 чорний пішак | h8 білий король · a6 чорний король · c6 білий пішак · h5 чорний пішак | h8 білий король · a6 чорний король · c6 білий пішак · h5 чорний пішак | h8 білий король · a6 чорний король · c6 білий пішак · h5 чорний пішак | h8 білий король · a6 чорний король · c6 білий пішак · h5 чорний пішак | h8 білий король · a6 чорний король · c6 білий пішак · h5 чорний пішак | h8 білий король · a6 чорний король · c6 білий пішак · h5 чорний пішак | 1 |
|   | a                                                                     | b                                                                     | c                                                                     | d                                                                     | e                                                                     | f                                                                     | g                                                                     | h                                                                     |   |

Це один з найвідоміших етюдів; його опублікував Ріхард Реті 4 грудня 1921 року. Здається неможливо затримати просунутого чорного пішака, тоді як чорний король може легко зупинити білого. Рішенням є просування білого короля по діагоналі, яке дозволяє його досягнути обох пішаків одночасно:
1. Kg7! h4 2. Kf6! Kb6
Або 2…h3 3.Ke7 і білий король може підтримати свого пішака.
3. Ke5!!
Тепер білий король дістається якраз вчасно, щоб підтримати свого пішака, або ж затримати чорного.
3… h3 4. Kd6 ½–½

## Змагальна гра

### Організація змагань
Сучасні шахи — це організований вид спорту з організованими міжнародними та національними лігами, чемпіонатами і конгресами. Керівним шаховим органом є Міжнародна шахова федерація (ФІДЕ, Fédération Internationale des Échecs). Більшість країн мають свої національні шахові організації (наприклад, Шахова федерація США та Англійська шахова федерація), які у свою чергу є членами ФІДЕ. ФІДЕ є членом Міжнародного олімпійського комітету, але гра в шахи ніколи не була в програмі Олімпійських ігор; шахи мають свою Олімпіаду, яка проводиться раз на два роки в командному заліку.

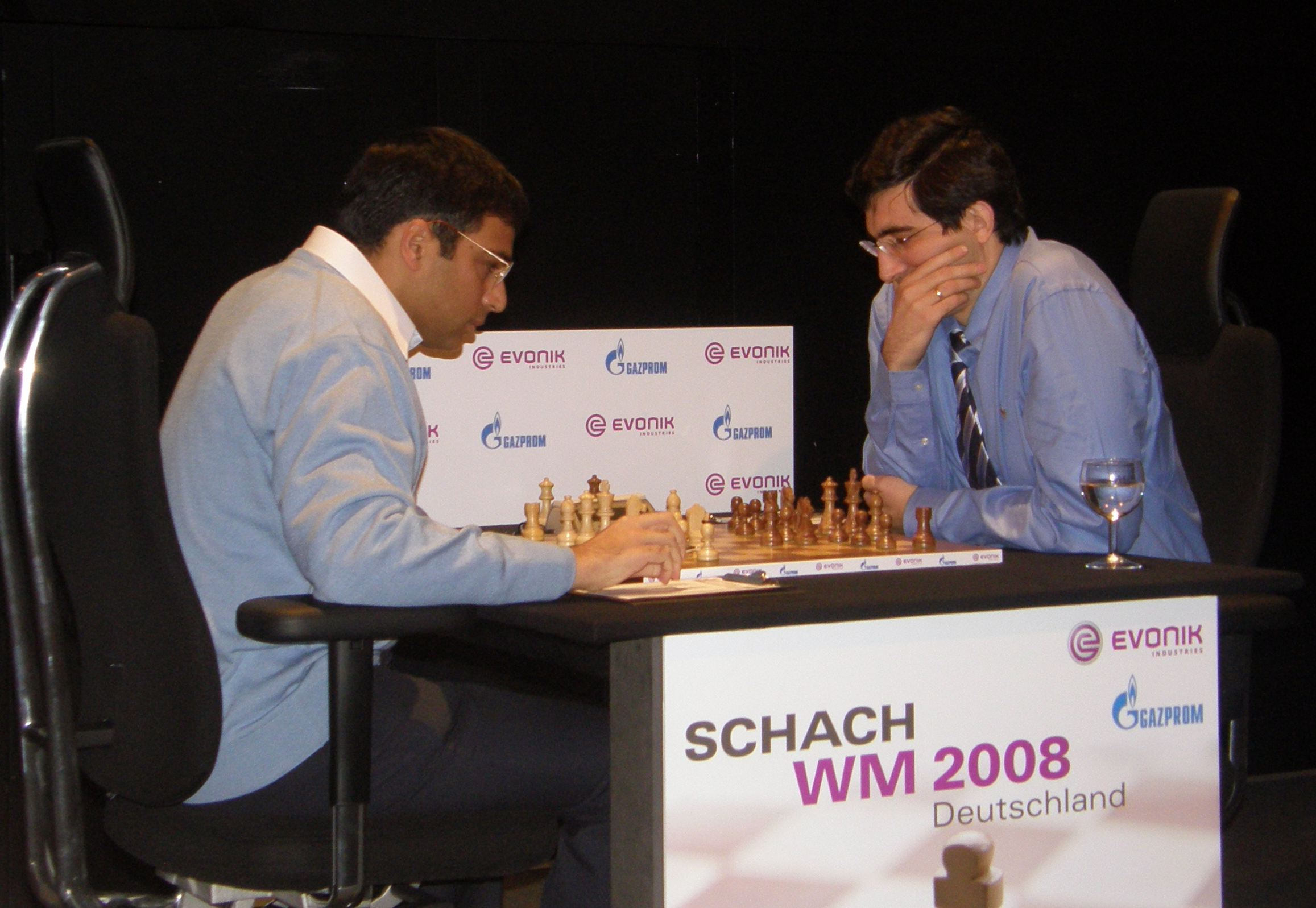
Колишній чемпіон світу Вішванатан Ананд (ліворуч) грає проти свого попередника Володимира Крамника

Чинним чемпіоном світу є Дін Ліжень з Китаю. Серед жінок цей титул належить Хоу Іфань з Китаю. Найвищий рейтинг серед жінок має Юдіт Полгар, яка ніколи не брала участі в чемпіонаті світу серед жінок, вважаючи за краще змагатися з провідними чоловіками і підтримувати рейтинг серед провідних гравців чоловічої статі.
Серед інших змагань в особистому заліку чемпіонат світу серед юніорів, чемпіонат Європи, а також національні шахові чемпіонати. Турніри за запрошенням регулярно збирають найсильніших гравців світу. Серед таких змагань Лінарес, Амбер, Дортмунд, Софія і Вейк-ан-Зеє.
Серед регулярних командних турнірів шахові олімпіади і командні чемпіонати Європи. На чемпіонатах світу з рішення задач і чемпіонатах світу шахів за листуванням змагання проходять як у командному так і особистому заліку.
Крім цих престижних змагань існують тисячі інших шахових турнірів, матчів та фестивалів, що проводяться щорічно у всьому світі серед гравців усіх рівнів. Організація розумових видів спорту, поряд з іншими розумовими видами спорту, такими як бридж, ґо і скрабл.

### Титули та рейтинги

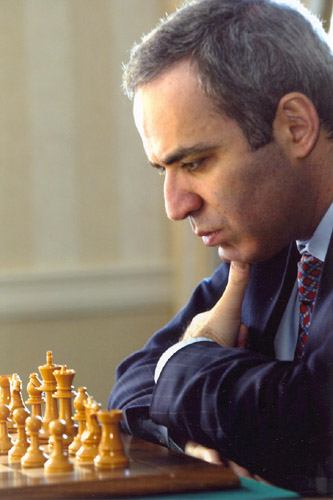
Гросмейстер Гаррі Каспаров, колишній чемпіон світу з шахів, який на думку багатьох є одним із Найсильніші шахісти всіх часів.

Найкращим гравцям ФІДЕ присуджує пожиттєві титули:
- Гросмейстер (скорочено GM; іноді використовують термін міжнародний гросмейстер IGM) присуджують шаховим майстрам світового класу. Крім титулу чемпіона світу є найвищим званням, якого шахіст може досягнути. Для того, щоб отримати цей титул, гравець повинен мати офіційний рейтинг Ело понад 2500 в якийсь момент часу і досягнути трьох позитивних результатів (так звані норми) у турнірах за участю інших, зокрема іноземних, гросмейстерів. Є й інші способи досягнути цього титулу, такі як перемога на чемпіонаті світу серед юніорів.
- Міжнародний майстер (скорочено IM). Вимоги подібні до GM, але менші. Мінімальний рейтинг для здобуття титулу — 2400.
- Майстер ФІДЕ (скорочено FM). Зазвичай гравці здобувають цей титул, досягнувши рейтингу 2300 або вище.
- Кандидат у майстри (скорочено CM). Подібний до FM, але потрібно досягнути рейтингу 2200.

Всі ці титули доступні як чоловікам, так і жінкам All the titles. Існують окремі титули спеціально для жінок, такі як жіночий гросмейстер (WGM). Починаючи з Нони Гапріндашвілі в 1978 році, деяка кількість жінок здобули відкритий титул GM, і більшість із провідної десятки шахісток станом на 2006 рік володіли ним.
Станом на серпень 2011 року було 1363 активних гросмейстери та 3153 міжнародних майстри у світі. Трійка країн з найбільшим числом гросмейстерів: Росія, Україна і Німеччина, відповідно 208, 78 і 76. Країною з найбільшою кількістю гросмейстерів на душу населення є Ісландія — 11 гросмейстерів і 13 міжнародних майстрів на 310,000 осіб.
Крім того, міжнародні титули присуджуються шаховим композиторам, розв'язувачам шахових задач і шахістам за листуванням (від Міжнародної федерації шахів за листуванням). Національні шахові організації також можуть присуджувати титули, зазвичай просунутим гравцям, нижчого рівня, ніж міжнародні, наприклад, шаховий експерт у США.
Для того, щоб ранжувати гравців, ФІДЕ, ІКЧФ і національні шахові організації використовують рейтинг Ело, розробником якої був Арпад Ело. Шахова федерація США запровадила цю систему 1960 року, і вона швидко здобула визнання як справедливіша і точніша, ніж попередні системи; ФІДЕ її прийняла 1970 року. Магнус Карлсен досягнув найвищого рейтингу ФІДЕ усіх часів, 2881, який він мав у рейтинг-листі ФІДЕ за березень 2014 року.

## Публікації
Шахи мають дуже широку літературу. 1913 року шаховий історик Х. Дж. Р. Мюррей оцінив загальну кількість книг, журналів і шахових колонок у газетах числом приблизно 5000. 1949 року за оцінками Баруха Гаролда Вуда це число дорівнювало приблизно 20000. Девід Гупер і Кеннет Вайлд пишуть, що «Відтоді щороку спостерігається стійке зростання кількості нових шахових видань. Ніхто не знає, скільки надруковано». Існує дві значні публічні шахові бібліотеки: Зібрання шахів і шахів Джона Дж. Вайта в шахи і шашки набір в Клівлендській публічній бібліотеці, яке містить понад 32 000 шахових книг і понад 6000 переплетених томів шахових часописів; а також зібрання шахів і шашок у Королівській бібліотеці Нідерландів, яке містить близько 30 000 книг. Гросмейстер Лотар Шмід належала найбільша у світі приватна колекція шахових книг та сувенірів. Шахова бібліотека Девіда Делюсії містить від 7000 до 8000 шахових книг і таку ж кількість автографів (листів, листів з записами ходів і рукописи), а також близько 1000 „ефемер“. Дірк Ян тен Гозендам вважає зібрання Делюсії „напевне найкращим шаховим зібранням у світі“.

## Математика і комп'ютери
Структура і природа гри в шахи мають стосунок до кількох галузей математики. Багато питань комбінаторики і топології, пов'язаних з шахами, відомі впродовж сотень років.
Підраховуючи число можливих ходів фігури {\displaystyle x} з кожного поля дошки й додаючи ці числа, отримуємо загальне число ходів {\displaystyle S(x).} Ділячи {\displaystyle S(x)} на число полів, доступних фігурі, отримуємо {\displaystyle P(x)} — її рухомість.

Наприклад, задача обходу конем шахматної дошки є задачею динамічного програмування. Нехай шлях складається з {\displaystyle L} шляхів на дошці розміром {\displaystyle N^{2}.} Тоді задача побудови шляхів довжиною {\displaystyle N^{2}} зводиться до задачі побудування шляху {\displaystyle N^{2}-L} кроків, тобто до задачі найменшого об'єму. Далі від кожного поля можлива побудова декількох шляхів, відповідно, для цих шляхів задача побудови шляху до поля є перекривуваною. Розрахунковий цикл задається лістингом:
```
num:=0

WHILE num<k DO

ПобудоваШляху(Хід[num], Довжина);

num:=num+1;

END;
```

Цей рекурсивний процес ніколи не закінчується, оскільки не вистачає глухих кутів, тобто ситуацій, у яких немає продовжень. Такі ситуації можуть бути двох типів: „глухий кут — рішення“ та „глухий кут — відсутність ходу“. Глухий кут, який є рішенням, співпадає із ситуацією {\displaystyle {\text{Довжина}}=N^{2}.}

### Комбінаторика шахів і шахові головоломки

Такі математики, як Ейлер, Лежандр, Муавр і Вандермонд вивчали задачу про хід коня.

Кількість легальних позицій у шахах за оцінками становить приблизно 1043 і доведено, що це число менше, ніж 1047,, а складність дерева гри становить приблизно 10123. Клод Шеннон був першим, хто розрахував складність дерева гри для шахів і за його оцінкою вона становила 10120. Це число відоме як число Шеннона. Зазвичай у середньому позиція має від 30 до 40 можливих ходів, але їх може бути і нуль (у випадку мату або пату) або (у побудованих позиціях) до 218.
Шахи надихнули на створення багатьох комбінаторних головоломок, таких як задача про хід коня і задача про вісім ферзів.

### Комп'ютерні шахи
Одним з найважливіших математичних завдань шахів є розробка алгоритмів, які можуть грати в шахи. Поява ідеї створення шахової машини припадає на 18 століття. Близько 1769 року з'явився автоматон під назвою Механічний турок, який став відомим, перш ніж розкрили, що це містифікація. Серйозні випробування на базі автоматів, таких як El Ajedrecista, були надто складними та обмежено корисними.
З появою цифрового комп'ютера у 1950-х роках шахові ентузіасти, комп'ютерні інженери та комп'ютерні науковці почали будувати все більш успішні шахові машини і шахові програми. 1950 року Шеннон опублікував новаторську статтю про комп'ютерні шахи під назвою „Програмування комп'ютера для гри в шахи“. Він писав:

The chess machine is an ideal one to start with, since: (1) the problem is sharply defined both in allowed operations (the moves) and in the ultimate goal (checkmate); (2) it is neither so simple as to be trivial nor too difficult for satisfactory solution; (3) chess is generally considered to require „thinking“ for skillful play; a solution of this problem will force us either to admit the possibility of a mechanized thinking or to further restrict our concept of „thinking“; (4) the discrete structure of chess fits well into the digital nature of
modern computers.

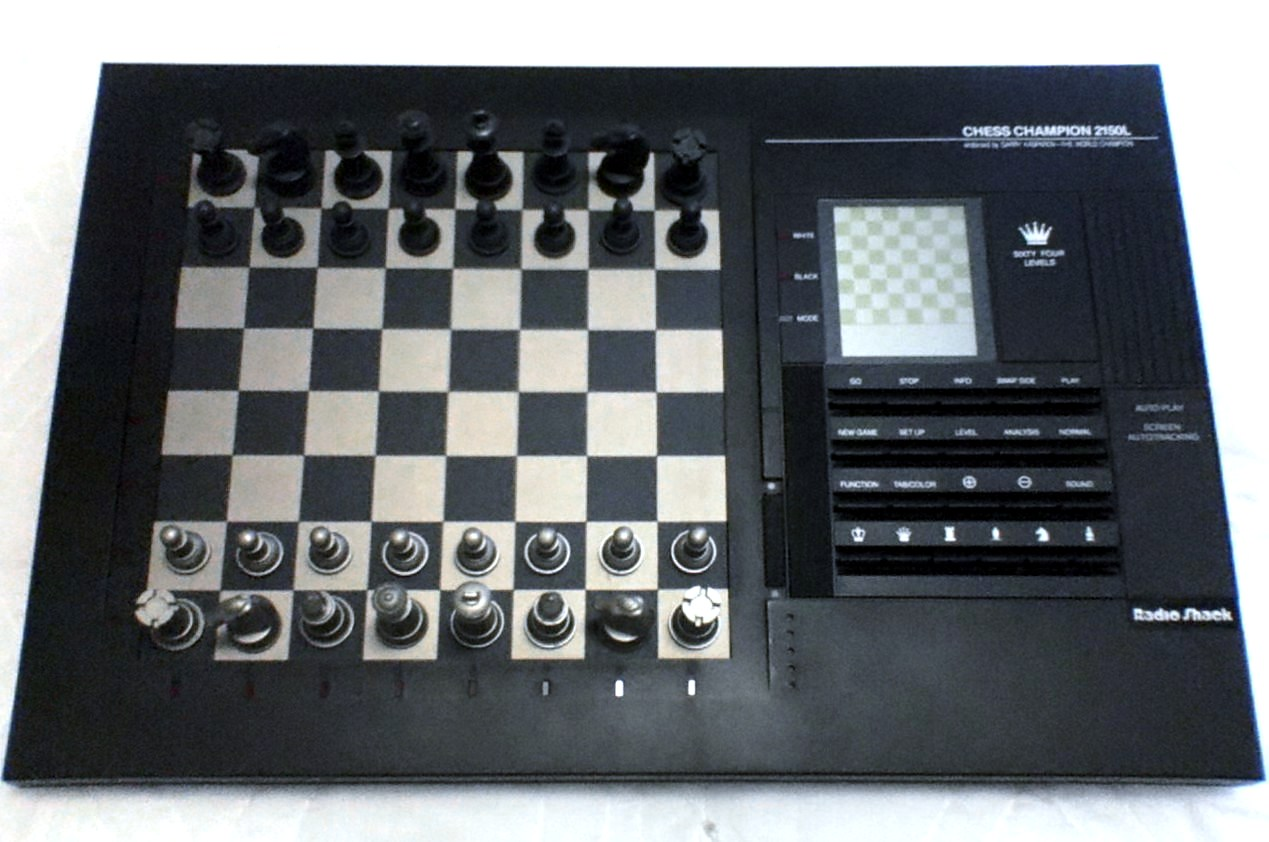
шаховий комп'ютер 1990-х років

У вересні 1970 року Association for Computing Machinery (ACM) провела перший великий шаховий турнір для комп'ютерів, Шаблон:Північноамериканський комп'ютерний шаховий чемпіонат, переможницею якого стала програма Chess від Північно-Західного університету. Починаючи з 1974 року, щорічно проводиться Чемпіонат світу з комп'ютерних шахів. Спочатку шахові рушії сприймали як просто цікавинки, але з часом найкращі з них стали надзвичайно сильними. 1997 року комп'ютер вперше виграв шаховий матч з класичним контролем часу проти чемпіона світу: Deep Blue фірми IBM обіграв Гаррі Каспарова з рахунком 3½–2½ (2 перемоги, 1 поразка і 3 нічиї). Проте, матч був суперечливим,, а наступного разу в подібному поєдинку комп'ютер зміг перемогти людину лише 2006 року.
2009 року шаховий рушій HIARCS 13, що працював на мобільному телефоні HTC Touch HD, виграв турнір 6-ї категорії Copa Mercosur, здобувши 9 перемог і 1 нічию й показавши турнірний перформенс 2898. Найкращі шахові програми тепер здатні легко перемагати найсильніших шахістів, тому шахові матчі між людиною і комп'ютером більше не привертають увагу гравців і ЗМІ.
Маючи величезні бази даних минулих ігор та високі аналітичні здібності, комп'ютери можуть допомогти гравцям вивчати шахи і готуватися до матчів. Шахові серверидозволяють людям знаходити та грати проти суперників зі всього світу. Наявність комп'ютерів та сучасних засобів комунікації викликала стурбованість щодо чітерства під час партій, зокрема у зв'язку з „туалетним скандалом“ під час матчу за звання чемпіона світу 2006.

### Зв'язок з теорією ігор
1913 року Ернст Цермело використовував шахи як основу для своєї теорії ігрових стратегій, яку вважають однією із попередників теорії ігор.  Теорема Цермело стверджує, що можна вирішити шахи, тобто точно визначити результат ідеально зіграної гри (або білі можуть форсувати перемогу, або чорні можуть форсувати перемогу, або обидва суперники можуть форсувати принаймні нічию). Проте, згідно з Клодом Шенноном, існує близько 1043 легальних позицій у шахах, тому розрахунок ідеальної стратегії з використанням будь-якої доступної технології займе неймовірно багато часу.
11-категоріальна, теоретична таксономія гри в шахи включає: наявність двох гравців, відсутність випадковостей, комбінаторний, марківський стан (для гри гравцеві потрібна лише поточна позиція, хоча до неї призвели попередні позиції, знання послідовності минулих ходів не є необхідним для здійснення ходу, за винятком можливих взяття на проході та рокірування, які залежать від минулих ходів), нульова сума, симетрична, повна інформація, не-кооперативна, дискретна, екстенсивна форма (дерево рішення, not payoff matrices), послідовна.

### Обчислювальна складність
Узагальнені шахи (на шахівниці розміром n×n, без правила п'ятдесяти ходів) є EXPTIME.

### Комбінаторна теорія ігор
1996 року Ноам Елкіс знайшов деякі застосування комбінаторної теорії ігор до ендшпілів.

## Психологія

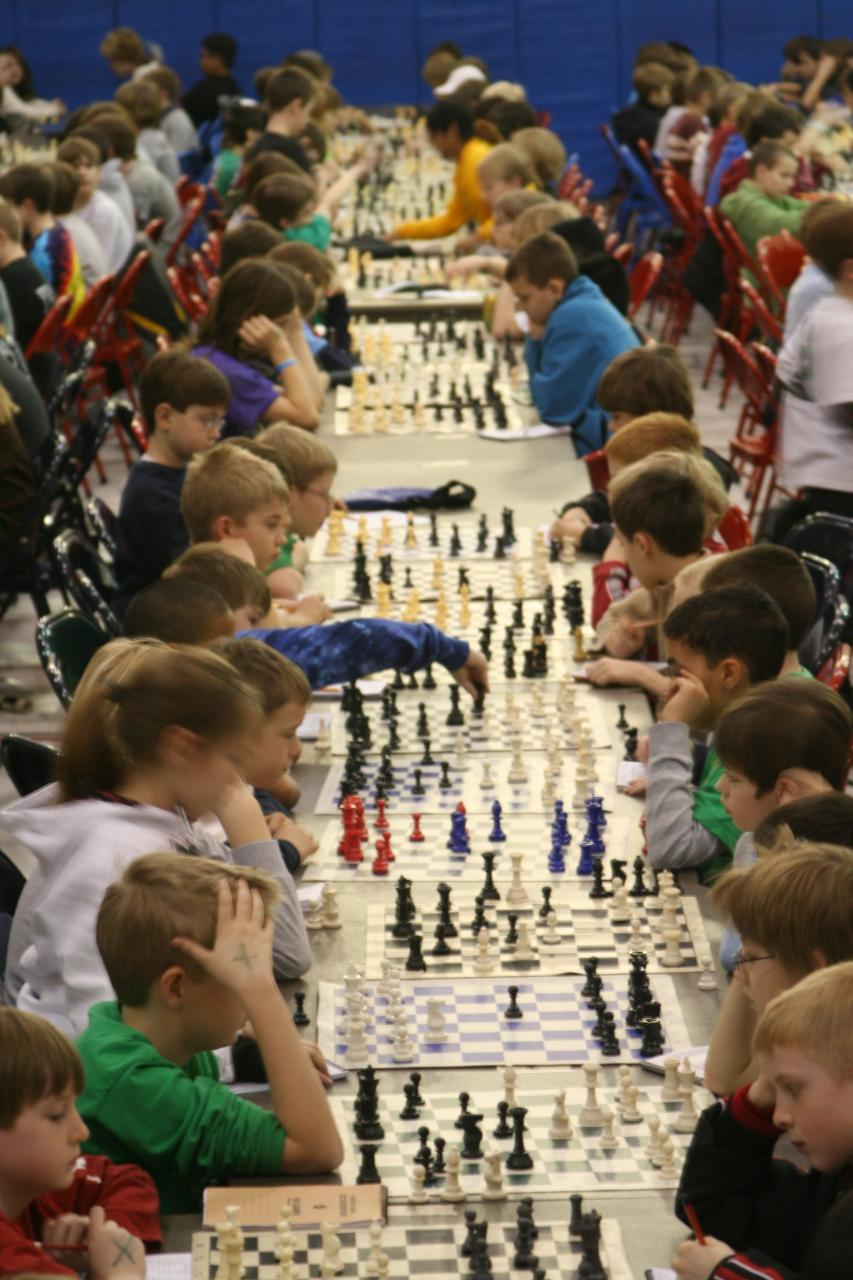
Дитячий шаховий турнір у Сполучених Штатах

Існує широка наукова література про шахову психологію. Альфред Біне та інші показали, що знання і словесна, а не зорово-просторова, здатність лежать в основі вміння. У своїй докторській дисертації Адріан де Гроот показав, що шахові майстри здатні швидко сприймати ключові особливості позиції. Згідно з де Гроотом, це сприйняття, що стало можливим завдяки багаторічній практиці та навчанню, є більш важливим, ніж чиста здатність передбачати ходи. Де Гроот показав, що шахісти можуть практично ідеально запам'ятовувати позиції, показані на кілька секунд. Не лише здатність запам'ятовувати визначає шахову майстерність, оскільки майстри та новачки, зіткнувшись з випадковим розташуванням шахових фігур, мали зіставне пригадування (приблизно шість позицій у кожному випадку). Скоріше здатність розпізнавати характерні позиції, які потім запам'ятовуються, відрізняє кваліфікованих гравців від новачків. Коли розташування фігур були взяті з фактичної гри, то майстри демонстрували майже повне позиційне пригадування.
Пізніші дослідження зосередилися на шахах як розумовому тренуванні; відповідні ролі знань і пошуку ходів наперед; нейровізуалізація дослідження майстрів і новачків; шахи наосліп; роль особистості та інтелекту в шаховій майстерні; гендерні відмінності; а також обчислювальні моделі шахового вміння. Роль практики і таланту в розвитку шахів та інших галузей знань була предметом нещодавніх досліджень. Ерікссон та колеги стверджували, що цілеспрямованої практики достатньо для досягнення високих знань у шахах. Нещодавні дослідження показують, що важливими є й інші фактори, а не лише практика. Наприклад, Фернан Гобет та колеги показали, що сильніші гравці почали грати в шахи в молодому віці і що експерти, які народилися в Північній півкулі, швидше за все, народились наприкінці зими та ранньою весною. У порівнянні з загальним населенням, шахісти, швидше за все, не є праворукими, хоча вони не виявлено кореляції між рукістю та вмінням.

### Шахи та інтелект
Хоча часто передбачають зв'язок між рівнем гри в шахи та загальним інтелектом, але дослідники здебільшого не змогли підтвердити його існування. Наприклад, дослідження 2006 року не виявило відмінностей у fluid інтелекті, виміряному за допомогою Прогресивних матриць Равена, між сильними дорослими шахістами та звичайними людьми. Існують певні свідчення на користь кореляції між рівнем гри в шахи та інтелектом серед початківців. Проте рівень гри в шахах також істотно залежить від досвіду гри, і роль досвіду може перевершити роль інтелекту. За оцінками шахові експерти можуть зберігати в пам'яті понад 10 000 і, можливо, до 300 000 стандартних позицій; для того, щоб засвоїти таку кількість інформації, необхідне довге навчання.
Дослідження молодих шахістів у Великій Британії 2007 року показало, що сильні гравці мають вищі середніх показники IQ, але в межах цієї групи кореляція між шаховою майстерністю та IQ була помірно негативною, що означає, що розумніші діти мають тенденцію до нижчого рівня шахової майстерності. Цей результат пояснювався негативною кореляцією між інтелектом та практикою в елітній підпробі, а практика мала більший вплив на шахову майстерність.

## Варіанти шахів

Гексагональні шахи Глінського, винайдені 1949 року, стали популярними в Східній Європі, досягнувши півмільйона шанувальників. Поля трьох кольорів і по троє слонів у кожного суперника є нормою для гексагональних варіантів.

Існує понад дві тисячі опублікованих варіантів шахів, більшість із яких порівняно нещодавнього походження, включаючи:
- Прямі попередники шахів, такі як чатуранґа і шатрандж.
- Традиційні національні або регіональні ігри, які мають спільних предків із західними шахами, такі як сянці, сьоґі, чангі, макрук і сіттуїн[en].
- Сучасні варіації, що використовують інші правила (наприклад, шахові піддавки[en]), різне співвідношення сил (наприклад, Шахи Дансені), нестандартні фігури[en] (наприклад, Grand Chess), або іншу геометрію шахівниці (наприклад, гексагональні шахи). Такі саме правила має варіант, який набув значної популярності, шахи 960 (названі „Fischerandom“ їхнім винахідник), де початкова позиція вибирається випадково з 960 унікальних можливостей, включаючи початкову позицію класичних шахів, тоді інші 959 роблять дебютну підготовку непрактичною.[130] ФІДЕ додала шахи 960 до своєї Handbook.[note 8]
- Безкінечні шахи[en], які привернули увагу математиків.[133]

Серед первинних англомовних джерел, що описують варіанти шахів та їх правила, енциклопедії Девіда Прітчарда, вебсайт The Chess Variant Pages створений Гансом Бодландером з багатьма дописувачами, а також журнал Variant Chess, який виходив від 1990 (Джордж Джелліс) до 2010 року (Британське товариство шахових варіантів).
У контексті шахових варіантів звичайні шахи (тобто ФІДЕ) зазвичай називають „західними шахами“, „міжнародними шахами“, „ортодоксальними шахами“, „ортошахами“ та „класичними шахами“.

## Змагання з шахів
Змагання з шахів поділяються на два типи:
- Турніри
- Матчі

Шаховий турнір — форма проведення змагань за кількості учасників більше ніж двоє, у якому кожен з учасників грає з іншими у порядку, що встановлюється таблицею ігор (при круговій системі), або вибірково з групою учасників (олімпійська система, схевенингенська система, швейцарська система). Шаховий турнір за коловою системою, якщо кількість учасників обмежена, може проходити у декілька кіл. У цьому випадку змагання називають матч-турніром.
Матч — шахове змагання, між двома суперниками або командами. Особистий (індивідуальний) матч проводиться на більшість перемог з визначеної кількості партій, або до визначеної кількості перемог.

## Шахи в Україні
В Україні шахи відомі з X—XI ст., куди були принесені з батьківщини шахової гри Індії. Знайдено шахові фігури в археологічних розкопах Вишгороду, Києва, Турова, в Чорній Могилі біля Чернігова. В усній словесності, зокрема билинах, згадується, що шахи були популярні за часів Київської Русі. В часи панування Литви і Польщі любов до шахів в Україні не зникала. Про це свідчить поема Я. Кохановського „Szachy“, 1564, знана серед шляхетського стану в Україні. Відомо, що за Гетьманщини шахістом був митрополит Т. Яновський, а меценатом шахового мистецтва гетьман К. Розумовський.
З європеїзацією Росії шахи поширилися і в Росії (перший російський підручник гри в шахи І. Бутрімова з'явився 1821). У розвитку шахів в Росії відіграли роль українці: М. Безкровний (1840—1897) з Одеси, котрий був багаторазовим чемпіоном паризького клубу „Cafe de la Regence“, став співзасновником Петербурзького шахового клубу; інший українець Д. Коленко сприяв діяльності Петербурзького шахового зібрання (засноване 1901). Цей клуб здійснив четвертий російський чемпіонат шахів; третій чемпіонат відбувся в Києві (1902); перший в Україні клуб постав у Харкові (1881), згодом постали клуби у Києві, Одесі й інших містах. 1909 року в Одесі відбувся Південноросійський шаховий чемпіонат, що був першим чемпіонатом України; переможцем вийшов Б. Верлінський, друге місце посів Ю. Боголюбов.

### Чемпіонат України
21 червня 2011 року після виграшу 11 партії чемпіоном України став Руслан Пономарьов із Києва. Хоча Руслан уже був раніше чемпіоном світу, але ще жодного разу не вигравав чемпіонат України, оскільки не брав у ньому участь. Рівень чемпіонату був дуже високий — 12 найсильніших гросмейстерів України, серед них колишні чемпіони України.

## Нотатки
1. ↑  У той час іспанське слово записувалось як axedrez. Іспанська літера "x" вимовлялась як англійське "sh", як португальська "x" сьогодні. Написання ajedrez змінилося коли іспанська мова втратила звук "sh".
2. ↑  Це твердження міститься в The Encyclopaedia of Chess (1970, p.223) Енн Саннекс[en], але його ставить під сумнів Едвард Вінтер[en] у своїх Chess Notes 5144 and 5152.
3. ↑  Current FIDE lists of top players with their titles are online at World Top Chess players : [арх. 22.07.2010]. — FIDE. — Дата звернення: 20 липня 2010.
4. ↑  For the official process see 02. FIDE Rating Regulations (Qualification Commission). — FIDE. — Дата звернення: 29 листопада 2008.
5. ↑  Алан Тюрінг зробив спробу в 1953 році.[101]
6. ↑  A survey is given in Mark Jeays, "A brief survey of psychological studies of chess".
7. ↑  Шахи навіть називають "дрозофілами" когнітивної психології та досліджень штучного інтелекту, тому що він являє собою область, у якій експертні результати найбільш інтенсивно вивчаються та вимірюються.[114]
8. ↑  In 2008 FIDE added Chess960 rules to an appendix of the Handbook.[131] This section is now classified under „Guidelines“,[132] що подані правила не мають ваги закону ФІДЕ.